# エカテリーナ (テレビドラマ)
『エカテリーナ』（Екатерина）は、2014年からロシア国営のロシアテレビ（ロシア1）で放送されているテレビドラマシリーズである。

## 放送履歴
シーズン1『エカテリーナ』（Екатерина）は、2014年11月24日から11月27日まで放送された。キャッチコピーは『Я буду царствовать или погибну』（日本語訳は『私が手に入れるものは、君臨か破滅か』）である。
シーズン2『エカテリーナ〜旅立ち〜』（Екатерина. Взлёт）は2017年2月27日から3月7日まで放送された。キャッチコピーは『Она взошла на престол, чтобы стать великой』（日本語訳は『彼女は玉座に登った、大帝になるために』）である。
シーズン3『エカテリーナ〜僭称者たち〜』（Екатерина. Самозванцы）は2019年10月21日から10月31日まで放送された。キャッチコピーは『И пусть кто-нибудь посмеет меня остановить!』（日本語訳は『そして幸運を祈る、私を止めようとする者よ！』）である。

## 概要
ロシア帝国の黄金時代を築き上げ、その功績によって大帝の称号を得た女帝エカテリーナ2世（エカテリーナ・アレクセーエヴナ）の波乱に満ちた生涯を描いた歴史ドラマ。ヒロインのエカテリーナ2世役は女優マリーナ・アレクサンドロワが演じている。
シーズン1の放送期間中、このシリーズはテレビドラマ部門ではトップスポットの評価を保持し、ロシア連邦で最も人気のあるテレビシリーズの1つになった。そのため、2015年のテフィー賞や2017年のテフィー賞、ロシア版エミー賞や2016年のゴールデンイーグル賞では「エカテリーナ」のスタッフや出演者が複数の賞にノミネートされ、中には受賞するスタッフや出演者もいた。
2014年放送のシーズン1 「エカテリーナ（Екатерина）」ではエカテリーナの即位までが描かれ、2017年にはエカテリーナの即位後を描いたシーズン2「エカテリーナ〜旅立ち〜（Екатерина. Взлёт）」が放送された。
なお、2019年10月21日から放送されたシーズン3「エカテリーナ〜僭称者たち〜（Екатерина. Самозванцы）」はシーズン2の終盤部分（主に1774年から1776年までの2年間）が駆け足となり、プガチョフの乱などの歴史的大事件が描かれていないことに視聴者から不満が寄せられたのを受けて製作された。
また、シーズン3ではキャストに変更は行われない模様だが、シリーズが更に継続するとしても、エカテリーナ役のマリーナ・アレクサンドロワは雑誌や放送元であるロシアテレビのインタビューの中で「シーズン3を最後に降板する」意向を示していたが、2022年8月4日に制作会社のCosmos Studioやマリーナ・アレクサンドロワのインスタグラム投稿でシーズン4「エカテリーナ〜お気に入り〜（ Екатерина. Фавориты）」の制作が発表され、マリーナ・アレクサンドロワが引き続きエカテリーナ役で出演することが確定した。
2020年3月19日、プロデューサーのアレクサンドル・アコポフは雑誌「Вокруг ТВ」（ガスプロム・メディア社発行）のインタビューで最終シリーズとなるシーズン4の制作が内定したこと、2021年または2022年に放送する暫定的な計画があることを明らかにしたが後にこの方針は一旦凍結され、ユリア・クリニーナ主演のドラマ「エリザヴェータ」が制作され、2022年6月から7月にかけて放送された。
シーズン1はモスクワとチェコのプラハで撮影されたが、シーズン2及び3の撮影はロシア文化省の全面的な支援の下、モスクワに加えてサンクトペテルブルク、ツァールスコエ・セロー等に数多く現存する宮殿、ドイツ・ポツダムのサンスーシ宮殿でも行われ、特別に撮影が許可されたエカテリーナ宮殿（ツァールスコエ・セロー）の琥珀の間など絢爛豪華な宮殿の内部、18世紀のアンティークの調度品、忠実に再現された当時の衣装など見どころは多い。また、劇中では現代ロシア語が使用され、当時の正装であるかつらは着用せず、登場人物の男性は現代の髪型、女性は19-20世紀初頭の髪型である。

## あらすじ（概略）

### シーズン1「エカテリーナ」
2014年11月放送。全10話。
物語の舞台は1744年から1762年まで。
18世紀、ヨーロッパの新興国だった北方の大国・ロシア帝国では、帝位を巡る血塗られた権力抗争が繰り返されていた。
折しも、時の女帝・エリザヴェータは、父・ピョートル大帝の実兄・イヴァン5世のひ孫にあたる先帝・イヴァン6世をクーデターで追放し、皇位を簒奪していた。独身で子供のいなかったエリザヴェータは、ドイツ貴族に嫁いだ姉・アンナの息子であるピョートル・フョードロヴィチを後継者に選び、皇太子妃にはドイツの弱小貴族の娘・ゾフィーに白羽の矢を立て、ロシアに呼び寄せる。
その道中、ゾフィーが乗る馬車が転倒するという事故が起き、助けに駆けつけたセルゲイ・ヴァシリエヴィチ・サルトゥイコフ公爵に一目惚れしてしまうというハプニングが起きる。しかし、ロシアにやって来た彼女を待ち受けていたのは宮廷に渦巻く数々の陰謀と、皇太子・フョードロヴィチとの愛の無い結婚であった。
ゾフィーは結婚に際してロシア正教に改宗してエカテリーナと改名、ロシアに溶け込もうと努力した。ところが、夫のフョードロヴィチは音楽好きである一方、子供のような兵隊遊びに熱中する変わり者だった。しかも、「もし後継者が生まれたら自分は用済みとなって殺されるのではないか」と恐れ、7年間もエカテリーナとの結婚生活から逃げていた。
なかなか跡継ぎに恵まれない皇太子にエリザヴェータは苛立ち、エカテリーナに対して「愛人を持ってでも後継者を産むよう」暗に勧めた。そして、エカテリーナの相手に選ばれたのはあのサルトゥイコフ公爵だった。エカテリーナはたちまち夢中になって不倫に陥った。
そしてエカテリーナは第一子・パーヴェルをやっとの思いで産むが、皇位継承者を手ずから育てようと待ち構えていたエリザヴェータにパーヴェルを奪い取られてしまう。その上、サルトゥイコフもエリザヴェータの命令でロシアから去ってしまい、全てを奪われたエカテリーナは号泣した。
その後、若きポーランド公使のポニャトフスキ公爵と親しくなったエカテリーナは彼の子を妊娠するが、その子は僅か2歳で亡くなってしまう。
悲しみの中、エカテリーナはフョードロヴィチとともにイズマイロフスキー近衛連隊の大佐（連隊長）となる。赴任早々、連隊の将校であるオルロフ家出身のグリゴリー・グリゴリエヴィチ・オルロフ中尉が逮捕される事件が起こるが、エカテリーナは彼の窮地を救ってオルロフ一族から信頼を得、折から起こった対プロイセン戦争で活躍し、英雄として帰国した彼を新たな愛人に迎え、後に男子・アレクセイを出産する。
やがてエリザヴェータは崩御、皇帝ピョートル3世として皇位を継承したフョードロヴィチはエカテリーナを追放し、愛妾のリーザを皇后に迎えようとする。リーザが子を産めばパーヴェルは廃嫡され、イヴァン6世のように牢獄に一生幽閉されるのではないかと強い危機感を持ったエカテリーナはオルロフ一族らの支援を受けてクーデターを敢行、逃亡したフョードロヴィチを退位させ、自らが皇帝エカテリーナ2世として即位するのであった。

### シーズン2「エカテリーナ〜旅立ち〜」
2017年2月-3月放送。全12話。
物語の舞台はエカテリーナの即位から6年が経った1768年から1782年まで。
国内では2年続きの凶作で飢饉が起き、困窮する民衆による暴動も各地で散発していた。
エカテリーナは苦境を打開するため、アメリカ大陸原産の野菜の栽培促進とピョートル大帝以来の悲願である、黒海沿岸部の温暖な土地と不凍港の確保および地中海への出口を求める南下政策の推進に活路を見い出す。しかし、ロシアの行く手には南部で国境を接し、イスラム世界に君臨する超大国・オスマン帝国が立ちはだかっていた。国境付近では小規模な軍事衝突が頻発し、やがて双方は全面戦争に突入する。
その頃、外交・内政の他にも複数の問題がエカテリーナを悩ませていた。
クーデターの功労者であり、第二皇子に列せられたアレクセイの父親でもある愛人グリゴリー・オルロフ伯爵と正式に結婚して彼を皇帝とし、皇位継承者としての資質に欠けるパーヴェルに代わる新たな後継者をもう一人産もうと考えるエカテリーナだが、権力をひけらかすオルロフには敵が多く、エカテリーナの考えに賛同する者は誰一人としていなかった。
一方、皇太子パーヴェルが先帝フョードロヴィチに似てきた事がエカテリーナは我慢ならず、その上、侍医からは病弱な彼の生殖能力に疑問を呈される。
そこでエカテリーナは女官として自分に仕える美しい未亡人・ソフィア・ステパノヴナ・チャルトリスカヤ公爵夫人に「パーヴェルを誘惑し、彼の子を孕め」という密命を授ける。
玉座への野望を抱くオルロフだが、戦場で頭部に負った傷の後遺症である性的不能に苦慮し、快楽を選ぶ代償として生殖能力を失う治療を極秘の内に受ける。
何も知らないまま、オルロフとのセックスで快楽を得ていたエカテリーナだが、後に行わせた身辺調査で事実を知って衝撃を受け、オルロフへの気持ちは急速に冷めていく。
その頃、エカテリーナの策略に乗せられていることに気付かぬままソフィアと関係を持ったパーヴェルは"ペテルブルク一のふしだら女"とまで言われたソフィアの美貌に溺れ、彼女を妊娠させる。パーヴェルにロマノフ王朝を存続させる能力があると判明し、大いに安堵したエカテリーナは、妊娠中のソフィアの心身を顧みることもなく皇太子妃探しに心を移す。そしてオルロフとの結婚計画も放棄し、かねてから想いを寄せられていた若い将校・グリゴリー・アレクサンドロヴィチ・ポチョムキン中尉に心を傾けるが、焦ったオルロフは腹黒い重臣ニキータ・イヴァノヴィチ・パーニン伯爵の仕掛けた罠に嵌まってポチョムキンを暴行、重傷を負わせてエカテリーナから遠ざける事件を起こす。その結果、オルロフはエカテリーナの怒りを買い、息子アレクセイ共々宮廷から追放される。
エカテリーナはオスマン帝国と戦いながら前線のポチョムキンと往復書簡を交わして愛を育み、5年後、帰還した彼に過去の男性遍歴を懺悔、やがて2人だけで密かに結婚式を挙げる。
一方、パーヴェルはエカテリーナのお膳立てで結婚したものの、相手のナタリアは放埒でエカテリーナに取って代わろうとする野心を抱き、その野心によって身を滅ぼしてしまった。その後、聡明なマリアと再婚して嫡子・アレクサンドルを儲けるも、「孫を立派な皇帝にしてみせる」と意気込むエカテリーナに奪われてしまう。愛する妻との間に生まれた我が子まで意のままに操ろうとするエカテリーナへの憎悪を、パーヴェルは胸に秘めながら生きていくしかなかった。
そして1782年夏、エカテリーナと帝国の繁栄を象徴するピョートル大帝の巨大な騎馬像が、構想から14年の歳月を経てついに除幕式の日を迎えるのであった。

### シーズン3「エカテリーナ〜僭称者たち〜」
2019年10月21日-31日放送。全16話。
物語の舞台は第1話から第15話までが1774年、最終話の第16話が1774年秋から1776年初頭まで。
オスマン帝国との戦争が続く中、ロシア国内は旱魃で飢饉が起き、国家財政も厳しくなっていた。
そんな中、ヤイク川（現・ウラル川）流域では、前皇帝ピョートル3世（フョードロヴィチ）を名乗るドン・コサック出身の男・エメリヤン・プガチョフに率いられた反政府分子が大規模な反乱を起こす。プガチョフらは各地で砦や住民を襲い、ならず者たちを吸収しながら勢力を拡大していった。そして、ロシアと敵対するフランスは裏でプガチョフ一派の支援に動き始めていた。
ポチョムキン公爵との恋愛に溺れていたエカテリーナは当初、事の重大さを把握出来ず、南部に行く彼に同行しようと首都を離れ、対応策を講じるのが遅れてしまう。
宰相兼外相として権勢を極めていたパーニン伯爵は、敵対勢力に付け入る隙を与えないようにするのが根本的な解決策だとして、エカテリーナを退位させ、皇太子・パーヴェルを即位させるべく策略を巡らす。パーニンはパーヴェルを説得し、エカテリーナが南部に行った隙にクーデターを起こそうと行動に出るが、エカテリーナの突然の帰還で未遂に終わる。しかしこの間にプガチョフ一派との戦闘で将軍が殺害される程に事態は悪化していた。
さらに、フランスのパリでは先帝エリザヴェータとその内縁の夫だったアレクセイ・ラズモフスキー伯爵の娘であると主張するエリザヴェータ・アレクセーエヴナ（タラカーノヴァ）という女性が現れる。フランスの冒険家、ポーランドの亡命貴族たちの支援を受け、イタリアに向かった彼女はナポリ王の保護下に置かれる。そこでオスマン帝国の大使を紹介され、支援の輪はさらに広まって行った。
ドイツ人でありながらクーデターで皇帝の座に即いたエカテリーナを「簒奪者」と見なして反発する声は、即位から12年を過ぎてもなお依然として国内外に存在していた。それ故、「正当な皇位継承者である皇女」を名乗って支持を集めるエリザヴェータは、エカテリーナにとって大きな脅威であった。
即位以来最大の試練に直面し、専制君主としての力量を問われるエカテリーナの足元では、皇太子妃・ナタリアが旧態依然としたロシアの体制に疑問を持ち、エカテリーナに取って代わって女帝の座につくという野望を抱いていた。ナタリアは味方を増やそうと企み、パーヴェルの親友ピョートル・ラズモフスキーと結婚していたソフィアに接触し、パーヴェルとの息子・シメオンとの対面を実現させるとソフィアに約束する。
しかしその野望も、結婚前から通じていたアンドレイ・ラズモフスキー伯爵との関係が露見して潰え、アンドレイは投獄される。
エカテリーナから宮殿に呼び出されたアンドレイは「エリザヴェータを誘惑して捕まえよ」との密命を受け、アレクセイ・オルロフ伯爵が率いる艦隊でナポリ王国へ向かった。しかしエリザヴェータはアンドレイを相手にせず、アレクセイに心を寄せ始める。密命はアレクセイが代わって実行する事になったが、これが彼に大変な悲劇をもたらす結果になるのだった。

## ストーリー

### シーズン1 「エカテリーナ（Екатерина）」（2014年放送）
1744年、ロシア帝国を開いたピョートル大帝を父に持つ女帝エリザヴェータ・ペトロヴナは甥の皇太子ピョートル・フョードロヴィチのお妃候補として、ドイツ出身の貴族の娘で14歳のゾフィー・アウグステ・フレデリーケを迎える。
ゾフィーは1年に及ぶ教育を受けてロシア語を猛勉強し、皇太子妃に選ばれるべく努力するが、宮廷には皇太子妃をフランスから迎えようと暗躍する一大勢力があり、その勢力に買収されたエリザヴェータ付きの侍医イヴァン・ヘルマン・レストック伯爵がゾフィーの食事に毒を盛る暗殺未遂事件まで起こる有様であった。さらに、ゾフィーに随行してロシアに来ていた母親のヨハンナがプロイセンと通じている事が発覚し、ゾフィーの立場が危うくなるなど様々な困難があったが、それらの苦難を乗り越え、1745年、ロシア正教に改宗してエカテリーナ・アレクセーエヴナ（Екатерина Алексеевна）と改名し、フョードロヴィチと結婚する。
幸せな結婚を夢見ていたエカテリーナは以前ヨハンナから「500年続くわが家系で愛のある結婚をした女性は1人もいない」と見下され、「それなら私が最初の女性になる」と反発していたが、間もなく母親の言葉が現実になった事を知る。元からフョードロヴィチはプロイセン国王・フリードリヒ2世に憧れて兵隊の人形で遊び、プロイセン式閲兵式の真似事にうつつを抜かす変わり者で、エカテリーナに関心を示さなかったのだ。そこでエカテリーナはなんとか彼の気を引こうと、わざわざ街に赴き、高価な兵隊人形の揃いを手に入れてプレゼントするなどの努力をしていたのだが、結婚後も彼の態度は変わらなかった。それどころか子供が出来ることを恐れて、エカテリーナとの閨事を拒絶した。
権謀術数渦巻く宮廷にあって、エカテリーナは哲学や科学、軍事学への造詣を深めるが、世継ぎを産む事こそが皇太子妃にとって第一の義務であるため、エカテリーナは苦悩を深めてゆく。だが、フョードロヴィチの方にも理由があった。先代の皇帝・イヴァン6世はエリザヴェータが起こしたクーデターによって牢獄に幽閉されており、エカテリーナが世継ぎを産めば既にフョードロヴィチを見放しているエリザヴェータにより用済みにされ、イヴァンのように投獄される事を怖れているのであった。好きな音楽と子供のような遊びは、エリザヴェータに人生を変えられた不満、恐怖や孤独を紛らわせるものだったのだろう。それでもようやく心が通じ合いかけたその時にフョードロヴィチは天然痘に罹患し、エリザヴェータでさえ気を失う程の醜い容貌になってしまう。思わず後ずさりしたものの、何とか彼を愛そうと近寄ってきたエカテリーナにフョードロヴィチは欺瞞を感じ取ったのか、いきなり彼女を殴り、硬く心を閉ざす。そこへ追い打ちをかけるように父親の訃報が届き、エカテリーナは号泣し、崩れ落ちる。それは彼女の心の中で何かが壊れた瞬間であった。
7年の月日が流れ、一向に懐妊の気配が無い事にしびれを切らしたエリザヴェータはエカテリーナに問い質し、彼女が処女のままである事を知る。エリザヴェータは驚き呆れ、「今夜は仮面舞踏会。そこでは奇妙な事が起こるだろう」とエカテリーナに愛人を持って子供を産めと暗に示す。その仮面舞踏会でエカテリーナはセルゲイ・ヴァシリエヴィチ・サルトゥイコフ公爵と再会する。彼はかつてロシア入りしたエカテリーナ母娘を迎えに遣わされた際、横転事故を起こした馬車から彼女を助け出した経緯があり、その時、皇太子自ら迎えに来てくれたと勘違いしたエカテリーナが一目惚れした美男である。エカテリーナは自室でノートにこっそりと「"люблю？Я люблю！"（愛してる？愛してるわ！）」と書き記すのだった。しかしサルトゥイコフは名うての猟色家で、この時既にアナスタシアという女性と結婚していたのである。
エリザヴェータは一方で、フョードロヴィチが愛人たちとの間に子供が出来ていないかと秘密警察（諜報局）長官アレクサンドル・イヴァノヴィチ・シュヴァーロフ伯爵に調査させようとしたのだが、シュヴァーロフのその場での返答に耳を疑った。フョードロヴィチは”女官や女優を裸にし、銃を持たせて軍隊式の行進をさせては罰して喜ぶのみで、性的な行為は一切無い”と言うのだ。何故今まで知らせなかったのか、フョードロヴィチは異常者なのか、とエリザヴェータは怒るが、傍らで話を聞いていた侍医は包茎が原因ではないかと言う。ならばその手術を今すぐ行えと命じ、逃げ回るフョードロヴィチに無理矢理手術を受けさせる。手術の甲斐あってフョードロヴィチは庭園で女性と戯れていたが、そこにエカテリーナが現れて拳銃を突きつける。この拳銃はエカテリーナに謁見した陸軍の重鎮・ステパン・フョードロヴィチ・アプラクシン陸軍元帥が持参した拳銃セットの中にあったものをエカテリーナが借り受けたものだった。それぞれ事情は変わりつつあったが、二人の険悪な関係は修復不可能であった。
その頃、エリザヴェータの体調は決して芳しいものとはいえなかった。先の仮面舞踏会で尿路結石の激痛に襲われて失神して以来、体調不良が続いていたのである。後継者の誕生を見る前に自身の命が尽きるのではと危惧したエリザヴェータはイヴァンを宮殿の目と鼻の先のペトロパヴロフスク要塞監獄から、さらに警戒の厳しいシュリッセリブルクの要塞監獄に移し、乳母とも引き離した。しかしそれから1年、待てど暮らせど懐妊の報せが無い事に業を煮やし、年が明けた1754年1月、先だっての仮面舞踏会でエカテリーナと満更でもない雰囲気を醸していたサルトゥイコフを呼びつけ、「エカテリーナの事をどう思う？」と話を始めた。
そしてある日、サルトゥイコフはエカテリーナを馬車で遠乗りに連れ出した。雪原を走る馬車の中で、サルトゥイコフは初めて出会った時の話をし、「あなたの勘違いが本当なら良かったのに」と甘く巧みに言い寄る。恋の手練であるサルトゥイコフの言葉はエカテリーナを陶然とさせ、馬車はあの事故の時に立ち寄った宿へ着く。エカテリーナは初めての恋に胸をときめかせ、一夜を共にする。
明くる日、エリザヴェータはシュヴァーロフから「エカテリーナとサルトゥイコフが関係を持った」と報告を受ける。実は二人が訪れた宿にはシュヴァーロフの手下が宿泊客に扮して待ち構えていて、その手下からの報告をエリザヴェータは又聞きしたのだった。事が上手く運んだことに満足したエリザヴェータは寵臣のアレクセイ・グリゴリエヴィチ・ラズモフスキー伯爵に、「1月20日に関係を持ったということは、生まれるのは9月20日になるだろう。善後策はどうすればよいか？」と問う。ラズモフスキーは「（生まれる子は）エカテリーナとフョードロヴィチの子供ということにしなければならない。フョードロヴィチをけしかけてエカテリーナと床を一緒にさせるべきだ」と進言する。
ある晩、サルトゥイコフとの密会を済ませて寝室に戻ったエカテリーナは、ベッドにフョードロヴィチが横になっていたのを見て驚く。フョードロヴィチはエリザヴェータから脅されたので数日間一緒にいるつもりだとエカテリーナに告げる。やがてエカテリーナは懐妊し、1754年9月20日、待望の男児パーヴェル・ペトロヴィチ大公（後のパーヴェル1世）を出産する。
しかし、エカテリーナが産んだパーヴェルは誰よりも世継ぎの誕生を待ち望んでいたエリザヴェータに奪い取られてしまう。エリザヴェータはエリザヴェータで、パーヴェルを「未来のロシア皇帝である！」と宣言して悦に入っていた。そしてエカテリーナは出産直後の体を押してエリザヴェータの元に向かうが、エリザヴェータはエカテリーナにネックレスを褒美として与えた だけで、パーヴェルを胸に抱くことすら許そうとはしなかった。それならばと、フョードロヴィチに「息子を取り返して！」と懇願するのだが、フョードロヴィチは「そんな格好で来るな！」と嫌悪感もあらわにエカテリーナを冷たくあしらった。
夫からも冷酷に突き放され、涙に暮れながら私室に戻ったところ、そこにはサルトゥイコフがいて、エカテリーナに別れを告げる。サルトゥイコフはエリザヴェータの命令でロシアの大使としてハンブルクに駐在することになったと言う。「どうしてそんな事が出来るの？」と泣くエカテリーナにサルトゥイコフは「私は臣下 なのです」と言い、置いて行かないで、と取りすがるエカテリーナを残して立ち去った。サルトゥイコフの酷いともいえる態度に、エカテリーナは床に倒れたまま号泣するのだった。
それから2年後、プロイセンのザクセン侵略を皮切りに七年戦争が勃発した。ヨーロッパがプロイセンと女帝・マリア・テレジアが君臨するオーストリアに二分されたこの戦争にロシアも参戦すべきか、御前会議では宰相（首相）兼外相 のアレクセイ・ペトロヴィチ・ベストゥージェフ伯爵とアプラクシン元帥とが対立する。他の重臣たちは中立を維持すべきだと進言するが、エリザヴェータはオーストリア側に立って参戦することを決め、オーストリアのマリア・テレジアとフランス国王・ルイ15世の公妾・ポンパドゥール夫人に書簡を送るよう命じる。
一方、宮廷ではパーヴェルの聖名祝日を祝う盛大な宴が催されることになった。産んだその日以来、一度もパーヴェルに会わせて貰えなかったエカテリーナは参加しようと意気込むが、シュヴァーロフはエカテリーナが先にロシア駐在のプロイセン大使・アクセル・フォン・マーデフェルト男爵の表敬訪問を受けたことを追及し、「陛下（エリザヴェータ）の命で大公妃（エカテリーナ）の参加は禁じられています」とけんもほろろに言い渡して立ち去っていく。そこでエカテリーナはベストゥージェフ宰相に頼み込んで共に式が行われるペテルゴフの離宮に向かう。
式場では子供らしく大暴れするパーヴェルにエリザヴェータが手を焼いていた。エリザヴェータは匙を投げ、「父親が誰なのかわからなくなってきた」と嘆息する。一方のフョードロヴィチは全く乗り気でなく、侍従に不満をぶつけながら渋々参列したのだが、初めて会ったパーヴェルに飛びつかれると父親としての愛情に目覚め、戸惑いながらも兵隊のおもちゃで優しく遊んでやるのだった。並んで歩く後ろ姿は瓜二つで、エリザヴェータも満足そうな眼差しを向けているところにエカテリーナが現れ、初めての親子の集いとなる。一方、エカテリーナを連れてきたベストゥージェフはエリザヴェータから咎められるが、陛下のお優しい心を忖度しての行動だったと釈明して許される。宴が終わり、「ママ、行かないで」と手を離さないパーヴェルにエカテリーナは「いつか必ず一緒に暮らせるから」と涙をこらえて約束する。しかしエリザヴェータはパーヴェルに両親を忘れるように仕向けるのだった。
その後、エリザヴェータはラズモフスキーと密かに結婚式を挙げ、パーヴェルが即位するまでの間、フョードロヴィチに代わって皇帝になって欲しいと打ち明ける。ロマノフ家の一員ではないラズモフスキーは驚き固辞するが、エリザヴェータによるこの後継者指名は皇帝の一存で後継者を指名する権利が認められていた帝位継承法に基づいたものであり、帝国の行く末を憂いて考え倦ねた末の願いだった。
それから間もなく、エリザヴェータはパーヴェルを皇位継承者と定める宣言を発するとともにドイツ統一を目論むプロイセンに宣戦布告する。当時、世界情勢は風雲急を告げており、フランスは長年の仇敵であるオーストリアと和解して軍事同盟を結ぶという奇策で世界を驚かせ、プロイセンはイギリスと同盟を結んでいた。ヨーロッパでのフランスとイギリスの対立構造は新大陸やムガル帝国統治下のインドなどといった世界各地に波及し、フレンチ・インディアン戦争やプラッシーの戦いなどに代表されるような全面戦争を繰り広げていた。プロイセンの孤立化を狙うオーストリアはロシアやポーランドとも同盟を結び、プロイセンへの圧迫を強めていた。
そんな中、エカテリーナはベストゥージェフ宰相からペテルブルク駐在のポーランド公使として赴任してきたスタニスワフ・アウグスト・ポニャトフスキ公爵を紹介される。イギリスと友好関係を持つポーランドの将来の国王とエカテリーナが親しくなればロシアの国益に叶うというのがベストゥージェフ宰相の思惑であった。
ハンサムで軽薄なポニャトフスキは稚拙な恋文 をエカテリーナに送り、強引に彼女の部屋に入り込んで関係を持つ。一夜明け、メイドのアリーナが朝食を持って来た際、エカテリーナは彼女がシュヴァーロフの指揮下にある秘密警察のスパイだと見破り、ポニャトフスキとの事をシュヴァーロフに報告するのかと遠回しに問うが、アリーナは答えらしい答えをしない。そして、まだ寝ていたポニャトフスキにエカテリーナは「いとしい友」と呼びかけ、「コーヒーを飲んで元気を出して」と笑顔を見せると、彼は「コーヒーはいらない。新鮮なキュウリみたいに元気さ」 とエカテリーナの手を引く。エカテリーナもポニャトフスキに「私のキュウリさん」という愛称をつけ、嬌声をあげながら抱き合うのだった。そんな2人の様子をエカテリーナの寝室に隣接した隠し部屋の穴から目撃していたシュヴァーロフの手下はポニャトフスキが誰であるかわからず、キュウリ氏の名で上司に報告したが「相手の男の名前もわからんのか？上（シュヴァーロフ）に報告を上げられない！」と激怒される。
一方、シュヴァーロフもアリーナに何故報告しない、と問いただすがアリーナは「細かな報告は必要ないとおっしゃったじゃないですか、ただの発散です」と答える。その後、シュヴァーロフからエカテリーナとポニャトフスキが関係を持ったことを伝えられたエリザヴェータだが、あまり関心を示そうとはせず、とりあえず二人を泳がせることにする。
ある日の夜、寝室でポニャトフスキとセックスを楽しんでいたエカテリーナの下にフョードロヴィチが突然尋ねてくる。不意を突かれたエカテリーナは「眠っていて起きるのが遅れた」と述べて取り繕う。フョードロヴィチは「パーヴェルを軍事教練に連れ出してみたが、パーヴェルには軍人としての素質があるようだ。しかし、パーヴェルの教育係はそれに気づいていない。そこで一つ、叔母さん（エリザヴェータ）に話をして欲しい」と言い出す。これに対してエカテリーナは「私たちはパーヴェルの両親よ。陛下に話をするのならあなたも一緒にするべきよ？」と答える。フョードロヴィチが去った後、会話を盗み聞きしていたポニャトフスキから「フョードロヴィチは面倒見のいい父親のようだ」と言われたエカテリーナだが、「場違いな話はやめてちょうだい！」と愚痴をこぼすのだった。
翌年3月、エリザヴェータはエカテリーナを呼びつけ、「"怠け者で気取り屋"の愛人を持って夫がいることを忘れたのか！」と注意する。エカテリーナは「夫が妻の存在を忘れている」と反論するが、エリザヴェータはポニャトフスキを帰国させたと告げる。「私がずっと辛抱するとでも思った？」と言うエリザヴェータにエカテリーナは「私も辛抱しています。息子を取り上げられても微笑んでいるし、お辞儀して気も遣っている。全てを奪われて私の人生は無意味。それもこれも全て陛下の責任ですよ？」と、積もる不満を棘のある笑顔で初めて口にした。
エリザヴェータから反抗的なエカテリーナを修道院に送るべきかと相談を受けたラズモフスキーは、まず夫妻を仲直りさせるべきだと言い、戦争も続いていることから彼らを近衛連隊の大佐（連隊長）に任命するよう進言する。エリザヴェータは早速、フョードロヴィチにイズマイロフスキー近衛連隊への服務を申し渡し、エカテリーナも同行させよと命じる。プロイセン贔屓のフョードロヴィチはあまり乗り気ではないが、エリザヴェータの思惑などお構いなしにフョードロヴィチを差し置いて軍部と良好な関係を築こうとしていたエカテリーナには大きな転機となった。
イズマイロフスキー近衛連隊に赴任したエカテリーナは連隊の将校であり、ボクシングの名手であるオルロフ家出身のグリゴリー・グリゴリエヴィチ・オルロフ中尉に興味を持つ。ところが、そこに秘密警察の係官たちが押し掛け、オルロフに逮捕を申し渡す。「いったい何事なの？」と問いただすエカテリーナたちに係官は「秘密警察長官シュヴァーロフ伯爵の命令だ！」と応じ、オルロフをペトロパヴロフスク要塞監獄に連行していく。
まるで自分の近衛連隊赴任を待っていたかのような逮捕劇のいきさつを知ろうとしたエカテリーナはイズマイロフスキー近衛連隊の実務を取り仕切る副官に話を聞く。それによると、オルロフは女たらしで知られており、この時既に何人かの愛人を持っていた。ところが、そのうちの一人がシュヴァーロフの愛人だった。そこでオルロフはシュヴァーロフに決闘を申し込んだが実現せず、殴り合いになったという。一見、他愛もない事件のように見えるが、愛人を奪われたシュヴァーロフは秘密警察長官の立場を悪用してオルロフの逮捕を命じたのである。
泣く子も黙る秘密警察の長官シュヴァーロフが被害者であることに驚きを隠せないエカテリーナはオルロフの人物像を聞き出そうとする。エカテリーナの問いに答えた副官の話によると、オルロフは7年前に近衛連隊に入隊した将校で周囲の評判もよく、部下からも慕われているという。オルロフを近衛連隊に必要な指揮官だと判断したエカテリーナはフョードロヴィチに「中尉を助けてあげましょうよ」と持ちかける。フョードロヴィチはシュヴァーロフを敵に回すことになる釈放要求が通るのか疑心暗鬼だったが、エカテリーナは「私に任せて」と自信ありげに答えるのだった。
エカテリーナはベストゥージェフ宰相の元を訪ね、「昨日、私の連隊の将校が些細な理由で秘密警察に逮捕されてしまいました。間もなく戦争が始まるというのに、イズマイロフスキー近衛連隊は司令官の右腕とも頼む将校を牢屋に入れられ、動揺をきたしてしまったのです」という理由をこしらえ、何とかして欲しいと口添えを依頼する。ベストゥージェフ宰相は「シュヴァーロフの仕業ですな」と事件を知っており、エカテリーナの依頼に応じる。そして、釈放通知の使者としてアプラクシン元帥を指名し、シュヴァーロフの下に送り込む。シュヴァーロフは最初、首を縦に振ろうとはしなかったが、アプラクシン元帥の恫喝に屈して釈放に同意する。晴れて自由の身となったオルロフはエカテリーナを伴い、要塞の砦の上で「ペテルブルクよ！俺は自由だ！」と雄叫びを上げ、「この祝砲を妃殿下（エカテリーナ）に捧げます」と言って祝砲を放つ。豪放磊落なオルロフをエカテリーナは新鮮な面持ちで見上げるのだった。
数日後、出征を目前に控えたイズマイロフスキー近衛連隊の将校たちはエカテリーナや宮廷女官たちが用意した餞別の品を受け取る。オルロフを自由の身にしてみせたエカテリーナはオルロフ家の四兄弟を紹介され、個人的な忠誠を誓われる。エカテリーナはオルロフに対し、「絶対に生きて帰ってきて欲しい。勝手に戦死するのは許さないわ。あなたは私に命を救われた以上、もう私のものだから」と言葉を投げかけるが、オルロフは「一度出征してしまったら生きて帰れる保証はない。老いも若きも、優れた者も劣った者もみな戦場に赴くしかないのだから」と返事するのがやっとだった。
春になり、エリザヴェータは全軍をリガに集結させた上でプロイセンを攻撃するよう命じ、オルロフたちイズマイロフスキー近衛連隊は東プロイセンに侵攻する。一方、ロシアがオーストリア側に立って参戦したことを知ったフリードリヒ2世はイギリスの援軍を欲していたが、それには口実が必要だった。そこでフリードリヒは幽閉されているイヴァン6世の釈放を要求し、ロシアに揺さぶりをかける。激しい議論の末、御前会議ではイヴァン6世の処刑を決議する。エリザヴェータがシュリッセリブルク監獄に自ら足を運び、壁の穴から見た彼は、唯一優しくしてくれた乳母から引き離され、孤独の余り錯乱の中で成長していた。そこでエリザヴェータは看守たちに対して、釈放の勅令が出された時や廃帝救出の目論みがあれば即刻彼を殺害せよというこれまでの命令を引き続き守り、そして他の者が帝位に就いたらその者にも報告を送れと命じるに留めた。しかし、エリザヴェータはその直後、監獄内で心臓発作を起こし、床に臥せってしまう。
容態は深刻なもので、このまま崩御すれば自動的に皇太子フョードロヴィチが即位し、プロイセンと和睦して戦線を離脱するのは時間の問題だった。危機感を募らせたベストゥージェフ宰相は幼いパーヴェルを即位させ、ポニャトフスキの子供を妊娠していたエカテリーナを摂政にするクーデターの計画をエカテリーナに話す。またはエカテリーナが17歳になっているイヴァン6世と結婚して女帝になるという方法もあると示す。どちらにしてもフョードロヴィチはどうなるのかと問うエカテリーナにベストゥージェフは「彼は生きられない」と返答したため、エカテリーナは計画に関わる事を拒否する。そしてフョードロヴィチと話し合いを持つのだが、パーヴェルを連れてロシアを去ると言うエカテリーナにフョードロヴィチは、好きにすれば良いがパーヴェルを連れて行く事は許さないと言う。俺の子だから、と言う彼にエカテリーナが「あなたの子供じゃないわ！」と言ったところフョードロヴィチは激昂し、エカテリーナの後頭部に石の彫刻を投げつけて気を失わせる。
ところが、エリザヴェータが奇跡的に快方に向かい、ラズモフスキーをはじめ周囲は安堵するのだが、プロイセン軍との戦いに勝利したばかりのアプラクシン元帥が突如として撤退を開始、プロイセンと裏で繋がっているのではないかと疑われた事からクーデター計画が露見する。エカテリーナからの密書とおぼしき手紙を大忙ぎで処分して証拠隠滅を図ったベストゥージェフ宰相やアプラクシン元帥は逮捕され、秘密警察による取り調べを受ける。この時、アプラクシン元帥は拷問を受けるが激しく抵抗し、混乱の中でシュヴァーロフに刺殺される。
シュヴァーロフたちはクーデターに加担したとしてエカテリーナの逮捕を画策するが、エリザヴェータは直々にエカテリーナを詰問すると言って引き取る。エカテリーナはベストゥージェフ宰相と接触したことは認めるが、クーデターに関しては説明を受けただけで深く関与していないと弁明し、エリザヴェータもエカテリーナを無罪放免にすることを決める。こうして、エカテリーナは生涯で最大の危機を乗り越えるのだが、その代償は大きいものがあった。ベストゥージェフ宰相は更迭され、副宰相で政敵のミハイル・イラリオノヴィチ・ヴォロンツォフ伯爵が後任の宰相に任命されたからだ。12月、エカテリーナはポニャトフスキとの娘・アンナを出産、エリザヴェータは女児であった事を喜び、ドレスを沢山作って着せてあげようと言って母娘を祝福するのだった。
1760年、アンナはわずか2歳で亡くなってしまう。深い悲しみに沈みながらエカテリーナは戦地に赴いたオルロフの無事を、我が子の冥福と共に神に祈っていた。そのオルロフがツォルンドルフの戦いで英雄的な活躍をして負傷したという報せを耳にしてエカテリーナはようやく立ち直り、オルロフが戦傷を癒やすための特別休暇を与えられて帰還した際に再会し、馬車の中で関係を持つ。今までの愛人とは違うものをオルロフに見出したのか、エカテリーナはオルロフの息子を産みたいと望むほど、オルロフに溺れていた。しかし、その事実を察知したシュヴァーロフがエリザヴェータに報告、エカテリーナが愛人を持つ事を嫌うようになったエリザヴェータの命により、オルロフは東プロイセン・ケーニヒスベルクの前線へ送られることになる。
その頃、フョードロヴィチはエリザヴェータ・ロマノヴナ・ヴォロンツォヴァ（通称・リーザ）という、エカテリーナの侍女として父親のヴォロンツォフ伯爵によって宮殿に連れて来られた足の悪い娘と出会った。孤独と恐れの中にいた彼は、同じように孤独を抱えていたリーザと共感し合った。リーザはフョードロヴィチを理解し、戦闘遊びに本気で付き合い、共に楽しむのだった。初めての恋だった。一夜を共にした翌朝、フョードロヴィチは侍従にありったけの花を買ってくるよう命じる。リーザを妻と呼び、実に幸せそうな笑顔を見せていた彼をエリザヴェータが呼びつける。リーザについて質問する中でエリザヴェータが足の不自由な彼女を揶揄するような動作をしたため、リーザを一途に愛するフョードロヴィチは「叔母さんが死ぬのを待ってる。死んだら大喜びだ！」などとと凄まじい暴言を吐く。それどころか司教が祈りを捧げている最中にエリザヴェータの前で大声で笑い出し、正教会を侮辱するのだった。
それから間もなく、エカテリーナは第三子となるオルロフの子供を妊娠したことに気づく。しかし、その事実は固く伏せられることになる。時を同じくして、病気がちだったエリザヴェータの病状が悪化。死の床でエリザヴェータは手を取るラズモフスキーに「カール・アウグスト」とうわ言のように語りかけ涙を流す。カール・アウグストはエリザヴェータの若き日の婚約者で、エリザヴェータに婚約指輪を嵌めようとしたその時に倒れ、そのまま亡くなったという。直後、エリザヴェータはラズモフスキーに帝位を譲ると発言、それを聞いたフョードロヴィチは「うわ言だ」と吐き捨てる。ラズモフスキーも「うわ言です」と同意する。そして1761年12月25日、エカテリーナをはじめとする側近たちの祈りも虚しく、エリザヴェータは崩御。エリザヴェータの最期を看取ったラズモフスキーはエカテリーナやフョードロヴィチ、女官たちや居並ぶ重臣たちに向かって、「専制君主たる女帝陛下エリザヴェータ・ペトロヴナは天に召された」と女帝の崩御を公表する。
重苦しい空気の中、一直線にリーザの元へと向かったフョードロヴィチは「（エリザヴェータが）死んだぞ！」と大喜びし、「もう誰も俺たちの邪魔を出来ない」と叫んでリーザと熱烈に抱き合うのだった。一方、エリザヴェータの発言を受けて側近たちは後継者指名の遺書を探すが見つからない。ラズモフスキー本人も知らぬと言い、皇位継承者の変更は行われなかった。
エリザヴェータの崩御に伴って皇太子フョードロヴィチは皇帝ピョートル3世として即位し、エカテリーナは皇后となる。しかし、戴冠式の日程もまだ決まらぬうちにピョートルはプロイセンとの単独講和に踏み切り、多大な犠牲者を出して占領した領土を手放してしまう。軍部は激しく反発するが、皇帝に即位し、得意の絶頂にあるピョートルは次々と独善的な政策を打ち出して行く。自身の肖像が刻まれた通貨を発行して悦に入ったかと思えば、自身の養育係がデンマーク人で気に食わなかったという理由だけで同盟国であったデンマークに宣戦布告し、さらに、個人的に心酔しているプロイセン式の軍制度の導入や、エリザヴェータによる自らへの監視で嫌悪していた秘密警察の解体など、急進的な改革を断行しようとして混乱を招く。また、エカテリーナに辟易していたピョートルはリーザをエカテリーナに代えて皇后にすることを企て、邪魔者でしかないエカテリーナを露骨に侮辱する。そして、ピョートルはエカテリーナとの離婚やリーザとの再婚 の承認をロシア正教会に求めるが、正教会は「皇后陛下（エカテリーナ）との離婚などもってのほかである」としてこれを拒否する。激怒したピョートルは正教会に対する締め付けとして教会資産の国有化という強硬手段を取ると脅した上、リーザとの結婚式を6月29日にルター派の流儀で執り行うと宣言した。これは国教をロシア正教会からルター派の教会にすげ替えようとするものであり、敬虔な正教徒たちの民心を失うものでもあった。
1762年4月11日（ユリウス暦）、ペテルブルク市内で起きた火事にピョートルが釘付けになっている隙にエカテリーナはオルロフとの息子・アレクセイを出産、赤子はエカテリーナ付きのメイド・マトリョーナと夫で侍従のピーメンの連携プレーで宮廷から連れ出される。
その翌日、ピョートルから呼び出されたエカテリーナはロシアから去るよう命じられる。パーヴェルは、と問うエカテリーナにピョートルは「リーザが世継ぎを産んでくれる」と言い、さらに、「イヴァンのように牢獄に幽閉されるのか？」との問いには何も答えなかった。その上でエカテリーナが連れて行く事は許さぬ、と言う。強い危機感を抱いたエカテリーナは宮殿から脱出、シュヴァーロフの手下によって逮捕されそうになったが、オルロフと弟の近衛連隊大尉アレクセイ・グリゴリエヴィチ・オルロフらが駆けつけて応戦し、辛くも逮捕を免れる。
エカテリーナはオルロフに息子・アレクセイを対面させる。オルロフはエカテリーナが息子に「アレクセイ」と命名したのが気に入らず、命名するのは父親の権利だとして「イヴァン」と命名しようとしたが、結局はエカテリーナに屈して引き下がる。オルロフは早くもエカテリーナとの間に第二子を望んでいたが、ピョートルの仕打ちに激怒したエカテリーナはクーデターを決意し、オルロフに「今は子作りの時じゃないわ。クーデターを起こしてやる。軍部は私の味方につくのかしら？」と問う。軍部はピョートルがプロイセンとの単独講和に踏み切ったことへの反発が強いはずだと返すオルロフだが、クーデターを起こすのは正規軍が帰国した後にしようと発言したところ、エカテリーナは「正規軍を待っていたらピョートルに先手を打たれて修道院に入れられてしまうわよ！」と反発する。それでもオルロフは「絶対に（エカテリーナを）投獄させはしない！俺に任せろ！」と息巻くほど強気の姿勢だった。エカテリーナはやむなく、「とりあえず待ちましょう。しかし長くは待てないわよ！」と釘を刺すのだった。
一方、ロシアがプロイセンと単独講和したことで対プロイセン戦争は劇的な結末を迎える。それまで、西部戦線ではフランスとオーストリア、東部戦線ではロシアの攻撃に直面していたプロイセンはロシアとの講和で二正面作戦が終わり、東部戦線にいた部隊を西部戦線に投入して勝利し、フリードリヒは勝者として戦争を終えた。そして、ロシア国内ではピョートルの急進的かつ社会の実態を無視した改革による混乱が続き、民心は動揺。エカテリーナへの期待が高まりつつあった。
2ヶ月後、正規軍が帰国したため、エカテリーナはイズマイロフスキー近衛連隊の将校たちを召集する。わずか100人ばかりの将校を従えてクーデターを起こし、「神の恩寵の下、公正公平にロシアを統治する」決意を告げる。ドイツ生まれであるにも関わらず、ピョートルよりもロシア人らしく振る舞ってきたエカテリーナの覚悟に共鳴した連隊の将校たちはエカテリーナの「共に立ち上がる者は前へ！」という呼びかけに呼応して整列し、エカテリーナへの忠誠を誓う。将校たちが自分についてきてくれたことが嬉しかったのか、エカテリーナの瞳からは一筋の涙があふれ出るのであった。そして、神に祈りを捧げながら十字を切っていたエカテリーナはオルロフの「お時間です、陛下。」という呼びかけを受けて動き出す。
1762年6月28日（ユリウス暦）、エカテリーナは遂にクーデターを敢行。ピョートルの宗教政策への不満を募らせていたロシア正教会はエカテリーナをロシア皇帝として認めた。ピョートルは反撃に出ようとするが、軍部はことごとくエカテリーナの味方についた上、秘密警察を解体したことによって対応が後手に回っていた。ピョートルはシュヴァーロフの責任を追及するが、逆にシュヴァーロフから「秘密警察を廃止したのは陛下ではないですか？」と切り返される。オラニエンバウムの遊戯要塞に逃亡したピョートルだが、最終的には自らの愚かさに気づき、配下の兵士たちに武装解除を命じた後に身柄を拘束される。
一方、無血のうちに宮廷を占拠したエカテリーナはエリザヴェータによる後継者指名の遺書を探し求めるが一向に見つからない。オルロフからピョートルが置き忘れていった皇帝の封蝋印璽を受け取り、ロシア皇帝として最初に発する勅令（ウカース）（Указ）をどうするのかと問われたエカテリーナは「やはりあそこだわ」と呟くとオルロフ兄弟を従えてエリザヴェータが生前、執務室として使っていた部屋に向かう。
エリザヴェータの執務室にたどり着いたエカテリーナたちが目にしたのは、書類を蝋燭の火に当てて焼却していたラズモフスキーの姿だった。それを見咎めたアレクセイ・オルロフ大尉は開口一番、「寒いんですか？伯爵。」と発言する。エカテリーナに向かって「陛下」と呼びかけたラズモフスキーに対し、エカテリーナは「伯爵。長い間お世話になりました。」と返す。その場の雰囲気から遺書を隠し通しても無駄だと悟ったラズモフスキーは「お探し物はこれですか？もはや何の価値もない紙切れですので・・・。」と言いながらエカテリーナに遺書を差し出す。
遺書には、エリザヴェータの死後の帝位について「わが夫アレクセイ・ラズモフスキー伯爵を次の皇帝にする」と書かれてあり、ラズモフスキー自身も「念のために言っておくが、その遺書は本物だ」と述べていた。こうして、エリザヴェータがラズモフスキーと結婚していたこと、ラズモフスキーが皇位継承者だった事実と「エリザヴェータのうわ言」として処理されていた遺言の存在が明らかになる。しかし、遺書を秘匿していた理由を問われても何も答えようとしないラズモフスキーの態度に圧倒されたエカテリーナは「（遺書を）燃やしてもいいわよ」と伝えると、その命令通りにラズモフスキーは遺書を焼却してしまった。そしてエカテリーナはラズモフスキーに「伯爵。宮廷に残る気はないの？」と尋ねるが、宮廷に未練がなかったラズモフスキーは引退して領地に帰りたいと申し出る。エカテリーナは承諾し、「あなたが何もしなければ私たちは友人だから」と伝える。謝意を述べたラズモフスキーはエカテリーナに一つだけ約束して欲しいことがあると言い、ピョートルの助命を訴える。エカテリーナから理由を問われたラズモフスキーは、時に残酷な人間だったエリザヴェータでさえ、20年の治世で誰一人として処刑することはなかった。そのおかげで幽閉されているイヴァンは未だに生き永らえているからだと理由を述べる。「イヴァン・アントノヴィチの人生は悲惨の極みです」と語ったエカテリーナはピョートルを助命すると約束するが、「軍部が何を言い出すか分からない」というオルロフの捨て台詞を聞いたラズモフスキーはピョートルが殺される運命にあることを悟るのだった。
ペテルブルクに送還され、夏宮殿内の劇場に軟禁された ピョートルとリーザだが、馬に乗ったまま室内に侵入してきたオルロフ兄弟によってリーザとも引き離されてしまう。一人残されたピョートルはオルロフの言うがままにエカテリーナが皇帝に即位したことを承認する文言が盛り込まれた退位宣言を書かされ、リーザはどうなるのかと問い質す。オルロフの弟・アレクセイはピョートルからリーザは妊娠していないという返答を引き出すと、リーザは宮廷から追放して嫁に出すと宣言する。それでも食い下がるピョートルに対し、アレクセイは「（リーザとの結婚は）無理！」と吐き捨てる。「口を慎め！」とたしなめるオルロフに対し、アレクセイは「陛下はプロイセンとの単独講和によって、これまで戦ってきた将兵の犠牲を台無しにした。ゲーム感覚でな！」と、積もり積もった不満を吐露する。その不満を聞かされたピョートルは自らの未熟さを改めて思い知らされるのだった。
一方、エカテリーナはシュリッセリブルク要塞監獄に赴き、廃帝イヴァンと面会するのだが、狂人になっているとされ、言葉も知らないはずのイヴァンが突然話しかけてきた。乳母から貰った聖書を暗記していると言い、「優しい魔法使いがくれた」と、かつてフョードロヴィチからもらった古びた兵隊の人形を見せるのだった。人形をくれた彼のために毎日祈っているが、今日からあなた（エカテリーナ）のためにも祈ると言い、「鳥が見たい。いつになったらここから出してくれるのか？」と問う彼にエカテリーナは「いつか必ず」と答えてその場を後にする。面会を終えたエカテリーナは看守たちから『秘密の囚人』と呼ばれていた「イヴァンを釈放させる動きがあれば即効殺せ」というエリザヴェータの命令を解除すべきかと看守から問われ、「命令はそのままで。」と命ずる。しかし、別の看守から「『秘密の囚人』をどうなさいますか？」と再度問われたため、その看守に対しては「良心に従って行動するように」と命じて立ち去った。
数日後、バイオリンを演奏していたピョートルはアレクセイによって絞殺される。時を同じくして、シュリッセリブルク要塞監獄に幽閉されていたイヴァンにはエカテリーナから釈放命令が出されるが、”釈放通知が届いたら即刻殺害せよ”というエリザヴェータの命令を継続して守れとエカテリーナから命ぜられていた看守によって殺害される。また、ハンブルクにいたサルトゥイコフが帰国して復縁を求めるが、アレクセイの揺り籠を揺らしていたエカテリーナは「7年遅すぎよ！あなた"臣下"でしょ？"臣下"は命令に従うものよ！」と険のある言葉で拒絶し、サルトゥイコフは黙って立ち去っていく。なお、アレクセイはこの後オルロフ家を介して、シュクーリンという夫婦に預けられる。
かくして、1762年9月22日（ユリウス暦）。自分の立場を脅かしうる邪魔者がことごとく葬り去られたことで、自分の血をすべてロシア人の血と入れ替えてほしいと念じたほどにロシアに溶け込もうとしたエカテリーナはついにロシア帝国の玉座と皇帝の冠を射止め、皇帝としての長大な称号を帯びることになった。

### シーズン2 「エカテリーナ〜旅立ち〜（Екатерина. Взлёт）」（2017年放送）
物語はエカテリーナの即位から6年経った1768年から始まる。
女帝として貫禄をつけていたエカテリーナは啓蒙思想による統治を志す一方、ピョートル大帝以来の悲願である、黒海沿岸部の温暖な土地と不凍港の確保、地中海への出口を求める南下政策の実現を目指していた。
しかし、南下政策を推進するエカテリーナの前には南部でロシアと国境を接し、イスラム世界を代表する超大国・オスマン帝国が立ちはだかっており、国境地帯では小規模な軍事衝突が頻発していた。
その頃、ペテルブルクの宮廷ではエリザヴェータ時代の廷臣たちが引退し、新たな廷臣たちが政治の主導権を巡って暗躍していた。
クーデターでの功績を認められて伯爵の位を授けられたエカテリーナの愛人グリゴリー・オルロフ伯爵と、外相のニキータ・イヴァノヴィチ・パーニン伯爵は対立関係にあり、秘密警察（枢密院）長官 のステパン・イヴァノヴィチ・シェシコフスキー伯爵はその両名の動向を厳しく監視していた。オルロフ一族は全員が爵位を与えられて我が世の春を謳歌し、反オルロフ勢力はパーニンを中心に密談を繰り返していた。
そんな中、帝国南部の荒野にオスマン人が侵入し、暴虐の限りを尽くしているとの報告を受けたオルロフは小部隊を率いて偵察に出掛けた。そこで惨殺された若い女性の遺体を発見、怒りに駆られたオルロフは弟のアレクセイ・オルロフ伯爵らと共に敵兵が占領している地域に突入し、8名の死者を出す戦闘を繰り広げる。その中でオルロフは敵兵の剣による打撃を頭部に受け、脳震盪を起こして落馬するのだが、とどめを刺されようとしたその時、味方の将校が背後から敵兵を斬り付け、辛くも命を救われる。オスマン兵の捕虜になっていたジプシーを解放したオルロフはエカテリーナに無事を知らせようと、先刻自分を救ったグリゴリー・アレクサンドロヴィチ・ポチョムキン中尉を呼び、負傷していた彼に書簡を託し、ペテルブルクに向かわせる。
オルロフの帰還を待ちわびるエカテリーナの下に、彼の書簡を携えたポチョムキンが到着する。エカテリーナはオルロフの無事を喜び、深傷を負っていたポチョムキンを宮殿内で看護するよう命じる。エカテリーナはイズマイロフスキー近衛連隊にクーデターを呼びかけた時にその場にいた彼の顔を覚えていた。
オスマン帝国との関係が緊張する中、パーニンはエカテリーナにオルロフとの結婚を思いとどまるよう求める。エカテリーナは子供を産むために残された時間はあと1、2年しかないと焦る思いを語るが、パーニンは自らが養育係を務める14歳の皇太子パーヴェル・ペトロヴィチ大公を即位させてはどうかと進言する。パーニンはオルロフとの結婚もオルロフとの息子・アレクセイを宮廷に呼び寄せるのも大きな間違いであり、エカテリーナが帝位を失い、国が滅びる可能性もあると諫めるのだった。
この時、エカテリーナはオルロフと正式に結婚してアレクセイを嫡子とし、もう1人子供を産んで、病弱で後継者としての資質を問われていたパーヴェルを海外留学の名目で国外に追放することを密かに考えていた。その目的を達成するために、皇帝の一存で後継者を指名する権利が認められていた帝位継承法の規定を発動することも検討していたのだが、オルロフと結婚してもアレクセイは「私生児」のままであり、その立場は法律上変えることができないとパーニンから告げられる。そこでオルロフを帝位に就ければ万事解決するのではないかという考えが頭をもたげてくる。
一方、パーニンはエカテリーナが負傷した士官の世話をしていると聞きつけ、エカテリーナ付きのメイド頭・フョークラの話から若い美形の男だと知ると、早速オルロフを追い落とすために利用出来ないかと行動を始める。
そんなある日、エカテリーナのかつての愛人で現在はポーランドの国王となっていたポニャトフスキがやって来る。「10年前（1758年）にベッドで会ったきり」の彼は甘い言葉を囁き、エカテリーナとの間に儲けた娘・アンナの墓に花を供えさせて欲しいと願うが、エカテリーナはポーランドとオスマン帝国が密約を結んでいることを咎めて彼を退ける。そこへオルロフがジプシーたちを引き連れて帰還、賑やかな歌と踊りの中、エカテリーナと抱擁し合う。ポニャトフスキは事情を察して身を引くが、退出の際にオルロフはしつこく絡んできた。オルロフが皇帝の座に就くのではないかと危惧したポニャトフスキにパーニンが密かに近づき、即位阻止への協力を申し出る。一方、エカテリーナは昼間からオルロフと交わすセックスに胸を高鳴らせるが、彼は目眩を訴えて途中で寝室から出て行ってしまう。オルロフは昵懇の娼婦から媚薬を貰うとエカテリーナの元へ舞い戻り、執務中だった彼女を拐って寝室へ向かい、再びセックスに興じてエカテリーナを満足させるのだった。
同じ頃、投薬治療を拒否していたポチョムキンの容態が悪化、高熱を出して生死の境を彷徨うが、エカテリーナの呼びかけで奇跡的に意識を取り戻す。快復した彼が戦場に戻るため宮殿から去ろうとしていたところにエカテリーナの伝言が届き、軍服改良事業の監査役に任命されたことを知らされる。この人事はオルロフを追い落とすためにポチョムキンを利用しようと企んでいたパーニンの進言であると同時に、ポチョムキンに何か感ずるものがあったエカテリーナの利害が一致した末の要請でもあり、それを受け入れた彼は宮殿に留まる。
先帝エリザヴェータにより国外追放されていたイヴァン・イヴァノヴィチ・ベツコイ公爵が顧問を必要とするエカテリーナから赦免を受け、追放先のパリから25年ぶりに帰国する。オルロフとの結婚を夢見るエカテリーナは結婚を前に、オルロフ家の家系を明らかにする必要があり、有職故実に詳しいベツコイの力を必要としたのだ。パーニンたちはベツコイの登場で権力バランスが変化するのではと密かに恐れていたが、パーニンたちの意図を察したのか、エカテリーナはベツコイに自身の私設秘書（アドバイザー）兼帝国美術アカデミー総裁という一種の名誉職を与えるに留めた。
エカテリーナはベツコイに深い信頼を寄せており、軍服改良事業の総責任者としてポチョムキンに引き会わせていた。そんなある日、エカテリーナは「グリゴリー・グリゴリエヴィチ（オルロフ）と結婚して出来た子が帝位継承者になる。私ならグリゴリー・グリゴリエヴィチを皇帝にする事が出来るが、そうするべきか？」と問うが、ベツコイの返事はただ一言「ニェット（いいえ、ノー）」であった。そこでオルロフと共にロシア正教会のサンクトペテルブルク大主教・ガブリエルの元を訪れる。二人は正教会の主教会議から結婚の許可を得ようとしたのだが、ガブリエルはロマノフ王朝の崩壊とそれによって惹起される動乱を危惧し、結婚は許されぬと告げるのだった。その上、ガブリエルからは「罪深い男」と別れるよう促される。
ままならぬ現実にエカテリーナは悔し涙を流すが、その晩、オルロフはエカテリーナの寝室で先に眠り込んでしまうという失態を演じる。"死んだように"欲望が全く無くなり、慢性的な頭痛にも悩まされた彼は弟のアレクセイに相談したところ、「何でも治す」として巷で評判の高いピンクスという怪しげな医者がいると聞かされ、彼の元へ連れて行かれる。頭痛も不能も、戦場で受けた頭部の怪我の後遺症であった。奔放でセックス好きのエカテリーナの望みに応えられない事は皇帝の座どころか、エカテリーナの愛人でいる事さえも危うくする致命的な事態であった。オルロフはそれを悟られまいと、何かと理由を付けてエカテリーナと夜を共にする事を避け、やがて治療に奔走するあまり、エカテリーナの元を訪れる事すら少なくなっていく。エカテリーナはそんなオルロフの異変に気を揉むのだった。
宮殿内の工房では新しい軍服のデザインが検討されており、軍服改良事業の監査役に就いたポチョムキンの様子を見に来たエカテリーナは彼に上司になるベツコイを紹介し、時々会いたいと告げる。エカテリーナは彼を昇進させようと考え、女官として自分に仕える友人で美しい未亡人・ソフィア・ステパノヴナ・チャルトリスカヤ公爵夫人に彼の評判を尋ねる中で女性関係を訊く。ソフィアに「それは昇進と関係ないのでは？」と不思議がられるが、エカテリーナは単なる好奇心だと誤魔化した。
その頃、エカテリーナは皇太子パーヴェルが亡き父・ピョートル3世を慕い、自分にことごとく反発する事に腹を立てていた。そんな中、二人の関係を決定づける事件が起こる。
それはエカテリーナが御前会議で農奴制の存廃と貴族を徴兵制の対象から除外するか否かを巡って4人の重臣たちと討議していた時のこと。突然、パーヴェルの部屋からバイオリンの音色が聞こえてきた。エカテリーナは出席者の一人である国務長官のアダム・ヴァシリエヴィチ・オルスーフィエフ伯爵にどこからか聞こえてきたバイオリンの演奏をやめさせろと指示し、オルスーフィエフが席を立とうとすると、パーニンが「待て。パーヴェル・ペトロヴィチが音楽の練習をしているのだ」と説明する。パーヴェルが音楽に興味を持っているとは知らなかったというエカテリーナだが、その音色を聞くにつれてピョートルとの忌まわしい記憶が蘇ったため、会議を中座してパーヴェルの部屋に押し掛ける。
部屋ではパーヴェルの家庭教師セミョーン・アンドレヴィチ・ポローシンがツォルンドルフの戦いについて講義をしていた。この戦いは、エカテリーナとオルロフを結びつけるきっかけになった出来事としてエカテリーナの胸に強く刻まれていた戦いでもあった。しかし、エカテリーナはテーブルの上に並べられた兵隊人形に対して「玩具の兵隊は子供の遊びよ！」と難癖をつける。ポローシンはツォルンドルフの戦いについて講義していたと説明し、パーヴェルもフリードリヒを褒め称える。エカテリーナは「この戦いではロシア軍が勝ち、フリードリヒは逃げた。そして、3度も大怪我を負いながらも最後まで戦い続けたオルロフ伯爵が真の英雄である。フリードリヒは『ロシア軍は頑強で、殺すだけでは足りない、打ち倒す必要がある。』と言ったほどだった」と息巻くが、パーヴェルはフリードリヒ大王こそ英雄だと主張した挙げ句、「僕の憧れはオルロフ伯爵ではなくフリードリヒ大王だ。彼はプロイセン国王でオルロフ伯爵は母上（エカテリーナ）の寵臣でしかない」と指摘するのだった。ここでエカテリーナは指導記録を見せろとポローシンに命じる。そして、本来なら対象に含めていない音楽の授業を勝手に付け加えたという理由でポローシンに解任を申し渡す。
ポローシンが去った後、エカテリーナはフリードリヒの欠点ばかりをあげつらい、「戦術にも家庭生活にも失敗している・・・。勝った戦争はなく・・・。妻とは30年間ベッドを共にしておらず、イタリア人の愛人と戯れている。ゆえにフリードリヒはパーヴェルの手本たりえない」と反論する。パーヴェルはすかさず「フリードリヒ王は即位から2年で『大王』と呼ばれるようになったが、母上は即位から6年経ってもまだ『エカテリーナ2世』のまま。エカテリーナ1世ですら、何一つ功績を残すことなく消えた」と臆面もなく言い放ち、パーニンに「殿下、あなたらしくない。言い過ぎです」とたしなめられる。エカテリーナから「私に謝罪する気はある？」と言われて頭に血が登ったパーヴェルは「僕には父上（ピョートル3世）が母上を愛さなかった理由がわかる！」と公言した上で、1枚のスケッチをエカテリーナに見せつけながらこう宣言する。「僕が皇帝になればまず、ネヴァ川の岸に像を建てる。父上の銅像は石の上、皆が見上げる位置に。毒蛇にやられた馬が制御不能に。父上は笑顔さ。陽気で優しい人だから！」と。これにはエカテリーナも堪忍袋の緒が切れ、「ピョートル・フョードロヴィチはそのような人ではなかった！」と罵る。そして、侍医のジョージ・サミュエル・ロジャーソンにパーヴェルを治療させるよう命じ、パーニンを激しく責める。「パーヴェルがピョートルに似るなんて。最悪の事態だわ！あなた（パーニン）のせいよ！」と。そしてエカテリーナは部屋に飾られていたピョートルの肖像画を誰が持ってこさせたのかとパーニンに問い質す。パーニンはベツコイの仕業ではないかと言い、シェシコフスキーにポローシンを尋問すべきだと進言する。しかしポローシンはベツコイの関与を一貫して否定。肖像画を見つけて飾るよう指示したのはパーヴェルだと証言し、宮廷を去ることになる。
パーヴェルは無力感に苛まれていた。ポローシンはエカテリーナの逆鱗に触れて宮廷を追われ、肖像画やバイオリン、兵隊人形といったピョートルを思い出させるものはやはりエカテリーナの命令でことごとく撤去させられたからである。兵隊人形のうちの2体は撤去される前にパーヴェルがくすねて手元にとって置いたのだが・・・。
そんな中でパーヴェルはパーニンに問う。「この肖像画の父上と僕はそっくりなのか？」と。パーニンは答える。「当然。あなたはお父上ピョートル・フョードロヴィチ皇帝にそっくりですよ。誰もが口を揃えて「同じだ」とおっしゃいます」と。しかしパーヴェルは「この肖像画は本来の姿ではない。意図的かも」と疑問をぶつけるが、パーニンは「私はお父上の顔を覚えていますが、この肖像画の顔と同じ顔でした。偽りの姿ではありませんよ？」と否定し、「私を困らせないで下さい」とパーヴェルに苦言を呈するのだった。
一方、エカテリーナはパーニンが先だってパーヴェルの即位を提案した事を危険視し、ベツコイに「陰謀を企てているかも知れない」と、彼の罷免を相談するが、「見方を変えれば、グリゴリー・グリゴリエヴィチ（・オルロフ）の野心を抑制出来る。問題行動も多いが、今は害以上に利益がある」という助言があったため、罷免は見送られた。
パーニンはパーヴェルに「陛下の機嫌を損ねると帝位継承権を剥奪され、アレクセイが皇太子になる」と彼の立場の危うさを知らせると共に、馬鹿な真似はやめるよう厳しく諭す。以後パーヴェルはエカテリーナに表立って逆らう事は無くなった。
軍服改良事業の現場では勲章のリボンや勲章そのものにも改良が加えられることになり、ポチョムキンとベツコイ、ソフィアの3人が見栄えなどについて検討を進めていた。ある日、現場を視察したエカテリーナはソフィアから女性用の勲章リボンをかけてもらうポチョムキンの姿を見て「グリゴリー・アレクサンドロヴィチ（ポチョムキン）。私の女官（ソフィア）をいいように使っているわね？」と刺々しい言葉を投げかけたため、ベツコイが「ソフィア様は手伝いに来ただけです。なので、女性用のリボンの確認をお願いしました」とフォローし、ソフィアは「私は肩を貸したのです」と釈明する。間もなくオルロフも加わり、聖ゲオルギオス勲章 を題材に挙げ、各々がそれぞれ考えた改良点を語り合う。最初に議題に上がったのは勲章のリボン配色をどうするか、という問題である。エカテリーナは黒色のリボンを3本、金色のリボンを2本とする案を示す。ベツコイは意味合いとして3本の黒色リボンは聖ゲオルギオスの3度の死を表現し、2本の金色リボンは聖ゲオルギオスの2度の復活を表現するものと定義付けする。一方、オルロフが水色と金色を組み合わせたリボンという案を示したため、エカテリーナはポチョムキンに自分の案をとるのか、それともオルロフの案をとるのか選べと命じる。選択を迫られたポチョムキンはエカテリーナの提案に同意した上で、リボンの意味合いとして黒色は火薬、金色は炎を表し、勝利を象徴するものとして定義付けすべきだと提案した。続いて議題に上がった勲章の意匠ではエカテリーナの発案でひし形に円形と光線を配し、「軍務と勇気に（За службу и храбрость）」という言葉を彫り込むことになった。自分が提案した配色案をポチョムキンに退けられる格好となったオルロフは「仕事には慣れたか？戦場に戻って名誉勲章を欲しがっていたお前が宮廷に残れたのは誰のおかげだ？」と畳み掛け、ポチョムキンは「オルロフ伯爵閣下。あなたのおかげです」と言葉少なげに返すのだった。
数日後、エカテリーナは重臣たちを伴って宮廷の菜園を視察する。当時のロシアは2年続きの不作で食糧事情が逼迫していたため、それを打開するため、エカテリーナは宮廷の温室菜園で栽培されたキクイモやインディアンキャロット、ジャガイモといったアメリカ大陸原産の野菜を地主たちに栽培させようとしていた。「キクイモやインディアンキャロット、ジャガイモはパンやお粥よりも栄養があり、豊作。不毛の地でも十分な収穫が見込めるこうしたアメリカ大陸原産の野菜を地主たちに栽培させる。南部を穀倉地帯に変えてみせる！」と息巻くエカテリーナだが、重臣たちはアメリカ大陸原産の野菜の安全性が担保されていない上に天候は最悪であり、スープや粥を主食とするロシア人の食生活を急激に変えることは不可能であることなどを理由に懸念や反対の声を挙げるものの、不作がこれ以上続くことへの危機感を皆が持っていないわけではなかった。そこでエカテリーナはフョークラにキクイモを使った料理・カコルキ の開発を命じ、重臣たちを夕食会に招待する。
重臣たちはエカテリーナに言われるまま、カコルキを食べさせられる。重臣たちの反応は様々で、パーニンは「塩気が足りない」と苦言を呈し、シェシコフスキーは「食欲をそそる苦さだ」と発言する。結果としてカコルキはあまり重臣たちの口に合わなかったらしく、出席していた国務長官のイヴァン・ペルフィリエヴィチ・エラーギン伯爵はカコルキを試食した途端に噎せてしまい、侍従に抱えられて退出するというありさまだった。だが、エカテリーナは「私はアメリカ大陸原産の野菜の普及事業に大金を投じている。決して諦めるわけにはいかない。地主に塊茎を送り、収穫を待とう」と述べて夕食会を締めくくるのだった。
オスマン帝国では皇帝（スルタン）・ムスタファ3世の命でペテルブルクに外交使節団を送ることを決め、大使パシャ・ジャネルはエメラルドが飾られた彫金の豪華な小箱と扇子、見事な駿馬をエカテリーナに献上することになったが、小箱の中にはエカテリーナの命を狙う致死性の天然痘ウイルスが仕込まれたインド製の白粉が入っていた。そんなことなど露知らず、宮廷の中庭に設えられた野外迎賓館では歓迎式典が催される。聖ゲオルギオス勲章を着用したエカテリーナはジャネルからの挨拶を受け、お返しとしてオスマン帝国の公用語であるオスマン・トルコ語を用いてジャネルを驚かせる。そして、「神は我々に偉大なオスマン帝国という強大な隣国をもたらした。我々は謙遜と尊敬の念を抱き、オスマン帝国との友情が長く続くことを願う。我がロマノフ王朝はより強力になり、強大な力は我が国をより豊かにしていくだろう。我が国は今や、東部の国境はアムール川にまで到達し、カムチャツカ半島やアラスカを併合した。また、南はペルシャにまで勢力を伸ばしている。偉大な我らが帝国の周辺国民はロシアによる併合と保護を求めています。ロシアは可能な限り、その要請に応じます。 スルタンによろしくお伝え下さい。」と宣言したものの、スルタンへのメッセージとして献上品の受け取りを拒否し、「自国の国境をしっかり守って欲しい」と国境侵犯を繰り返すオスマン帝国を牽制する。
献上品の受け取り拒否という強硬姿勢に出たエカテリーナの対応はスルタンへの侮辱だと窮したジャネルは旧知の仲であるパーニンに助けを求めた。パーニンは「自分が陛下（エカテリーナ）を説得して必ず受け取らせるので一旦預からせて欲しい」と応じ、ジャネルもパーニンを頼ることにした。パーニンは早速、「ジャネルから『何とかしてくれ』と泣きつかれた」とエカテリーナの説得に乗り出すが、逆にエカテリーナから「もう決定は下したわ。厳格な要求は強さの証。オスマン帝国に我が国土と国民を荒らされているにも関わらず、知らんぷりをして献上品を受け取るなど弱さそのもの。強者は尊敬され、弱者は打ち負かされ奪われるだけ。ムスタファ3世は理性的。オスマン帝国はオーストリア、フランスと同盟を組んでいる。プロイセンでさえ、オスマン帝国と交渉中だとか。我々もできればオスマン帝国と交渉を持ちたいが、向こうが強気ならこちらもそれに応じるしかない！」と言い含められる。エカテリーナの説得に失敗して窮地に立たされたパーニンはジャネルに「陛下は献上品の受け取りに同意したが、儀式はもう行わない」という虚偽の説明をし、ジャネルも納得して引き下がることにする。
ところがエメラルドの小箱はパーニンが横領し、駿馬はオルロフの弟・アレクセイがジプシーに1000ルーブルを渡し、夜陰に乗じて盗み出すのだった。エメラルドの小箱はその後、パーニンが婚約の印として、侍従長ピョートル・ボリソヴィチ・シェレメーチェフ伯爵の娘・アンナ・ペトロヴナ・シェレメーチェヴァに贈る。ポローシンと愛し合っていたアンナは父親と5歳しか年が変わらないパーニンを拒絶するが、中の白粉に触れてしまう。
宮廷では華やかな舞踏会が開かれる。大勢の着飾った男女が優雅な音楽に合わせて踊る中、ソフィアはエカテリーナに、ポチョムキンが熱い眼差しでこちらを見ている、自分に気があるに違いない、と自信満々にまくし立てるが、エカテリーナは彼が自分を見つめていることに気付く。ソフィアと踊るポチョムキンを見て心をざわめかせるエカテリーナであったが、彼はソフィアに手を引かれて広間から退出して行った。しかし戻ってきたソフィアはポチョムキンに拒絶されたと言い、彼が名指しこそしなかったが、主君であるエカテリーナを密かに愛している事を嬉々として報告する。そこへアンナがパーニンとの婚約の解消を直訴しようと現れるが昏倒し、駆け付けたロジャーソンが天然痘と診断、エカテリーナと重臣たちは対策に追われることになる。アンナは亡くなるが、身近で看病しながら無事だった下僕の少年から採取された瘡蓋をエカテリーナは自ら接種して見せる。エカテリーナが自ら範を示したことによって重臣たちや庶民も接種を受け、当時ヨーロッパで大流行し、多くの人命を奪っていた天然痘のロシアでの蔓延は未然に防がれたのである。
ポチョムキンの思いを知ったエカテリーナは彼に手紙を書こうとするが、多くの事が心に浮かんでは消え、苦心する。ポチョムキンの方は一目惚れしたエカテリーナに会える機会を職務に当たりながら待ち続ける日々を送っていた。しかし彼にとってエカテリーナは雲の上の存在であり、目通りを許された束の間の時間も初めこそ軍服の問題点について熱弁を振るっていたが、エカテリーナへの思いが募るにつれて口数も少なくなっていくのだった。
誕生以来、養父母の下で育てられていたアレクセイが遂に宮殿で暮らすことになった。オルロフとの結婚や更なる妊娠が一向に実現しないことで焦りを募らせていたエカテリーナは一足先にアレクセイを皇族に列し、既成事実を作ることにしたのだ。エカテリーナは歴代皇帝の肖像画が飾られたギャラリーに新たに飾られた利発そうな肖像画を見て期待していただけに、何も話さず笑顔も見せない彼に大いに落胆し、彼を後継者にする事は無理だと判断する。そんなアレクセイだったが、初対面の異父兄・パーヴェルには心を開き、母を愛しておらず、父・オルロフにも今日初めて会ったが死んでいるも同じだと言い、兄弟は意気投合して母への面従腹背を誓う。
重臣や女官へのお披露目を目前に控えたアレクセイは侍医ロジャーソンの診察を受ける。何に対しても関心を示さない自閉症のようなアレクセイを見たロジャーソンは身体に異常はなく、精神的な問題ではないかと言う。しかし、オルロフはアレクセイの生殖能力を見極めるために下半身を検査するようロジャーソンに要求する。ロジャーソンは「こんな幼児に意味がない」と拒否するが、オルロフに怒鳴られたため不承不承行い、その様子を見ていたエカテリーナはアレクセイを抱きしめ、オルロフの横暴ぶりを謝罪するのだった。
数日後、謁見の間ではアレクセイを皇族に列することを宣言する儀式が執り行われる。パーヴェルは体調不良を理由に欠席するのだが、エカテリーナは構わず儀式を始めさせる。オルスーフィエフはエカテリーナの命で「アレクセイ・グリゴリエヴィチ・オルロフ、1762年4月11日生まれ。父君はグリゴリー・グリゴリエヴィチ・オルロフ伯爵閣下、母君はロシア女帝陛下エカテリーナ・アレクセーエヴナ様である。これより皇帝一族としての権利を与えられ、ロマノフ家 の一員となる。」と、アレクセイが皇族に列せられたことを宣言する。環境の変化に戸惑いを隠せなかったアレクセイに対し、エカテリーナは「夏になったら離宮に出かけて一緒に過ごそう。凧上げなどをしたりして遊んであげるから。」と呼び掛け、オルロフを呼び寄せて親子の姿をまざまざと見せつける。重臣たちはロマノフ家の血を一滴も引いておらず、オルロフ姓を名乗っているはずのアレクセイが皇族に列せられたことに困惑し、ベツコイは「儀式を即刻打ち切れ」とオルスーフィエフに命じるのだった。
夏が近づき、宮廷はペテルブルク郊外のツァールスコエ・セローに移されることになった。夏の離宮・エカテリーナ宮殿に移ったエカテリーナはひ弱で室内に籠りがちなパーヴェルに夏の間だけでも健康的な生活を送らせようと、科学芸術アカデミー長官のキリル・グリゴリエヴィチ・ラズモフスキー伯爵の御曹司でやんちゃな兄弟のピョートルとアンドレイを遊び仲間として迎えることにする。パーヴェルは彼らと戸外で少年らしい活動的な遊びを楽しむが、侍医ロジャーソンはパーヴェルには生殖能力が無いかもしれないと言う。不安に駆られたエカテリーナは思案の末、ソフィアにパーヴェルを誘惑して彼の子を妊娠するかどうか試して欲しいと依頼する。パーヴェルに生殖能力があるのかないのか、全てはソフィアがパーヴェルの子を妊娠するかどうかで明らかになるとはいえ、万が一にもパーヴェルに生殖能力がないことが分かれば、皇位継承者がアレクセイしかいないことになるエカテリーナはオルロフと結婚して彼を次の皇帝にするほかなく、ソフィアをパーヴェルに宛てがうという決断は正統な皇位継承者である彼の将来を懸けた大きな賭けだった。
そんなある日、エカテリーナはサルトゥイコフの死を彼の親戚筋にあたる未亡人ダリヤ・ニコラエヴナ・サルトゥイコヴァ伯爵夫人から偶然聞かされ、雪の中の遠い日の記憶が蘇る。翌日はアレクセイを海に連れて行く予定であった。だがオルロフは行方をくらましており、エカテリーナはポチョムキンを同行させようと彼に手紙を書き始める。しかし文面で彼にどう呼びかけて良いかわからず苦吟するのだった。翌朝、オルロフの代役で呼ばれたポチョムキンは沈んでいたが、次が待ち遠しいと言う彼にエカテリーナは手紙を書くよう求める。オルロフはエカテリーナがポチョムキンと文通を始めた事を知らなかったものの、ポチョムキンの存在を目障りに感じ始め、彼を恫喝する。「消えろ！」と言うオルロフにポチョムキンは反抗的な態度を見せるのだった。
オスマン帝国ではエカテリーナが献上品の受け取りを拒否した事実を知ったムスタファ3世が激怒、報復措置としてエカテリーナがオスマン帝国の首都・イスタンブール（コンスタンティノープル）に派遣したロシアの外交使節団は皆殺しとなり、エカテリーナ暗殺に失敗した使節団の団長パシャ・ジャネルも責任を問われて処刑される。そして、外交使節団に同行してオスマン帝国駐在のロシア大使として赴任したアレクセイ・ミハイロヴィチ・オブレスコフ伯爵は逮捕され、地下牢に幽閉される。それはロシアへの事実上の宣戦布告であった。
だが、開戦を迎えようにも国庫は空で、地方では食糧難から暴動が続出していた。そんな中、旧都・モスクワでは新帝擁立とモスクワ還都を目論む保守的な貴族たちによるクーデター計画が進行しているという情報が秘密警察によってもたらされる。
それは、ピョートル大帝の死から43年経ち、大帝の威光が薄れつつあった今、傍系であるイヴァン6世の弟で現在幽閉中の二人を奪還し、第4代皇帝・アンナ・イヴァノヴナ（在位：1730年〜1740年）の遺書の規定に基づいてモスクワで正統な皇帝として即位させようという計画であった。赤の広場で即位を宣言した新皇帝はクレムリンに住み、古称の「ツァーリ」を称し、ピョートル大帝に贈られて以後代々受け継がれていた「インペラートル」の称号は禁止するのだという。
当時、先帝エリザヴェータやピョートル3世（フョードロヴィチ）が帝位継承法の規定に基づいて継承者を定めた遺書を残していないとされており、貴族たちはクーデターでエカテリーナを追い落としてパーヴェルとアレクセイの帝位継承権を否定し、自分たちの意のままになる皇帝を擁立する可能性があったのだ。
シェシコフスキーの報告を聞いたエカテリーナは「親プロイセン派だったパーニンが、プロイセンの意向を受けて関わっているのではないか？」と疑うが、「外国からの働きかけは無く、国内から出てきた動きです」とシェシコフスキーは否定した。だがパーニンにもこの先、貴族たちによる工作の手が伸びないとも限らず、彼が反乱分子に与するような事態になることは絶対に避けねばならなかった。そこで宰相の地位を望んでいる彼を昇進させ、こちら側に取り込むようエカテリーナに進言する。
エカテリーナはかつてパーヴェルが温めていたネヴァ川の側に父・ピョートル3世の騎馬像を建立する計画のために描いたデザイン画の存在を思い出し、帝都サンクトペテルブルクを創建したピョートル大帝の騎馬像を建立することを思い付き、ペテルブルクを近代都市に大改造する構想を抱いていたベツコイを計画の総責任者に任命した。巨大な騎馬像が立つことにより、大帝の威光が薄れつつある現状も打破出来るはずだと考えたエカテリーナは、騎馬像の建立を具体的に進める事にする。
国難ともいうべき苦境を打開するべく、エカテリーナは南下政策の推進により一層力を入れることになるが、これにヨーロッパ諸国が干渉する可能性があったため、干渉を防ぐためにプロイセンなど、同盟国の協力が不可欠となってくることが判明する。その中でもデンマークの援助を取り付けるため、ホルモゴルイに幽閉しているイヴァン6世の父・アントン・ウルリヒ公を釈放し、親族の住むデンマークに送る事になった。折しもエカテリーナはアメリカ大陸原産の野菜の作付を推進するために地方への視察旅行に出掛けることになっており、その際にホルモゴルイに立ち寄る事にする。この地方視察にはパーヴェルとソフィア、秘密警察長官・シェシコフスキーらが同行し、宮廷にはパーニンとアレクセイ、オルロフ兄弟が留守居役として残ることになった。
アントン・ウルリヒ公とイヴァンの弟妹たちが幽閉されているホルモゴルイは北極圏に近い最北の地であった。一緒に幽閉されていたイヴァンの母后で摂政（在位：1740年-1741年）も務めていたアンナ・レオポルドヴナは既に亡くなっていて、ウルリヒ公も過酷な生活のためか盲目になっていたが、娘たちは健気に明るく振る舞い、パーヴェルは心を痛める。エカテリーナに全員の赦免を求めるパーヴェルだが、逆にエカテリーナから「為政者は国家と国民の命を護らねばならぬ。帝位を継ぐ者として理解せよ！」と手厳しい叱責を受ける。
ホルモゴルイを去り、次なる視察地へと向かう途中で休憩を取ったエカテリーナはソフィアと話し合いを持つ。この地方視察中に是が非でもパーヴェルとソフィアを結びつけたいと考えていたエカテリーナは休憩後の移動に際し、パーヴェルの馬車にソフィアを乗せ、密室状態の中でソフィアにパーヴェルを誘惑させることにする。そして、エカテリーナの思惑通り、移動中の馬車の中でソフィアはパーヴェルを誘惑する。病弱で内気だったパーヴェルは血生臭い権力闘争の上に成り立つ帝国の現実を目の当たりにし、暗澹たる思いに沈んでいたが、優しく慰めてきたソフィアに惹かれ、初めての恋に開眼するのだった。一方、アントン・ウルリヒ公から「子供達4人を残しては行けない」と釈放を拒否されたエカテリーナは彼がイヴァンに宛てて書いたはずの手紙が白紙のままだったことを知り、ウルリヒ公がイヴァンの死を悟った事を知る。
翌日、エカテリーナとその一行はモスクワ郊外のトロイツコエ村にあるダリヤ・サルトゥイコヴァ伯爵夫人の領地を農業の視察のため訪れる。サルトゥイコヴァから歓迎のもてなしを受けるエカテリーナ一行だが、農奴たちの異変を感じたシェシコフスキーがフョークラと共に密かに捜査、多数の農奴が犠牲になっていた凄惨な事件が明らかになり、サルトゥイコヴァは護衛兵によって緊急逮捕される。
視察を切り上げ、ツァールスコエ・セローの宮殿に戻ることにしたエカテリーナはサルトゥイコヴァ邸から押収した証拠書類の束に目を通しながら自らの未熟さを嘆くとともに、農奴たちの悲惨な暮らしぶりに衝撃を受ける。そして、農奴解放と専制政治による改革の必要性を痛感し、こう語る。「何も分からなかった。国民のことをよく知らず、国のことも無知だった」と。「途中に宮殿があるのでそこで一泊しては？」と進言するフョークラに対し、エカテリーナは「馬を替える時以外止まらない。昼夜兼行でサンクトペテルブルクに帰る。陰謀の巣窟となっているモスクワからできるだけ離れたい」と拒絶する。
一方、パーヴェルはソフィアへの恋心を抑えきれず、二人は馬車の中で遂に肉体関係を持つ。そして、宮殿に戻ったエカテリーナは留守居役のオルロフから熱烈な出迎えを受ける。そんな二人を寂しげな目で見送るポチョムキンの姿があった。
その夜、エカテリーナとオルロフは寝室で久しぶりにセックスを楽しんでいた。実はオルロフはエカテリーナの地方視察中に医師・ピンクスによる治療を受け、一晩中、エカテリーナを相手にセックスを楽しむまでに精力を回復していた。オルロフの精力が回復したことに安堵したエカテリーナはセックスの最中に「なんて素晴らしいのかしら。こんなに気持ちのいいセックスは初めてよ。幸せ過ぎて死にそう。グリゴリー。あなたなしではとても生きていけないわ！」と、久しぶりに快楽を味わった喜びを語り、夜が明けた際には「男は疲れるけど女は元気になるわ。セックスには理解できない秘密があるのね」と語っている。
だが、オルロフはエカテリーナとのセックスで疲れ果て、起き上がることもままならない状態になっていた。そうした中でも、「（留守の間に）パーニンと話をつけた。彼を宰相に」と進言し、エカテリーナを激しく抱き締めてキスするのだった。
エカテリーナは久しぶりのセックスで底知れぬ快楽を味わい、満ち足りた気持ちに包まれながら寝室を去り、執務の準備に取り掛かる。しかし、決して万全とはいえない体でエカテリーナを肉体的に満足させたオルロフの払った代償はあまりにも大きく、精根尽き果てた彼はこの時からエカテリーナとベッドを共にした後に失神して倒れるという深刻な症状に見舞われ始める。オルロフは床の上に倒れているところを侍従のセミョーンやメイドのアーグニャによって助けられるが、1ルーブルの賄賂を渡した上で「陛下（エカテリーナ）には言うなよ」と口止めするのだった。
サルトゥイコヴァの農奴たちに対する残虐行為の実態が次々と明らかになり、あまりの凄惨さに驚愕したエカテリーナはサルトゥイコヴァと共謀した者を全員逮捕し、逃亡した者は指名手配するよう命じる。また、サルトゥイコヴァから賄賂を受けた役人は降格処分とし、近隣に住む牧師も逮捕させ、貧しい者を受け入れるよう教会に話すと言うエカテリーナにパーニンはサルトゥイコヴァの逮捕には何らかの理由付けが必要だとしてこのようにすべきだと進言する。「サルトゥイコヴァは夫の死後、正気を失い、精神に問題を抱えた」と。しかし、エカテリーナは理由付けなどそもそも無用だと却下する。さらに問題となったのはサルトゥイコヴァへの裁きをどうするか、ということである。パーニンは「本来ならサルトゥイコヴァを処刑すべきだがそう簡単にはいかない。サルトゥイコヴァのような人間が1人だけいるとは限らない。己の楽しみのために女性を犯し、虐待する地主は他にもいる。無実の人間を投獄し、殺すことだってある。今回の事件は例外ではない。残念ながら我が国ではよくある話だ」と言い、シェシコフスキーは「殺人も」と反復する。「法を見直すしかない。農奴をこき使う他の地主や貴族たちへの見せしめとしてサルトゥイコヴァを鞭で殴り殺せ！」と命じるエカテリーナだが、シェシコフスキーは「貴族に身体的な危害を加えることは（ピョートル大帝が定めた）法で禁じられている」と忠告する。「それならばギロチンか車裂きか絞首刑か、いずれかを選べ！」と反駁するエカテリーナに対し、パーニンは「サルトゥイコヴァを処刑すれば、既に不満を抱えている貴族たちが反乱を起こすだろう。サルトゥイコヴァは旧家の出身で、コネもあればカネもある。処刑は無理だ」と上奏する。「前にも抵抗を受けた」というエカテリーナはオスマン帝国との戦争中に国内の敵を一掃する必要があるとして、モスクワでクーデターを企てていた貴族たちを一斉逮捕し、罪を犯した者をシベリア流刑に処すようシェシコフスキーに命じる。
一方、パーヴェルは女官室で女官たちからサルトゥイコヴァによる農奴虐殺事件に関する噂が出回っていることを聞かされるが、トロイツコエ村に行ったとはいえ事件を直接見聞きしたわけではないパーヴェルは全く関心を持とうとしなかった。そこで女官たちは話題をパーヴェルの愛妾となったソフィアの話に変えることにし、パーヴェルも同意するが、そこに当のソフィアが現れる。ソフィアのことしか頭にないパーヴェルは早速言い寄るがソフィアは人目を気にしてこれを断る。しかしパーヴェルは諦めずに再び言い寄る。「僕を悲しませないでくれ。人前だろうが関係ない。母上を始め、皆に見せつけてやる！」と。これにはさすがのソフィアも「後で参りますから待っていて下さい」と宥めるしかなかった。
それから数日後に開かれた御前会議の席上、エカテリーナはグリゴリーを海軍大将に、アレクセイを海軍中将に任命し、軍艦の建造を急ぐよう申し渡す。そして、パーニンに戦闘に必要な備品の調達、武器製造の独占権と「帝国で最も重要な職務」を与え、「重責の疲れを癒やす」という触れ込みでフォンタンカの宮殿、面積10万デシアティーネのポルタヴァ の荒野、2万人の農奴と50万ルーブルの給金を与えると申し渡す。突然の昇進通達に驚きを隠せなかったパーニンはエカテリーナの左手に感謝のキスを捧げ、「国母にして守り神」と涙を流して感謝の言葉を述べ、プロイセンとの協定（軍事同盟）について問うたエカテリーナに対し、「フリードリヒ大王は勝者が誰か分かるまでは交渉の席に着かない。もしも我が国が勝てば軍事同盟の締結を打診してくるだろう。だが負ければ・・・。そんなことはないと私は信じていますがね。負ければ裏切られる」と具申する。最終的にエカテリーナは「軍事同盟を締結する前に何か別の条件を提示しなければならない。また、国民の士気を高めるため、ピョートル大帝の像を作る。」と宣言し、会議はお開きとなる。こうして、宰相の地位に就いたパーニンはこれまで反オルロフで一致していた若手のレフ・アレクサンドロヴィチ・ナルイシキン伯爵らを裏切ってオルロフの側につく。
ある日、エカテリーナの元へ蜜蝋で封印された報告書が届く。実は早くからオルロフの行動に疑念を抱いていたエカテリーナがシェシコフスキーとオルスーフィエフに命じてオルロフの身辺調査をさせていたのだが、ここへ来てその報告書が出来上がったのだ。
エカテリーナから報告書を見せられたソフィアは調査にも協力しており、調査結果を見て衝撃を受けるであろうエカテリーナの立場を慮り、「見ないで燃やしてしまった方が良い」と忠告する。そこでエカテリーナはソフィアに与えた密命の進捗状況を問い質す。「パーヴェル・ペトロヴィチの子を妊娠したの？」と。ソフィアは「まだ妊娠の兆候はありません。もう少し時間が欲しいです」と答える。すかさずエカテリーナが畳み掛ける。「パーヴェル・ペトロヴィチに余計な事を言っていないわよね？」と。するとソフィアは「パーヴェル様には『どうか眠らせて下さい』と言っただけです。」と答えるのがやっとだった。
ソフィアの言葉から察するに、どうやらパーヴェルは寝る間を惜しんでソフィアとのセックスを楽しみ、彼女の体にのめり込んで倦むことを知らなかったのである。そして、この日の夜もソフィアはパーヴェルからセックスを求められたが、不眠不休でパーヴェルの欲望に応えてきたために心身共に疲れ切っていて、『眠らせて下さい』と訴える。しかし、自分の童貞を奪ったソフィアを我が物にした喜びに浸っていたパーヴェルはソフィアの嘆願を聞き入れるどころかますますセックスに熱中し、本気でソフィアを愛するようになっていた。その結果、パーヴェルから執拗にセックスを求められたソフィアは朝まで眠らせてもらえず、音を上げていたのだ。やがて、パーヴェルの欲求を持て余すようになったソフィアはエカテリーナからの密命とはいえ一途なパーヴェルを欺きながら彼とのセックスに興じている自分に罪悪感さえ感じて、密かに涙していた｡
一方、宰相となったパーニンは町外れの賭博場に現れ、エカテリーナから与えられた宰相としての給金50万ルーブルをそっくりそのままカード賭博の掛け金に投じるのであった。
エカテリーナは逡巡の末、報告書の封印を解く。そこには娼館に日参するオルロフの行動と、彼が医師ピンクスの元で何らかの治療を受けている事が記されていた。驚愕したエカテリーナが呼び鈴を鳴らすや否や、控えの間にいたオルスーフィエフが入室し、エカテリーナから報告書の内容を詳しく説明せよと命じられる。オルスーフィエフは報告書の内容を事細かに説明するが、報告書の内容に物足りなさを感じたエカテリーナは報告書をシェシコフスキーに回し、ピンクスを初めとする関係者を尋問するよう命じる。
ピンクスはペトロパヴロフスク要塞に呼び出され、エカテリーナの命を受けたシェシコフスキーによる尋問を受けていた。ピンクスは当初、守秘義務を盾に証言を拒否していたが、シェシコフスキーに案内された拷問場で過酷な拷問を受ける囚人たちを目の当たりにした上、シェシコフスキーからヒポクラテスの誓いを暗唱するよう強要されて動揺し、遂にオルロフの秘密を明かす事になる。
お忍びでペトロパヴロフスク要塞を訪れたエカテリーナは尋問の一部始終を尋問室の壁に開けられた穴の外から聞いていた。部屋の外でエカテリーナが聞き耳を立てていることなど知る由もないピンクスはオルロフが密かに精力回復の手術を受けて生殖能力を失った事を自白し、供述調書に署名するのだった。エカテリーナは体が震える程の衝撃を受けると同時に、オルロフへの信頼も、彼と結婚してパーヴェルに代わる後継者を産むというかすかな望みが無残に砕け散ったことを知り、十字を切ってその場を立ち去るのだった。さらにシェシコフスキーはフョークラらその他の関係者への尋問を行い、裏付け捜査を進めていく。一方、オルロフが受けた治療は性欲を急激に高めるものなのか、と問うエカテリーナにロジャーソンは頷き、その上、「切除したのなら生殖能力は戻らない。ピンクスは詐欺師だ」と言う。オルロフのこれまでの不可解な行動の数々、そして、先日味わった激しいセックスと全ての辻褄が合い、エカテリーナは更なる衝撃を受けるのだった。
パーヴェルとの荒々しいセックスの余韻が残るソフィアの寝室では、相思相愛の仲になったパーヴェルとソフィアがアレクセイとチェスを楽しんでいた。その時、ラズモフスキー兄弟が突然押しかけてくる。兄のピョートルは歩兵連隊少尉として、弟のアンドレイは海軍少将として出征することになり、挨拶に来たのだ。ピョートルはソフィアがパーヴェルの愛妾となったことに驚きながらも、ドレスに着替えて女官室にいたソフィアに自己紹介し、文通の申し込みをするのだった。
そしてある日、エカテリーナやパーヴェルの肖像画と並んで飾られていたアレクセイの肖像画がオルスーフィエフの指揮の下で撤去される。オルスーフィエフに理由を尋ねるパーニンだが、オルスーフィエフは「陛下の命令だ」の一点張りで詳しいことは知らないという。当然、これにはパーニンも何かが起きていると察知する。一方、エカテリーナは心の安寧を求め、お忍びでペトロパヴロフスキー大聖堂に足を運ぶが、出迎えたガブリエル大主教がオルロフとの結婚について、次の主教会議で承認を与える意向を伝えてきた。宰相に就いたパーニンの説得やこれまでのエカテリーナによる有形無形の圧力に耐えかねての苦渋の決断であったが、エカテリーナはあっさりと申し出を断り、主教会議の議題を変更して教会は農奴への残虐行為に声を上げるべきだと指摘する。これに対して大主教は修道院の閉鎖や修道院所有の農地を没収して国有化する政府の政策を見直せば教会は自主的に軍を支援できると答えるが、エカテリーナはピョートル大帝が教会の鐘を没収して大砲を作らせた故事を引き合いに出し、教会に対する強硬措置は望まないと述べる一方、「農奴への残虐行為を行った者には礼拝を認めないよう勧告したにも関わらず、未だに礼拝を認めているトロイツクの主任司祭は地獄行きです。教会は教えに従わない信者を破門にする権限がある。それを行使すべきだ」と脅迫する。そして、戦争が近づいている今、民心を離反させないため、地主による農奴への暴虐が起こらぬよう、全国各地の教会に厳しく監視させるよう命令を下し、農奴虐殺事件を起こしたサルトゥイコヴァを終身禁固刑とし、貴族の称号を剥奪する裁きを下すのだった。
それから間もなく、エカテリーナはソフィアからパーヴェルの子を妊娠したという待ちに待った報告を受ける。「パーヴェル・ペトロヴィチの子ね？」と畳み掛けるエカテリーナに「そうです」と返事するソフィア。それは、パーヴェルに生殖能力があることが判明した瞬間だった。「私は今まで肉体関係を持ってきた殿方の子を妊娠したことがありません。なので、今回が初めての妊娠です。」と語ったソフィアを妊娠させ、男としての能力が備わったことが分かったパーヴェルによってロマノフ王朝を存続出来ると知ったエカテリーナは大いに安堵し、早速お妃探しに心を移す。「陛下、私はどうなりますか？」と不安げに訊くソフィアはもはやエカテリーナの眼中に無く、「ようやく我がロマノフ王朝に若くして子孫を残せる男（パーヴェル）ができたのは喜ばしいことよ。腰幅の広いドイツ人女性を娶る。子供をたくさん産んでもらうわ。そして生まれる孫（パーヴェルの嫡子）を立派な皇帝に育てて見せる。パーヴェル・ペトロヴィチは立派な皇帝になれない定め。孫が皇帝になるまで私は死ねないわ」と将来の夢を嬉々として語るのだった。こうしてエカテリーナはまだ辛うじて子供を産むことができたにも関わらず、新たな嫡子を自ら産む計画を諦め、生殖能力を見せつけたパーヴェルに嫡子作りを託すことにする。
エカテリーナの命でソフィアは侍医ロジャーソンの診察を受け、妊娠8週目に入ったことが判明する。しかし、エカテリーナにしてみれば、パーヴェルに生殖能力があると分かった以上、ソフィアの役目はとうに終わったのでパーヴェルの子を堕胎するようロジャーソンに命じる。ところがロジャーソンは堕胎処置を拒み、先に詐欺師呼ばわりしたピンクスの診察を受けるべきだと進言する。数日後、ソフィアは人目を忍ぶようにピンクスの屋敷を訪れて診察を受けるが、「子供を一度しか産めない体だ。この子を産もうが堕胎しようが、次の子は出来ない。妊娠しても早い段階で流産する」と診断され、産むことを薦められる。去り際にソフィアは診察代の支払いを申し出るが、「ピンクスは女性の検査の金は受け取らない」と言って診察代の受け取りを拒否した。結局、ソフィアはこの診断結果を受けて苦悩を抱えることになる。
エカテリーナはベツコイを呼び出し、パーヴェルに与える新たな称号について相談する。ベツコイはピョートル大帝がツェサレーヴィチの称号を忌み嫌っていた故事を引き合いに出した上で、先帝エリザヴェータがピョートル3世にツェサレーヴィチの称号を与えず、「偉大な継承者」というぼかした称号しか与えなかったことを説明する。エカテリーナは「愚かな甥には荷が重すぎたから」だと推理した上でツェサレーヴィチの称号をパーヴェルに与えることにする。そしてエカテリーナはパーヴェルに「これからはあなたが唯一の帝位継承者よ」と告げ、ソフィアがパーヴェルの子を妊娠したことには触れぬまま、ソフィアと即刻別れるよう命じるが、パーヴェルはそれを拒絶する。
その後、久しぶりに会ったポチョムキンはそうした事情を知る由もなく音沙汰のない事に臍を曲げていたが、エカテリーナは「二人きりで話したいことが沢山ある」と打ち明け、恋心を仄めかす手紙を書くのだった。
宮殿ではフランスから招かれた彫刻家エティエンヌ・モーリス・ファルコネ により、ピョートル大帝の騎馬像の雛形が制作されていた。ポチョムキンがエカテリーナに計画の進捗状況を報告しているところに、台座となる巨大な花崗岩が見つかったとベツコイが報告にやって来る。早速エカテリーナはベツコイとファルコネを伴い、岩のあるフィンランド湾のラフタ海岸へ視察に出掛ける。"雷の石"と呼ばれていたその巨岩は2,300トンもあり、騎馬像の設置予定地となる元老院広場まで運ぶには3年を要し、造船と基盤整備も伴う大事業になることから、ポチョムキンの能力を見込んでいたベツコイはこれを彼に任せるようエカテリーナに進言する。
オスマン帝国との戦争に備え、海軍造船所では最新鋭の軍艦が建造されていた。ある日、エカテリーナは軍艦の視察に訪れる。相手は世界最強のオスマン帝国艦隊とあって、細心の注意を払った軍艦の出来栄えにエカテリーナは満足して引き上げていく。
そして事件は起こる。エカテリーナが実はポチョムキンに心を奪われている事を察知したパーニンは手下を使ってポチョムキンの屋敷を襲い、ポチョムキンの下僕に口止め料を支払ってエカテリーナの手紙を違法に持ち出し、オルロフ兄弟に渡してしまう。数日後、パーニンに唆されたオルロフ兄弟はビリヤードに招いたポチョムキンに因縁をつけてリンチし、肋骨の骨折と片目を失明する重傷を負わせたのだ。駆け付けたベツコイからオルロフ兄弟が無実の罪を着せて命を狙っていると知らされたポチョムキンはオルロフ兄弟との決闘を望むが、ベツコイは「今すぐペテルブルクを離れろ。（秘密警察長官の）シェシコフスキーには通報してある」と言う。ポチョムキンはベツコイの指示に従い、戦場に向かう途中の町・ルーツィクからエカテリーナに手紙を送る。そこには、リンチ事件には触れず、国境守備隊への異動は自らの希望であり、「あなたと過ごしたひとときは永遠に私の胸に刻まれた」と、別れの言葉だけが記されていた。
突然届いた別れの手紙にエカテリーナは動揺するが、間もなく全てを理解したのだろう。パーニンの目論見通り、オルロフはエカテリーナから個人的に会うことを拒絶され、手紙の受け取りにも応じなくなった。また、アレクセイも後顧の憂いを断つべく、海外留学を口実にイギリスに追放されることになった。イギリス行きを知ったアレクセイはパーニンに向かって「もし僕が泣きながら『ママ、愛してる』と言ったなら、母上は引き留めてくれるのかな？」と言った。そして、アレクセイがイギリスに発つ日。パーヴェルとソフィアが見送りに来たものの、エカテリーナは遂に姿を見せなかった。アレクセイはパーヴェルにとってただ一人心を許せた肉親だっただけに、我が子である弟でさえも利用価値なしと見なせば容赦なく切り捨てるエカテリーナの冷酷さに怒りは深まるばかりだった。
エカテリーナはポーランド国王・ポニャトフスキから「反乱の鎮圧に手こずっているのでロシア軍を援軍として派兵して欲しい」と要請されたのを利用し、オルロフ兄弟に対する懲罰人事を発令する。オルロフは海軍大将を罷免されてポーランドの反乱を鎮圧する部隊への異動を命じられ、アレクセイは海軍大将に任命される。リンチ事件の顛末をエカテリーナに察知されて追い詰められたオルロフは大主教の力を借りてエカテリーナと結婚しようと12棟の学院館を訪れる。12棟の学院館ではちょうど、主教会議が開かれており、オルロフは大主教に結婚式はいつ行われるのかと問い質すが、逆に大主教から「結婚は一人では出来ない。陛下が結婚式を行うお考えはない」と、エカテリーナにはもはやオルロフと結婚する意志がない事を示される。大主教が立ち去った後、鼻を拭ったその手には多量の血液が付いているのだった。
一方、ソフィアはエカテリーナに目通りするが、開口一番、「なぜ堕胎の約束を守っていないの？」と厳しく叱責される。ピンクスから「堕胎すればもう二度と妊娠できない」と診断されていたソフィアは自身が幼くして両親と死別し、兄弟もいない孤独さから解放されたいという思いもあり、主君であるエカテリーナの意に逆らってでもパーヴェルの子を産むことを決意したのだ。しかし、オルロフに裏切られたことから猜疑心が芽生えると共に、アレクセイを皇族に列したことを後悔していたエカテリーナは「パーヴェルに伝えるのは許さないわ。あの子はまだ子供。父親の自覚なんてない。（中略）それと、アレクセイには普通の人生を歩ませる。あの子に帝位を継がせなくてよかった。アレクセイは『ドイツの皇女とロシアの伯爵の息子』でしかない。だが、そなたが産もうとしている子はいつか、私に取って代わろうとするだろう。なぜだか分かるか？それはそなたが宿している子が『ロマノフ家の血を引く息子』だからだ！」と怒りを爆発させる。ソフィアは「なぜ『息子』だと？」と畳み掛けるが、エカテリーナは「関係ない！」と怒鳴り散らしてその場から立ち去ろうとする。そこでソフィアはエカテリーナのドレスの裾を掴み、涙ながらに直訴する。「どうかお許し下さい、陛下！どんな処罰も甘んじて受け入れますが、その代わりに子供を産ませて下さい！」と。これにはさしものエカテリーナも冷酷にはなり切れず、「そこまで言うのなら好きにするがいい。その代わり、パーヴェルとは今日中に別れるのよ！」と命じるのだった。
ソフィアから「もう私たちの関係は終わり。パーヴェル様は皇位継承者、私は一介の女官。結ばれるべきではなかったの」と別れを告げられたパーヴェルは動揺を隠せずにいたが、妊娠を告げられて態度が一変する。我が子が息づいているソフィアの腹を撫で、胎動を感じ取ったパーヴェルは「妊娠は知っていた。分かっていた。きっと男の子だ。こうなったからには一刻も早く関係を宣言し、結婚しよう。ピョートル大帝の先例もある。ピョートル大帝は身分の低い女性（エカテリーナ1世）と結婚したが、生まれた子（エリザヴェータ）は帝位を継いだ。」とプロポーズする。しかしソフィアは「私たちは陛下（エカテリーナ）に利用されただけ。この子を産めば、私たちには未来なんてないのよ！」と自分がエカテリーナの策略でパーヴェルに近づいたことを暴露し、「あなたのような子供にこの私が本気になるとでも思った？パーヴェル様が子孫を残せるかどうか、陛下はそれを知りたかっただけ。首尾よく私がパーヴェル様の子を妊娠して陛下は大喜び。パーヴェル様はこの後、ドイツの皇女と結婚するの。この子を産むことは罪。違法な出産になってしまう。陛下の頭の中にあるのは国家のことだけよ」と心にも無いむごい言葉でパーヴェルを突き放し、自身も傷つくのだった。一方、自分とソフィアがエカテリーナに弄ばれたことを知ったパーヴェルだが、彼の気持ちは変わらず、「そなたを愛している！だから母上に結婚の許可を求める！」と言い張るが、「今は堪え忍ぶことを学ぶべきよ！」とソフィアに諭され、泣く泣く別れることに同意するのだった。
南方では再びオスマン帝国との戦争が勃発。御前会議ではパーニンが宣戦布告文の草稿を読み上げていたが、エカテリーナはかつてパーヴェルから「母上は即位から6年たってもまだ『エカテリーナ2世』のままだ」と言われたことを思い出し、「『エカテリーナ2世』の名では不足であり、何か妙案はないか？」と重臣たちに問う。数多くの案が出される中、ベツコイが提案した「大帝（ヴェリーカヤ）」という称号を気に入ったエカテリーナは宣戦布告を「エカテリーナ大帝（エカテリーナ・ヴェリーカヤ）」の名のもとに行うことにする。そしてパーニンは「陛下はピョートル大帝の真の後継者である！」とエカテリーナを称賛する発言を行う。一方で戦場のポチョムキンの身を密かに案じて手紙を送り続け、ポチョムキンも過酷な野戦の日々の中で手紙を書き、互いの心は深い絆で結ばれてゆく。
1768年10月、ソフィアはエカテリーナに目通りし、パーヴェルが泣く泣く別れることに同意したことを報告する。また、パーヴェルは父親となった手前、生まれてくる我が子に称号を与えることを約束し、男子なら「ヴェリーキー」、女子なら「ヴェリーカヤ」という称号を与えることになった。報告を聞いたエカテリーナはソフィアに堕胎を迫っていたこれまでの態度を一変させ、「パーヴェルが私の名前をつけたら面白いわ！」と高笑いするが、ソフィアは「『大公』の子の名前には『大帝』がふさわしい」というパーヴェルの考えを伝えた上で「出産した後も宮廷に残りたい」と嘆願する。エカテリーナは「パーヴェルの子を妊娠して女官の職を退職した以上、宮廷に残るのは無理。生まれたら子供も渡して頂戴！」と拒絶するが、ソフィアへの餞別として手厚い退職手当と邸宅、数人の侍女と乳母を与えて送り出すのだった。愛する女性と強引に引き裂かれたパーヴェルは、やがて生まれた息子のシメオンにも一度しか会わせて貰えず、エカテリーナへの憎悪をますます深めてゆく。
オスマン帝国との全面戦争に突入したロシアは緒戦で敗退を重ね、芳しくない戦況に民心は動揺、ペテルブルクや南方ではピョートル3世の僭称者による農民の反乱が発生していた。そうした事から、パーニンの提案でアレクサンドル・ネフスキー大修道院に埋葬されていたピョートル3世の遺骸を掘り返した上で歴代皇帝の霊廟となっているペトロパヴロフスキー大聖堂に再埋葬すると同時に戴冠式を執り行って生存説を払拭することが計画される。エカテリーナやベツコイは反対するのだが、最終的には民心の動揺を抑えるのが先決とのパーニンの上奏を受け入れる。父を敬愛してきたパーヴェルもこの再埋葬計画を討議する会議にエカテリーナの特命で出席するなど、準備に意欲的に参加しようとする。しかし、アレクサンドル・ネフスキー大修道院を訪れたベツコイが墓の様子を報告して強硬に反対したこともあり、計画は土壇場で頓挫する。
何も知らないパーヴェルは父が作曲したバイオリンの曲を再埋葬式で演奏させようと楽譜を書き写していたのだが、侍従のルカから再埋葬式が中止になるようだと報告を受ける。今まで積もりに積もっていた母への怒りが爆発した彼は庭園にいたエカテリーナの下に押しかけて拳銃を向け、口汚く罵ってしまう。しかし、拳銃を突き付けられても泰然として動じず、「私は決して逃げないわ。撃ちたければ撃ちなさい！」と言うエカテリーナの気迫に圧倒されたパーヴェルは怖じ気づいて拳銃を取り落とす。直ちにパーヴェルは部屋に連れ戻され、シェシコフスキーはその場に居合わせたエカテリーナ付きの女官や侍従、庭師に箝口令を敷くのだった。
一方、パーヴェルの乱心に衝撃を受けたエカテリーナはパーヴェルが何故それほどまで自分を憎むのか理解できず、パーヴェルの公式行事への出席を差し止めるとともに、「ワインの匂いがした」というシェシコフスキーの証言を受けて食事中の飲酒も禁じると申し渡す。また、解決策としてパーヴェルの結婚相手を探すよう、オルスーフィエフに命ずる。
1770年、アレクセイ・オルロフ伯爵が率いるロシア帝国艦隊はイギリス海峡や地中海を通過する大航海の末、オスマン帝国の大艦隊が待ち受けるエーゲ海に到達。オスマン帝国海軍との小規模な戦闘を繰り返した後、チェスマの海戦で火船を用いた奇襲作戦を展開。圧倒的な戦艦の数を誇るオスマン帝国艦隊に壊滅的な打撃を与え、奇跡的ともいえる勝利を収める。宮廷にはチェスマの海戦での勝利と、ムスタファ3世がオスマン帝国海軍に黒海からの退却を指示した後、天然痘で急死したとの報告が届く。エカテリーナは好敵手の死を悼んで十字を切り、冥福を祈るのだった。
宮廷ではエカテリーナの指示で盛大な戦勝祝いの宴が行われることになり、パーヴェルも1年に及ぶ謹慎を解かれて参加することになった。出征していたパーヴェルの友人・ラズモフスキー兄弟も特別休暇を与えられて帰還し、パーヴェルとの再会を喜び合う。兄のピョートルは歩兵連隊大佐、弟のアンドレイは海軍中将への昇進が決まったほか、エカテリーナからは褒美として国庫の鍵を与えられ、宮廷への自由な出入りを許されることになった。
一方、パーヴェルの息子・シメオンを産んだソフィアはエカテリーナが餞別として与えたペテルブルク市内の邸宅で数人の侍女や乳母と共に子育てに専念していた。そこにピョートルが現れ、求婚される。かねてからソフィアを熱愛し、「あなたを決して一人にはしない。あなたの息子を我が子同然に育てていきたい」というピョートルの熱意を告げられたソフィアだが、「年上で子連れの女に惚れるなんて後悔するわよ。それに、私はもう二度と妊娠できない体になってしまったの。だから諦めて。今は手元で育てることを許されているけど、シメオンもいつかは陛下（エカテリーナ）に奪われる定めだから」と拒む。しかし、「それなら今のうちに結婚しよう。僕はあなたを孤独死させたくない！」というピョートルの真摯な言葉に涙して求婚を受け入れ、婚約指輪を右手の薬指にはめてもらうのだった。
1773年、アレクサンドル・スヴォーロフ将軍率いる地上軍も反転攻勢に出、守備隊3000人が立て籠る要塞を撃破、十倍の兵力だったオスマン帝国軍を敗退させる。宮廷では戦勝記念の叙勲式典が開かれ、5年の長きに渡り囚われの身であったオブレスコフ伯爵が聖アレクサンドル・ネフスキー勲章を授与される。オルロフも表彰され、エカテリーナからガッチナ宮殿とその周辺の領地を贈られた。すぐに居住出来るよう準備万端整えてあり、三日以内に移れと言う。それは褒美を口実にした宮廷からの追放命令も同然で、驚愕したオルロフはエカテリーナに翻意を求めるが、エカテリーナは聞き入れなかった。クーデターの立役者にしてエカテリーナの愛人、第二皇子・アレクセイの父親として絶大な権勢を誇り、一時は皇帝の座を狙った男はこうしてエカテリーナの前から姿を消すのだった。
やがてある日、ポチョムキンの夢を見たエカテリーナは耐えられなくなり、彼を戦場から呼び戻してプレオブラジェンスキー近衛連隊の中佐に任命する決意をする。宮廷ではパーヴェルの見合い話が進み、花嫁候補の三姉妹をアンドレイ・ラズモフスキーがハンブルクまで迎えに行くことになった。ところが彼は航海中に長姉のヴィルヘルミナに誘惑されてしまう。アンドレイは良心が咎めるが、ヴィルヘルミナの方はまるで意に介さなかった。そしてこの関係は結婚後も続き、やがては宮廷を揺るがす大事件に発展する事となる。
一方、宮廷ではラズモフスキー兄弟の父・キリル・ラズモフスキー伯爵が血相を変えてエカテリーナに目通りを求めてきた。息子のピョートルが「男を手玉に取る"ペテルブルク一のふしだら女"」として知られ、エカテリーナの計略でパーヴェルとの間に息子を儲けたソフィアと結婚する事を阻止して欲しいというのだが、エカテリーナは「結婚はやめさせられるが恋心は止められない」と言って意に介さなかった。そこでラズモフスキーは「ソフィアに（パーヴェルとの）不道徳を唆し、見返りとしてソフィアに大金や領地を与えたのはあなただ、誰もが知っていますよ。（ソフィアに）孫を産ませたのだから」と畳み掛けるのだが、エカテリーナはソフィアが裕福になったのは彼女がパーヴェルの子を身籠って退職する際に餞別として退職手当を与えたに過ぎないと切り返す。目的を果たせなかったラズモフスキーは「今日は私の人生で最悪の日だ」と述べて退出しようとしたところをエカテリーナに止められ、科学芸術アカデミーの長官でありながら、ロシアの科学分野の発展に何の寄与もしていなかった職務怠慢ぶりと、フランス一のシェフを招いて毎晩牛1頭・羊12匹・鶏100羽を料理させる奢侈な生活を送っていることを穏やかな口調で厳しく咎められる。ラズモフスキーは「科学芸術アカデミーの長官は科学者ではなく管理者であり、料理は客人が多いので」と弁明するが、エカテリーナから「3年以内に100万ルーブルを投資して『大学1校・専門大学（単科大学）12校・学校100校』を設立し、国家に貢献せよ。事業が完成するまで贅沢な晩餐は無し！」と命じられるのだった。
花嫁候補を乗せた帆船がペテルブルクへと向かう中、ポチョムキンがエカテリーナの元へ帰って来た。5年ぶりの再会に言葉を失う2人だったが、エカテリーナはフョードロヴィチとの結婚以降の全てをポチョムキンに告白する。結婚後7年間処女であったこと、夫を愛そうと努力し愛される日を待ち続けたこと、そして、もし愛し合えていたなら愛人など持たなかった、と。さらに、ポチョムキンに夢中であったのにオルロフと別れられなかったと打ち明ける。ポチョムキンはエカテリーナの懺悔のような告白に何度か口を開こうとするが、エカテリーナに制止された上、「皇帝と臣下という立場は忘れて欲しい」と求愛される。ポチョムキンは早すぎると言い一瞬躊躇うが、「心の中ではもう何年も一緒にいた。あなたと過ごした時が私にとってどんなに素晴らしく、幸せな時だったかをあなたは知らないわ」と訴えるエカテリーナの求愛を受け入れ、白夜の中でついに二人は結ばれる。エカテリーナは「誰にも捧げなかった魂をあなたに」とポチョムキンに愛を誓い、後にはポチョムキンとの子供を産むことを望む発言さえするのだった。
三姉妹がペテルブルクに到着し、早速面談したエカテリーナは積極的な性格のヴィルヘルミナを気に入り、彼女の正体を見抜けず「あなたを信じる」と、侍医による処女検査を免除してしまう。ポチョムキンと結ばれて幸福の絶頂にいたエカテリーナは冷徹な判断力を失っていたのだった。当のパーヴェルは、どうせ自分の意志など踏みにじられて母上の選ぶ相手に決まるだろうから好きに決めてくれれば良い、と投げやりになっており、皇太子妃はナタリアと改名したヴィルヘルミナに決定する。果たして結婚生活は早々に破綻、ナタリアは同時に8人の男と関係を持ち、あろう事か皇帝の座を狙って各方面に根回しをしていた事が明らかになる。また、アンドレイがナタリアやナタリアの乳母にまで手を出していたことも発覚する。激怒したエカテリーナは大主教に結婚の無効を申し立ててナタリアを国外追放しようとするが、妊娠している事を盾に妃の座に居座った。半年後、醜聞にまみれた妃は難産で命を落とす。
ナタリアの死から数週間後、エカテリーナはシェシコフスキーから緊急の報告を受ける。ガッチナ宮殿で失意の日々を過ごしていたオルロフがいとこの少女カーチャ・ジノヴィエヴィ（12歳）に対する性的暴行事件を起こしたというのだ。激昂したエカテリーナは宮殿にオルロフを召喚し、最後の対面をする。しかしエカテリーナが再会したオルロフは認知症が疑われるような行動、つまりはエカテリーナの顔も判らず、言葉も喋れず、ただひたすら大理石の胸像に縋り付くのだった。侍従たちに両脇を抱えられ、修道院送りにされるために連れ去られるオルロフの後ろ姿を見送るエカテリーナの胸を、皇太子妃と中尉だった頃の美しい思い出がよぎるのであった。
パーヴェルの後妻探しが始まり、候補はゾフィー・ドロテア一人に絞られるが、ナタリアの醜聞に辟易としたパーヴェルはまた痛い目に遭うのかと警戒し、おいそれと承諾しようとはしなかった。そこでパーヴェルは相手となるゾフィーに対する一方的な要求を書き連ねた「指示書」を作成し、エカテリーナの裁可を求めるなど精一杯の抵抗を試みるが、エカテリーナの命でプロイセンのシュテッティンまで自ら足を運んで会いに行ったゾフィーとは、少し変わり者という点で共通点があり、初対面でも心が通じ合った。パーヴェルが示した「指示書」を一読して「言葉のつづりに間違いがある」と問題点を臆することなく指摘した。ゾフィーはマリア・フョードロヴナと改名して、2番目のロシア皇太子妃となった。
1777年12月7日、マリアは皇室待望の男児・アレクサンドル（後の皇帝アレクサンドル1世）を産む。エカテリーナは長らく待ち望んでいたアレクサンドルに自ら帝王教育を施すため、パーヴェル夫妻から赤子を取り上げて手ずから育てようとする。かつて、エリザヴェータがエカテリーナからパーヴェルを取り上げ、養育すら許さなかった時のように。
放心状態のマリアは宮廷を抜け出し、大きな騒動となるのだが、ペテルブルク郊外のヴィーデンスキー修道院に匿われていたことが発覚。エカテリーナは引き渡しを要求するが、修道院側に拒絶されて激昂。12棟の学院館を訪れ、ガブリエル大主教に仲裁を依頼するが、逆に大主教から「陛下は『許しを乞うべきだ』と仰せられますが、それならばまずは陛下が手本を示すべきです！陛下は重荷を背負い過ぎた。そろそろ重荷を下ろして楽になるべきです。今からでも遅くはありません。陛下、ご自身が過去に犯してこられた罪の許しを神に乞うべき時が来たのです。そして、皇太子夫妻への束縛もおやめ下さい。」と諭される。
ほどなくマリアは宮廷に連れ戻され、パーヴェルは自分の無力さを涙を流さんばかりにして詫びるが、茫然としているところにエカテリーナが現れて赤ん坊を返してくれる。大主教に諭されて自らの苦痛を思い出したエカテリーナが、「文字を教える時期になるまで」という条件付きながらも、両親の元で育てる事を許したのだ。この一件によってエカテリーナは今までに自分が犯してきた多くの罪、葬り去った命を強く意識させられる。
明くる1778年5月、エカテリーナはイヴァン6世の弟妹にあたる4人の遺児たちに恩赦を与え、デンマークへの出国を許可する。なお、父親のアントン・ウルリヒ公は1774年に亡くなっていたという。彼らが不満分子に担がれて新たなクーデターを起こす危険性は依然として残っていたのだが。しかし、大主教から「懺悔だけでは足りない罪がある」と言われたため、エカテリーナはホルモゴルイへ向かう。そこで新任の修道院長から罪の償いとして3日間、囚人の暮らしを体験するよう要求され、神の許しと救いを得るために承諾。獄死したアントン・ウルリヒ公夫妻の墓 の前で心からの懺悔をする。
神の許しを乞うために囚人の暮らしを体験した数日後、エカテリーナはポチョムキンと二人だけでひっそりと結婚式を挙げる。それは幸福を求めて遠いロシアに来た14歳の少女が長い道のりを経て叶えた夢、愛する人との結婚だった。
劇中ではここで、エカテリーナの功績について述べている。
そして、1782年8月18日（ユリウス暦）、エカテリーナの即位20周年とピョートル大帝の即位100周年（1682年）を記念して、ペテルブルクの元老院広場ではパーヴェルの構想をもとにエカテリーナが作らせたピョートル大帝の騎馬像の除幕式が盛大に執り行われる。エカテリーナやパーヴェル夫妻、パーニンやポチョムキン、シェシコフスキーやベツコイを始め、参列した人々はロシア帝国の礎を築いたピョートル大帝の偉大な生涯に思いを馳せるのだった・・・。

## 登場人物
※主要な人物のみ

### ロシア帝国

#### ロマノフ家の人々

##### ペテルブルクの皇族たち
- エカテリーナ2世（エカテリーナ・アレクセーエヴナ） - マリーナ・アレクサンドロワ

ロシア帝国の黄金時代を確立したロマノフ王朝第8代皇帝（在位：1762年〜1796年）。アンハルト＝ツェルプスト侯爵家の出身。
皇太子妃時代にはエカテリーナ・アレクセーエヴナ（Екатерина Алексеевна）、即位後は陛下または女帝陛下と呼ばれることが多い。
ドイツ人ゾフィー・アウグステ・フレデリーケ（Sophie Auguste Frederike）として生まれる。ロシア帝国の女帝エリザヴェータ・ペトロヴナの亡き婚約者がゾフィーの親戚だった縁から、皇太子ピョートル・フョードロヴィチの妃に選ばれた。
14歳でロシア入りしたゾフィーは誰よりもロシア通になるべくロシア語を猛勉強し、ロシア正教に改宗して「エカテリーナ・アレクセーエヴナ」 と改名する。そして、16歳でフョードロヴィチと結婚する。
結婚後も哲学や科学、軍事学を学び、後にモスクワ大学を創立することになるミハイル・ロモノーソフとも交流を持った。夫のフョードロヴィチはエリザヴェータ女帝の姉・アンナの息子にあたり、幼くして孤児になるが、子供のいなかった女帝に引き取られて皇太子に擁立されるという経緯があった。これが彼の心に暗い影を落としていた。ゾフィーと同じドイツ生まれで気が合いそうなものだが、実際には女帝を恐れ、ロシアを嫌うあまり兵隊の玩具とバイオリンで気を紛らわせている哀れな青年だった。エカテリーナを女帝の回し者だと決めつけて敵視し、子供など作るつもりがない、と拒否していた。しかしエカテリーナの努力と理解によって、フョードロヴィチが心を開きかけたと思いきや、恐ろしい伝染病・天然痘に襲われた。一命は取り留めたが、顔に醜い痘痕が残った。コンプレックスから再び心を閉ざすフョードロヴィチ。そうこうしているうちに、7年の歳月が過ぎた。
独身のエリザヴェータには血の繋がった後継者はフョードロヴィチしかいなかった。皇位の安泰のためにも早く息子を作ってほしい、と焦っていた。しかしフョードロヴィチは劣等感から女に興味を示さない。そこでとりあえず皇太子妃が子供を産んで「フョードロヴィチの子」ということにすればよい、と安直に考えた。「腹は借り物」と同じ考え方である。
エリザヴェータはエカテリーナに「愛人を持って跡継ぎを産め」とけしかけ、密命を受けたセルゲイ・ヴァシリエヴィチ・サルトゥイコフ公爵に口説かせる。エカテリーナにとっては、ロシアに来る途上に起きた馬車の横転事故で助けてくれた憧れの人でもあったので、あっさりと不倫関係に陥るのだった。
ある晩、すっかり不仲になっていたフョードロヴィチが不意に寝室に現れた。そこには理由があった。エリザヴェータはできれば正当な後継者が欲しかったので、フョードロヴィチに局所手術を施し、夫婦生活を送らなければ廃位する、と脅したのだ。怯えた彼は嫌々ながらも妻の寝室に来たのである。これにはエカテリーナも複雑な心境だった。
やがてエカテリーナは懐妊し、待望の男児パーヴェル・ペトロヴィチ大公（後のパーヴェル1世）を出産する。大喜びするエリザヴェータは「この子が未来のロシア皇帝である！」と叫びながらパーヴェルを連れ去り、エカテリーナには褒美としてネックレスを与えただけで、彼女が手ずから育てることを許そうとはしなかった。直後、役目を終えたサルトゥイコフもハンブルク駐在の大使としてロシアを去ることになり、縋り付くエカテリーナを振り払って立ち去っていく。エカテリーナは絶望のあまり、泣き崩れた。
2年後、宰相（首相）兼外相のアレクセイ・ペトロヴィチ・ベストゥージェフ伯爵の紹介で知り合ったペテルブルク駐在のポーランド公使として赴任してきた年下のスタニスワフ・アウグスト・ポニャトフスキ公爵から稚拙な恋文が届く。その夜、強引に私室に侵入してきた彼とそのまま一夜を過ごし、ポニャトフスキに"私のキュウリさん"という愛称をつけて戯れるのだった。しかし、秘密警察（諜報局）長官アレクサンドル・イヴァノヴィチ・シュヴァーロフ伯爵の手下がその様子をエカテリーナの寝室の隣にある隠し部屋の穴から伺っており、暫くの間見て見ぬふりをしていたエリザヴェータからやがて身を慎むよう忠告される。ポニャトフスキを帰国させた、とも聞かされるが、我が子も最愛のサルトゥイコフも、そして人生すらエリザヴェータに奪い尽くされて不満を募らせていたエカテリーナにとって、不満の捌け口となったポニャトフスキとのセックスは蹂躙された悲痛な現実から逃避するために自ら選んだものであり、その相手と別れされられようが最早痛くも痒くもなく、「全て陛下のせいですよ？」と棘のある微笑みを返して見せるのだが、快楽に身を委ねる中でエカテリーナはポニャトフスキの子・アンナを宿していた。
フョードロヴィチとの夫婦仲を何とかしようと考えたエリザヴェータの命令で、夫婦共にイズマイロフスキー近衛連隊に赴任するが、そこでオルロフ家出身のグリゴリー・グリゴリエヴィチ・オルロフ中尉という豪快な将校に出会う。ところが彼はその場で秘密警察に逮捕される。シュヴァーロフと女のことで揉め事となり、彼と大立ち回りを演じた事件が罪に問われたのだった。近衛連隊が動揺をきたしたという理由でベストゥージェフ宰相の力を借りて彼を釈放させた事で、全員が連隊将校のオルロフ家の四兄弟から忠誠を誓われる。
やがてエリザヴェータが病に倒れると、フョードロヴィチが皇帝の座につく事に危機感を持ったベストゥージェフから、幼いパーヴェルを即位させエカテリーナを摂政にするというクーデターの計画を打診される。エリザヴェータによって皇位を剥奪され、シュリッセリブルク要塞に幽閉されている前皇帝・イヴァン6世（17歳）と再婚して女帝になるというもう一つのプランも示されるが、いずれにせよフョードロヴィチの殺害は避けられないと聞き、関わることを拒否する。自身の好むと好まざるとに関わらず、重要かつ危険な立場にある事を思い知り、フョードロヴィチに帰国を願い出るが、パーヴェルを置いて行くよう求める彼との話し合いは決裂する。エリザヴェータは持ち直すが、クーデター計画が発覚し、女帝直々に関与を問い質される事態となる。
その後、娘のアンナが生まれ、エリザヴェータから祝福されるが、アンナは誕生から僅か2年で亡くなってしまう。だが悲しんでばかりいられない程、情勢は緊迫しており、病気がちだったエリザヴェータの余命がもう長くないのは誰の目にも明らかだった。そこへ戦場で英雄的な活躍を見せたオルロフが負傷のため一時的に帰還する。その知らせを聞いたエカテリーナはすかさずオルロフと再会し、馬車の中でついに結ばれる。クーデター計画の露見でベストゥージェフ宰相、アプラクシン元帥といった有力な支援者を失い、四面楚歌ともいえる状況の中でオルロフは唯一の頼りになる存在であり、エカテリーナはオルロフとのセックスの際、"あなたの息子が欲しい。力強くて逞しい息子が欲しいの！"と語るほどだった。しかし、その事実を察知したシュヴァーロフがエリザヴェータに報告、エカテリーナが愛人を持つ事を嫌うエリザヴェータの差し金でオルロフが東プロイセン・ケーニヒスベルクの前線へ送られるまでの僅かなひと時をともに過ごすことになる。
エリザヴェータは亡き婚約者・カール・アウグストの幻影を語りながら崩御した。フョードロヴィチが即位して皇帝ピョートル3世となった。この時すでに第三子となるオルロフの子を身籠っていたエカテリーナは皇后となるが、ピョートルの侍従・ブレクドルフからは「皇后陛下」と呼ばれなかった。
皇帝として権力を手にしたピョートルは側近らの意見には一切耳を貸さずに暴走を始め、ロシア国家を破壊するような彼の政策に国内の不満は高まっていた。そんな中、ピョートルから呼び出しを受けたエカテリーナは膨らんだ腹部を隠すためにショールで身を包んで現れた。ピョートルはエカテリーナを「罪深きマダム」と呼び、侍女だったエリザヴェータ・ロマノヴナ・ヴォロンツォヴァ（通称・リーザ）と再婚すると宣言した上で、エカテリーナを露骨に侮辱した。
それから2ヶ月後、エカテリーナはペテルブルク市内で起きた火事にピョートルが釘付けになっている隙 に男児・アレクセイを出産。アレクセイは宮殿外に連れ出され、後にオルロフ家を介してシュクーリンという夫婦に預けられた。翌日、ピョートルがパーヴェルを廃嫡しようとしていると知り、我が子や自分がイヴァンのように一生幽閉される可能性に戦慄し、宮殿を脱出。追手に逮捕されそうになるが、駆けつけたオルロフとその兄弟達が応戦して辛くも危機を免れる。追い詰められたエカテリーナは我が子とロシア国家をピョートルから守るため、立ち上がる決意をする。
クーデター断行を決意した2ヶ月後、帰還を待っていた正規軍が到着。軍部やロシア正教会の支持を得、わずか100名ばかりの将校を従えてクーデターを敢行する。逃亡し、退位宣言への署名を強要されたピョートルはオルロフの弟・アレクセイ・グリゴリエヴィチ・オルロフ大尉によって殺害される。また、獄中の元皇帝・イヴァンはエカテリーナから釈放通知を受けるのだが、エリザヴェータの命令を忠実に守り、数日前にエカテリーナからエリザヴェータの命令を引き続き守るよう命じられた看守たちによって殺害される。
こうして、自分の立場を脅かしうる邪魔者を葬り去ったエカテリーナは遂にロシア帝国の玉座と帝冠を射止め、皇帝としての長大な称号を帯びるのであった・・・。
即位後は啓蒙思想による統治を志すが、地方視察で農奴の置かれた過酷な生活ぶりを目の当たりにし、専制政治による改革の必要性を痛感する。そんな中で勃発したオスマン帝国との戦争ではロシア帝国の悲願ともいえる南下政策の実現を優先課題に取り組むことになる。
一方の私生活では大きな問題が起きていた。結婚から7年間、処女のままで過ごしてきた反動からか、処女を捨ててからはセックスに人一倍力を入れており、即位した後もセックスに溺れて快楽を得る傾向が強まっていた。中でも、クーデターの立役者となり、伯爵（グラーフ）の爵位を得ていた愛人グリゴリー・オルロフとの関係は10年近くも続いており、夫のピョートルも既にこの世の人でないことから、けじめをつけるためにオルロフとの結婚と更なる妊娠・出産を熱望していた。
しかし、帝位への野心をひけらかす彼を警戒する外相のニキータ・イヴァノヴィチ・パーニン伯爵ら重臣たちはオルロフとの結婚に強く反対する。そこで次善の策として帝位継承法を発動し、後継者としての資質に問題があるパーヴェルを海外留学の名目で国外に追放し、アレクセイを後継者とする宣言を出そうと考えるが、オルロフと結婚してもアレクセイの「私生児」という立場は法律上変えられないとパーニンから忠告される。ならばパーヴェルに代わって後継者となり得る男子を産んでその子を皇帝にしようと、自身の年齢的な制約から一刻も早い結婚を望むのだが、一番信頼を寄せている私設秘書のイヴァン・イヴァノヴィチ・ベツコイ公爵も賛同せず、正教会のサンクトペテルブルク大主教・ガブリエルも頑として認めず、八方塞がりの状況に悔し涙を流すのだった。
そのオルロフが国境付近での小規模な戦闘から帰還、久々に熱烈に抱き合ってセックスに興じるが、彼は途中で体調不良を訴え、寝室から出て行ってしまう。その後、寝室から足が遠のいた彼に気を揉み、秘密警察長官・ステパン・イヴァノヴィチ・シェシコフスキー伯爵に身辺調査を命じるのだが、実は彼は戦闘で頭部を強打した後遺症の性的不能に苦しめられ、それを悟られまいとエカテリーナと夜を共に過ごす事を避けていたのだ。
同じ頃、戦場から負傷の身でオルロフの書簡をエカテリーナに届けたグリゴリー・アレクサンドロヴィチ・ポチョムキンという若い中尉がエカテリーナの元で看護を受け、回復後も軍服改良事業の監査役に任命されて宮殿に留まっていた。彼に何か心に感ずるものがあり、時折職場を訪れながら彼の女性関係を女官で友人のソフィア・ステパノヴナ・チャルトリスカヤ公爵夫人に探りを入れるなどしていたが、彼が密かに自分に思いを寄せていると知ると、「あなたに会えば私はとても幸せになるの」と素直な気持ちを手紙にしたため、彼と文通を始める。オルロフとの結婚や妊娠を望み、愛人関係を続ける一方で、女性を喜ばせる気の利いた言葉の一つも言わないこの朴訥な将校に心惹かれ始めていたのだった。
ところがオルロフは秘密裏に受けた手術により性的不能の回復と引き換えに生殖能力を失ってしまう。そうとは知らず、地方視察で暫くの間会わなかったオルロフと久しぶりに交わしたセックスで彼の異常なほどの精力に満足し、「なんて素晴らしいのかしら。こんなに気持ちのいいセックスは初めてよ。幸せ過ぎて死にそう。グリゴリー。あなたなしではとても生きていけないわ！（中略）男は疲れるけど女は元気になるわ。セックスには理解できない秘密があるのね」と喜びを語っていたが、それは手術後に起こる一過性の症状だという事実を、直後に届いた身辺調査の報告書と、治療に当たった医師・ピンクスの証言で知ることになる。
オルロフの背信行為に激しい衝撃を受けたエカテリーナは、あれほど望んでいた結婚と嫡子出産への意欲を完全に無くし、アレクセイの肖像画も撤去する。そしてポチョムキンに心が大きく傾きかけた時、突然彼から別れを告げる手紙が届く。ポチョムキンはオルロフ兄弟からリンチを受け、ベツコイの助力で戦場に去ったのだ。しかし突然遠く隔てられていた事で却って心が彼に引き付けられる。心の中でこれ程までにポチョムキンの存在が大きくなっていた事をオルロフはもとより自身も気づいていなかったのである。こうして、長年に渡って関係を続けてきたオルロフとの関係を絶ち切り、アレクセイも海外留学の名目でイギリスに追放する。そして戦場のポチョムキンと手紙を交わし続け、確かな愛を育んでゆく。
後継者問題では、侍医のロジャーソンから病弱なパーヴェルには生殖能力が無いのではと告げられ苦慮した結果、忠実な美貌の女官・ソフィアに「パーヴェルの子を妊娠するかどうか、身をもって確かめよ」という密命を下し、地方への視察旅行の最中にソフィアはパーヴェルを誘惑して彼の愛妾となる。「パーヴェルに子供が出来ないのなら、オルロフを次の皇帝にする」と、オルロフの裏切りを知らずにソフィアに内心を明かしていたが、思春期を迎えたパーヴェルは恋は盲目とばかりにソフィアにのめり込み、たちどころに彼女を妊娠させる。パーヴェルに生殖能力があることと、やがて生まれるであろうパーヴェルの子を後継者に出来ることに安堵したエカテリーナはもはや自ら無理をして嫡子を産むことはあるまいと、嫡子作りをパーヴェルに託してツェサレーヴィチ（皇太子）の称号を与えることにする。そしてソフィアには役目は終わったとして堕胎するよう命じるも、彼女は診察のために訪れた医師のピンクスから「堕胎すればもう二度と子供を産むことができない体になる」と診断されたことや、自身が天涯孤独の身であることを理由にエカテリーナの意に逆らってでも産むことを強く希望した。ソフィアが産もうとしているパーヴェルの子はロマノフ家の血を引く息子であり、自身と将来生まれるパーヴェルの嫡子の地位を脅かす存在になるとして堕胎を迫るエカテリーナは厳しく叱責するが、最後にはソフィアに「どんな処罰も甘んじて受け入れますが、その代わりに子供を産ませて下さい！」と泣きつかれたため、パーヴェルと即刻別れることを条件に出産を許すことにする。パーヴェルは当初、自分の子を宿したソフィアとの結婚も辞さない構えだったが、ソフィアに説得され、我が子に「大帝」を意味する称号を与えることと引き換えに別れることに同意する。ソフィアからは「出産後も宮廷に残りたい」と嘆願されるが、妊娠して退職したことを理由にこれを拒絶。それでも、餞別として手厚い退職手当と邸宅、数人の侍女と乳母を与えて宮廷から送り出すのだった。
後継者問題に解決の目処が立ち、対オスマン戦争の勝利も確実となり、肩に重くのしかかっていた問題が収束に向かう中でポチョムキンをペテルブルクに呼び戻す。そしてフョードロヴィチとの結婚以来の全てを明かし、告白を受け入れたポチョムキンと白夜の中で交わした愛の交歓の中で『魂』を捧げる。しかし、エカテリーナはポチョムキンに情熱を傾けていく一方で冷静な判断力を失い、パーヴェルの最初の結婚相手・ナタリアを見誤らせてしまうが、二番目の妻・マリアはパーヴェルと仲睦まじく、待望の跡継ぎ・アレクサンドルに恵まれる。その赤子に自ら帝王学を施そうとして夫妻から取り上げるが、大主教に「重荷を背負い過ぎだ」と諭され、自身がエリザヴェータから受けた苦痛を思い出して赤子を返してやる。そして帝国を維持するために今まで犯してきた様々な罪を強く意識させられ、ホルモゴルイを訪問する。ホルモゴルイでは新任の修道院長から3日間、囚人の暮らしを体験するよう要求され、神の許しと救いを得るために承諾。獄死したアントン・ウルリヒ公夫妻の墓の前で心からの懺悔をする。
そして白夜の中、ポチョムキンと二人だけでひっそりと結婚式を挙げて夫婦となる。はにかみながら「愛しき妻（Жена）」と呼ぶポチョムキンに抱擁され、密やかな幸福を噛みしめるのだった。
かつてパーニンに「私はただ幸せな家庭が欲しいだけよ」と語っていたエカテリーナはようやく、帝国の発展という夢も共に分かち合えるかけがえのない伴侶を得たのである。
シーズン2では、「パーヴェルは立派な皇帝になれない定めである。」「フランス国王・ルイ16世は”改革”でフランスを破滅させるだろう！」などと、ある種の預言めいた言葉を口にするのだが、それらは後にフランス革命や皇帝となったパーヴェルの失政によって現実のものとなる。
- エリザヴェータ女帝（エリザヴェータ・ペトロヴナ）  -  ユリア・アウグ

ロマノフ王朝第6代皇帝（在位：1741年〜1761年）。
初代皇帝・ピョートル1世（大帝）（在位：1682年〜1725年）と第2代皇帝・エカテリーナ1世（在位：1725年〜1727年）の娘。
周りの者たちはエリザヴェータ・ペトロヴナ（Елизавета Петровна）と呼んでいる。
クーデターで遠縁にあたるイヴァン6世から皇位を剥奪して即位。結婚前に亡くなった婚約者ホルシュタイン＝ゴットルプ家のカール・アウグストが忘れられず、公式には独身のままだった。
後継者がいなかったので、プロイセンに嫁いだ姉の息子で、孤児のピョートル・フョードロヴィチを皇太子として迎えた。そしてカール・アウグストの姪にあたるゾフィー（エカテリーナ）を皇太子妃候補に選び、後に「エカテリーナ・アレクセーエヴナ」のロシア名を与えたが、この「エカテリーナ・アレクセーエヴナ」とは、母・エカテリーナ1世の名前である。
ロシアに到着したゾフィーと宮廷の謁見の間で初めて対面した際、ゾフィーがおぼつかないロシア語で挨拶をすると驚き、ロシア語が話せるのかと問うと彼女は「ロシア語を話せないと靴も直せません」と答え、破顔大笑したエリザヴェータは彼女を気に入る。
32,000着の服を保有していると言い、女性として着道楽な一面も見せる。その際、「毎日違う服を着ても87年7ヶ月と4日はかかる」と即座に計算したエカテリーナに驚嘆する。
寵臣アレクセイ・グリゴリエヴィチ・ラズモフスキー伯爵とは秘密結婚するほど愛し合っていた。
秘密警察長官のアレクサンドル・イヴァノヴィチ・シュヴァーロフ伯爵を使い、エカテリーナをロシアにやって来た当初から厳しく監視していた。エカテリーナの部屋の壁には覗き穴があけてあり、隠し部屋の中で監視人がエカテリーナの会話を逐一記録するという徹底ぶりであった。エカテリーナに随行してロシア入りしていた母親のヨハンナにも、家臣のイヴァン・イヴァノヴィチ・ベツコイ公爵を送り込んで愛人関係を結ばせて監視下に置く。
自らもクーデターにより皇位を簒奪した事から、陰謀に対しては非常に敏感なのであるが、監獄に幽閉している前皇帝・イヴァンについては処刑すべきかどうか、何度か検討したものの、結局は命を奪う事は無かった。
エリザヴェータの悩みは、フョードロヴィチ夫妻が不仲で子供が生まれないことであった。そこで策を講じ、エカテリーナに愛人を持てと仄めかし、セルゲイ・ヴァシリエヴィチ・サルトゥイコフ公爵をけしかける一方、フョードロヴィチには「夫婦生活を送って子供を作らなければ廃位する」と脅して、妻を無理矢理押しつけた。その結果、後に皇帝・パーヴェル1世となる皇子パーヴェル・ペトロヴィチ大公が誕生した。大喜びしたエリザヴェータは「この子が未来のロシア皇帝である！」と叫びながら新生児を連れ去り、エカテリーナに任せることなく自分で育てる気満々だった。千辛万苦の末にパーヴェルを産んだエカテリーナには褒美としてネックレスを与えたが、用済みとなったサルトゥイコフをロシア大使に任命してハンブルクに赴任させた。
その後、ラズモフスキーと秘密裏に結婚し、パーヴェルの即位までの中継ぎとして彼に帝位に即くよう望むが、ラズモフスキーは固辞する。父であるピョートル大帝が皇帝の一存で後継者を指名する権利が認められていた帝位継承法を定めたためにこのような事も可能であった。しかしピョートル大帝自身が後継者を指名せずに崩御したため、后妃・エカテリーナが産んだエリザヴェータが即位するまでの16年間に4人の皇帝が即位し、その都度、周囲を巻き込む凄まじい骨肉の争いが起きていたのが実情である。
ある日、シュヴァーロフから「エカテリーナがポーランドのロシア公使・ポニャトフスキ公爵と愛人関係にある」との報告を受け取った。エカテリーナにしてみれば、パーヴェルも恋人も出産祝いのネックレスもエリザヴェータから与えられたものの、ネックレス以外は全て奪われたわけで、悲痛な現実から逃避するために恋愛に溺れる必要があった。その点では兵隊遊びとバイオリンに耽溺するフョードロヴィチと共通していた。すなわち、エリザヴェータは絶対専制君主として、2人の人生を操っていたのである。
しばらくの間は泳がせてみたものの、後にエカテリーナを呼びつけ、ポニャトフスキを帰国させたと申し渡す。だが、エカテリーナはポニャトフスキを国外追放されようがもはや痛くも痒くもない上に、この時既にポニャトフスキとの娘・アンナを妊娠していた。そして、全てを奪ったエリザヴェータに「全て陛下のせいですよ？」と棘のある冷笑を返して見せるのだった。エリザヴェータは驚愕すると同時に怒り、修道院送りにすべきかとラズモフスキーに相談した結果、フョードロヴィチと共にイズマイロフスキー近衛連隊に大佐（連隊長）として赴任させる事にする。
やがて健康を害し、プロイセンとの戦争の最中、帝国の行く末を憂いながら崩御する。死の直前、ラズモフスキーに帝位を譲ると発言したが、遺書が見つからず、「うわ言」という事で処理された。
エカテリーナはエリザヴェータに対し内なる反抗心を抱き続けていたが、後年、女帝として帝国を治める立場になると、かつてのエリザヴェータと寸分違わぬ姿勢で事に当たるのであった。
- ピョートル3世（ピョートル・フョードロヴィチ大公） - アレクサンドル・ヤツェンコ

皇太子にしてエカテリーナの夫。ロマノフ王朝第7代皇帝（在位：1761年〜1762年）。
周りの者たちは（ピョートル・）フョードロヴィチ（Пётр Фёдорович）と呼んでいる。
皇子パーヴェル・ペトロヴィチ大公の父親とされるが、エカテリーナはフョードロヴィチより先にセルゲイ・ヴァシリエヴィチ・サルトゥイコフ公爵と肉体関係を結んでおり、真相は不明である。
エリザヴェータ女帝の姉・アンナとカール・フリードリヒの間に生まれたため、カール・ペーター・ウルリヒのドイツ名を持つ。
お妃候補たちの肖像画を見る中で、「5年前に会ったことがあるが、気に入らない。彼女とは結婚しない」と元からエカテリーナを拒否していた。
思慮が浅く、兵隊の人形で遊び、尊敬するフリードリヒ2世のプロイセン式軍隊の真似事をするのが趣味であるが、一方で演劇も好み、バイオリンを巧みに弾くなど芸術家肌の面も持つ。「20年間、自由を渇望していた」と即位後に告白したように、13歳でロシアに連れて来られて以来、意に沿わない人生を歩まされていた。
エリザヴェータに伴われて行ったペトロパヴロフスク要塞で拷問を受ける囚人を見、幽閉されている幼い前皇帝・イヴァン6世に初めて会う。イヴァンの境遇に同情し、「壊れているけど、ごめんよ」と兵隊人形を1つ与えるのだが、要塞内で目にした事がよほど精神的に堪えたのか、引き上げの際に卒倒する。そのように気が優しいところがあり、皇位継承者としては不適格な性格であった。その上、ドイツ人であることを誇りとするあまりロシアを見下し、たしなめられようがエリザヴェータを「陛下」ではなく「叔母さん（тётушка、チョートゥシカ）」と呼び続けるなど、逆にロシア人らしく生きようとし、宮廷に馴染もうと努力するエカテリーナとは全く反りが合わない。
子供を作ればそれをエリザヴェータが帝位継承者とし、自分は用済みにされてイヴァンのように監獄に幽閉されると怖れており、エカテリーナと寝室を共にしようとしない。それでも夫婦として互いに歩み寄ろうという気持ちは持っていたが、天然痘に罹患して醜い容貌となったことから「みんな俺の死を願っていたんだろう。復讐してやる！」と疑心暗鬼に陥り、エカテリーナとの間にも決定的な溝を作ってしまう。しかし7年後、医師から包茎である事を知らされたエリザヴェータにより強制的に手術を受けさせられ、エカテリーナがエリザヴェータの差し金でサルトゥイコフ公爵と肉体関係を持つと、これまたエリザヴェータの差し金でエカテリーナと初めてベッドを共にする。やがて生まれてくるであろうエカテリーナの子供（パーヴェル）がピョートルとの閨事によって妊娠した、という体裁を整えるためである。
やっとの思いで産んだパーヴェルをエリザヴェータに奪われ、「息子を取り返して！」と助けを求めて縋って来た出産直後のエカテリーナを「そんな格好で来るな！」と嫌悪感もあらわに冷たくあしらった。自らの保身のためである。さらに、「皇帝に即位したら、俺に逆らった者は全員処刑してやる！」と言ってのけた。
パーヴェルには「俺の子じゃないと皆が言ってる」と不愉快に思いこそすれ関心を示す事は無かったが、2歳を迎えたパーヴェルに聖名祝日の日に初めて会うと、父親としての愛情が胸にこみ上げて来、戸惑いながらも優しく遊んでやるのだった。そしてこの時の事はパーヴェルの記憶の中に深く刻まれる。
その翌年、ポーランド公使・ポニャトフスキ公爵を愛人にしたエカテリーナを修道院送りにしようとしたエリザヴェータからイズマイロフスキー近衛連隊の大佐（連隊長）に任ぜられ、エカテリーナを伴って赴任せよと命じられる。プロイセン贔屓のフョードロヴィチは乗り気ではなく、赴任こそしたものの、近衛連隊内でエカテリーナが人望を集めるさまを目の当たりにするだけだった。
エリザヴェータが健康を害し、動揺が広がる中、宰相のアレクセイ・ペトロヴィチ・ベストゥージェフ伯爵らによるクーデター計画が発覚した。彼らはフョードロヴィチを幽閉し、ポーランド公使・ポニャトフスキ公爵を愛人にしていたエカテリーナを摂政か皇帝に即位させるかして利用しようとしていたのだ。自身の立場の危うさからパーヴェルを連れての帰国を願い出たエカテリーナに「好きにすれば良いが、パーヴェルを連れて行くことは許さない。俺の子だから」と言ったところ、「あなたの子じゃないわ！」と返され激高、立ち去ろうとする彼女に石の胸像を投げつけた。それは婚約時代に初めて彼女に贈ったプレゼントであった。胸像は後頭部を直撃し、エカテリーナは気を失う。この時、エカテリーナはポニャトフスキとの子・アンナを妊娠中であり、「親子共々殺すところだったではないか！」とエリザヴェータから激しい叱責を受ける。
やがてエリザヴェータが死の床に伏せると人目も憚らず大喜びし、早くも皇帝気取りになり横暴な振る舞いを始める。即位してピョートル3世となるが、頭脳明晰で軍部とも良好な関係を維持していたエカテリーナへの劣等感から寵姫エリザヴェータ・ロマノヴナ・ヴォロンツォヴァ（通称・リーザ）を皇后にしようと企てた上、「世界を変えてやる」と大言壮語、軍部やロシア正教会の存在意義を否定するような施策を打ち出したことで批判を浴びる。また、イヴァンを釈放して結婚式に招待したい、彼とは友人になれるかも知れないし、寛容な皇帝として歴史に残るぞ、と発言、周囲を呆れさせる。
だが、そのリーザとの結婚まであと一歩のところで軍部やロシア正教会の支持を受けたエカテリーナがクーデターを敢行。反撃に打って出ようとするも、頼みの綱ともなり得た秘密警察は個人的な嫌悪から先に自身が解体させていたのだった。その秘密警察の長官だったシュヴァーロフから「パーヴェルを人質にしてはどうか？」と提案されるが、「卑劣にも程がある」と拒否、オラニエンバウムの遊戯要塞に逃亡する。しかしそこで護衛に当たる将校たちに「俺は最低の指揮官で最低の皇帝だ」と武装解除を命じ、解散させる。そして一人残る決意を示した侍従をも逃がすのだった。誰もいなくなった要塞の庭でリーザを相手に、亡命し子供を作り家族で幸せに暮らすという儚い夢を語るが、騎馬隊がなだれ込んでくる。「これで終わりか？皇帝として何も残せなかった。恥しか残せない人生だった」と語り、共に死を覚悟したリーザと固く抱き合う。その後、夏宮殿内の劇場に軟禁され、馬に乗ったまま室内に侵入してきたオルロフ兄弟によってリーザとも引き離されてしまう。オルロフの言うがままに退位宣言を書かされた後、ひとり舞台に立ち、彼らの前でバイオリンを弾く。そして背後から忍び寄ったアレクセイ・グリゴリエヴィチ・オルロフ大尉によって絞殺される。この時34歳、戴冠式も行われぬまま、その治世は僅か6ヶ月余りで"幕引き"となった。
- パーヴェル・ペトロヴィチ大公（後の皇帝・パーヴェル1世） - エゴール・シャラショフ（シーズン1の3歳時） → パーヴェル・タバコフ

ツェサレーヴィチ（皇太子）。
エカテリーナや臣下たちからはパーヴェル・ペトロヴィチ（Павел Петрович）または皇太子殿下と呼ばれている。
14歳の美少年で、唯一の正統な皇位継承者。後のロマノフ王朝第9代皇帝（在位：1796年〜1801年）。
シメオン（母親は愛妾のソフィア・ステパノヴナ・チャルトリスカヤ公爵夫人）や帝室待望の皇子・アレクサンドル（母親は皇太子妃マリア・フョードロヴナ）の父親。
後継者としての資質に不満を持つエカテリーナから精神面・肉体面の全てに渡って厳しく干渉を受け続けたため、エカテリーナを憎み、ついには拳銃を向ける事件を起こす。
公式にはエカテリーナと皇太子ピョートル・フョードロヴィチ大公（後のピョートル3世）との息子だが、エカテリーナと肉体関係を持ったセルゲイ・ヴァシリエヴィチ・サルトゥイコフ公爵との子供である可能性も高い。
純真な心を持っているがゆえにエカテリーナの行動に悉く反感を抱くのだが、女帝であると同時にロマノフ家の家長でもある彼女の圧倒的な権力の前にはどうすることもできず、常に無力感を噛みしめながら成長していく。
幼少期は祖母にあたるエリザヴェータ女帝が手ずから養育し、エカテリーナの即位後は宰相兼外相のニキータ・イヴァノヴィチ・パーニン伯爵が養育係を務める。幼い日の記憶の中にある優しかった父を慕い、心の中で父を理想化していることがエカテリーナを苛立たせる。家庭教師のポローシンからアレクセイ・オルロフ伯爵の手紙を見せられた際、彼が父を殺害した犯人だと確信する。
既に無人となり、荒れ果てていたエリザヴェータの宮殿で偶然父の肖像画と遺品のバイオリンを見つけて喜び、自室に持ち帰っていたが、御前会議の最中に聞こえたバイオリンの音色に忌まわしい記憶を蘇らせたエカテリーナに見咎められて激しく言い争い、結局は取り上げられてしまう。心の中で父に自分の無力を詫びながら、献身的だった家庭教師のポローシンまで解任したエカテリーナへの怒りを鬱屈させる。
また、自分が皇帝になればという前提で父の巨大な騎馬像をネヴァ川の畔に建てることを計画し、スケッチまで書き上げるのだが、エカテリーナにそのスケッチを取り上げられた上、ピョートルではなく、帝都・サンクトペテルブルクの創建者でもあるピョートル大帝の記念碑を建立するという壮大な事業にすり替えられてしまう。
宮廷から去ろうとしていたポローシンの力になろうと馬車に乗せるが、パーニンに見つかってしまう。そしてパーニンが「事態は深刻です。オルロフ伯爵が皇帝になろうとしています。彼の息子（アレクセイ）が宮殿に引っ越してくれば正当な後継者である皇太子殿下（パーヴェル）は押しのけられる。殿下が今、女帝陛下（エカテリーナ）の不興を買う事がどれ程危険な事かわかっているのですか！」とポローシンを責めるのを目の当たりにする。驚いて「今の話は本当か？」とパーニンに問いかけるが、彼は「殿下が皇帝になるために必ず全力を尽くします。ロシアにとって大切な事です。だから馬鹿な真似はやめて頭を使うのです」とエカテリーナに謝罪するよう厳しく求めるのだった。
異父弟のアレクセイには噂話から悪い印象を抱いていたが、実際に会った彼は口のきけない振りをしている聡明な少年で、同行したエカテリーナ付きのメイド頭・フョークラには「乳母ではなく侍従が必要だ。このことを母上（エカテリーナ）に伝えるように」と命じる。そしてお互いに両親を愛していないという共通点からたちまち意気投合、「弟が出来て嬉しい」と握手する。また、自らがパーニンに忠告されたように「絶対に陛下の機嫌を損ねてはならない。逆らったところで何も得るものがない」とさっそく兄貴風を吹かせ、ビリヤードを教えて一緒に遊ぶなど、アレクセイと出会った事で初めて肉親の温もりを知る。
室内に篭もりがちの生活を心配したエカテリーナは夏を前に科学芸術アカデミー長官・キリル・グリゴリエヴィチ・ラズモフスキー伯爵の御曹司でやんちゃな兄弟のピョートルとアンドレイを友人としてツァールスコエ・セロー にある夏の離宮に送り込み、彼らと活動的な夏を過ごさせるのだが、彼らとは後に女性を巡ってそれぞれに三角関係となり、アンドレイは宮廷を揺るがす大スキャンダルを引き起こす事になる。
病弱であるが故に侍医のロジャーソンから生殖能力の有無を疑問視されたため、エカテリーナから奔放な未亡人の女官ソフィア・ステパノヴナ・チャルトリスカヤ公爵夫人を愛妾として差し向けられる。ソフィアの誘惑に屈して肉体関係を持つと恋は盲目だと言わんばかりに相思相愛の仲になり、セックスでは若さも手伝ってか、疲れも見せず、ソフィアの肉体に溺れていった。ソフィアはパーヴェルの欲望を持て余しながら自分の罪深さに涙していたが、程なく彼女の妊娠が判明する。
当初はソフィアの妊娠を知らされず、そのソフィアもエカテリーナから「任務は終わったのだから」と堕胎を命じられていた。しかし、堕胎の相談のために訪れた医師のピンクスに「堕胎すればもう二度と妊娠できない体になる」と診断されたこと、早くに両親を亡くし、兄弟もいない孤独な身の上から解放されたいという思いが高じ、エカテリーナの意に逆らってでも産むことを決意する。ソフィアが産もうとしているパーヴェルの子はロマノフ家の血を引く息子であり、自身と将来生まれるパーヴェルの嫡子の地位を脅かす存在になるとして堕胎を迫るエカテリーナは厳しく叱責するが、最後にはソフィアに「どんな処罰も甘んじて受け入れますが、その代わりに子供を産ませて下さい！」と泣きつかれたため、パーヴェルと即刻別れることを条件に産むことを許される。
別れを告げるために訪れたソフィアから妊娠を告げられて狂喜乱舞し、「生まれてくるのはきっと男の子だ。こうなったからには一刻も早く関係を宣言し、結婚しよう。ピョートル大帝の先例もある。ピョートル大帝は身分の低い女性（エカテリーナ1世）と結婚したが、生まれた子（エリザヴェータ）は帝位を継いだ。」とプロポーズするが、ソフィアは「私たちは国家のことしか頭の中にない陛下（エカテリーナ）に利用されただけ。この子を産めば、私たちには未来なんてないのよ！」とエカテリーナの策略で近づいたことを暴露し、「あなたのような子供にこの私が本気になるとでも思った？」と心にも無いむごい言葉でパーヴェルを突き放してしまう。それならばと、エカテリーナに結婚の許可を願い出ようとするが、「今は堪え忍ぶことを学ぶべきよ！」とソフィアに諭され、泣く泣く別れることに同意する。それでも、父親になった手前、生まれてくる我が子に「大帝」を意味する称号を与えることを約束する。その後、ソフィアはエカテリーナから餞別として手厚い退職手当と邸宅、数人の侍女と乳母を与えられて宮廷を去り、息子のシメオンを産むが、そのシメオンにも一度しか会わせて貰えず、ただ一人心を許せた幼い弟・アレクセイも海外留学を理由にイギリスへ追放されたことから、エカテリーナへの憎悪はさらに深まっていく。
オスマン帝国との戦争の中で、敬愛する父・ピョートル3世の再埋葬式が盛大に行われる事になり、心を高揚させ案を練っていたのだが、知らぬ間に計画が中止されていた事を知り激高、これまで積もりに積もっていたエカテリーナへの怒りが遂に爆発し、酒の勢いを借りて彼女に拳銃を向けてしまう。衝撃を受けたエカテリーナから一切の公式行事への出席と食事中の飲酒を禁じられ、それはチェスマの海戦でロシアが勝利するまでの1年間続く。やっと出席の許可が出た祝勝会で出征していたラズモフスキー兄弟と再会し、友情を確認し合う。その後、ピョートルからソフィアと結婚する事を明かされる。
「ソフィアの妊娠で生殖能力があると分かったからには結婚させて後継者としての自覚を持たせれば自分への憎悪も収まるのではないか」と考えたエカテリーナによって、ヘッセン＝ダルムシュタット方伯の3人の令嬢と見合いをする事になる。末妹のルイーゼを気に入るが、自分との結婚で彼女が苦難の道を歩む事になるのを哀れに思い、エカテリーナが気に入った長姉ナタリアで良いと言う。ところがナタリアは結婚前からアンドレイと肉体関係を持つなど放埒な娘で、やがて結婚生活は破綻するのだった。元から乗り気ではなかった結婚であったが、この件でもエカテリーナを深く恨む事となる。
ナタリアの死後、再びエカテリーナが持ちかけた結婚話では、妻となる女性への一方的な要求を書き連ねた「指示書」を作成するなど反発してみせる。エカテリーナもナタリアの件で多少は学んだのか、パーヴェル自身で相手を確認しにプロイセンのシュテッティンに行けと言う。その相手、ゾフィーは知的で穏やかな令嬢であり、初対面で話が弾み、マリア・フョードロヴナと改名した彼女と再婚する。やがて生まれた皇室待望の男児・アレクサンドル（後の皇帝・アレクサンドル1世）をエカテリーナに奪い取られてしまうが、自らの行いを悔やんだエカテリーナが「文字を教える時期になるまで」という条件付きで赤子をパーヴェル夫妻に返す。我が子を抱きしめるマリアを見つめるパーヴェルの目に涙が浮かぶのだった。程なくして夫妻はヨーロッパ諸国を訪問することになり、一時的にロシアを離れる。
その後、かつて自らが描いたスケッチをもとにエカテリーナが元老院広場に作らせたピョートル大帝の騎馬像の除幕式が行われることになり、帰国。ロシア帝国の礎を築いたピョートル大帝の末裔として、ピョートル大帝の偉大な生涯に思いを馳せるのだった・・・。
- ナタリア・アレクセーエヴナ大公妃 - アリーナ・トムニコフ[注釈 200]

皇太子・パーヴェルの最初の妃。ドイツ名はヴィルヘルミナ。
パーヴェルの成人と共に結婚したヘッセン＝ダルムシュタット方伯令嬢。
道徳心の欠片もない女性であり、見合いの為にロシアへ向かう船内で早くも迎えに遣わされていたアンドレイ・ラズモフスキーと性行為に及ぶ。パーヴェルへの罪悪感を口にするアンドレイに、自分は処女でないから皇太子妃に選ばれる訳が無い、と意に介さず、船室で一日中行為に耽っていたのだが、この放埒で大胆不敵な性格をエカテリーナは若い頃の自分に似ていると好意的に受け止め、自身の屈辱的な経験から医師による処女検査を免除してしまう。当時、エカテリーナは戦場から帰還したポチョムキンと結ばれて有頂天になっており、本来の冷徹さを失っていた。
パーヴェルはパーヴェルで、自分に対するエカテリーナの日頃からの暴君ぶりに加えて、相思相愛の仲だった愛妾のソフィアがエカテリーナの策略で自分の子を妊娠し、堕胎を迫られた一件で一個の人間としての尊厳すら蹂躙された経験から、結婚相手に関しては敢えて意志を示さない事で反発心を剥き出しにしていた。そうした背景もあってエカテリーナに気に入られ、難なく皇太子妃に選ばれるのだが、結婚後は夫パーヴェルの存在を無視、同時に8人の男性と肉体関係を持ちながら、いつかはエカテリーナに取って代わって女帝となる野望を持ち、複数の大臣やフランス国王・ルイ16世 と密かに連絡を取り合うなどの根回しをしていた。アンドレイとも関係を続けており、そんな中で彼がナタリアの乳母に手を出した事が発端となり、陰謀が発覚する。
エカテリーナは正教会のペテルブルク大主教・ガブリエルに結婚の無効を申し立て、国外追放を言い渡すが、動じることなく妊娠を盾に拒否。そればかりか、誰の子かと質すエカテリーナに「関係あります？私は未来のロシア皇帝を産むんですよ」と薄笑いを浮かべて開き直った。しかし半年後、出産の際に胎児が分娩されず体内で死亡、自身も苦しみの中で周囲に呪いの言葉を吐きながら急逝する。
パーヴェルはナタリアを愛していなかったものの、妻の死を含めた一連の出来事で嫌気が差し、再婚を拒否するのだが、エカテリーナから「ナタリアはアンドレイへの手紙に結婚生活の隅から隅まで書いていた。あなたは笑いものにされていたのよ！」と嘲笑されると我慢ならず「全て母上のせいだ！」と怒りをぶちまけて口論になる。エカテリーナは「ベッドで女性を征服出来ない男は情けない！」と、パーヴェルに非があるかのように激しく罵るのだった。
- マリア・フョードロヴナ大公妃 - タチアナ・リャリーナ

皇太子・パーヴェルの再婚相手。ドイツ名はゾフィー・ドロテア。
エカテリーナと同じ城で生まれたことから、似た者同士とさえ言われていた。
ナタリアの急死を受け、プロイセン国王・フリードリヒ2世の推薦によりパーヴェルの後妻として迎えられたヴュルテンベルク公フリードリヒ2世オイゲンの令嬢。
取り立てて美しくはないが、学問好きの聡明で心あたたかい女性。過去に一度ナタリアらと共にお妃候補に上がるも当時13歳であり、対象から外されていた。
前妻ナタリアの不貞により結婚にうんざりしていたパーヴェルは、ゾフィーへの一方的な要求を書き連ねた「指示書」なるものを作成し、それを手にプロイセンのシュテッティンに向かう。
そんなパーヴェルと庭園でひと時を過ごすのだが、穏やかで機知に富んだ会話でパーヴェルの心を解き、初対面にも関わらず心が通じ合う。また、パーヴェルが示した「指示書」を一読した際、「言葉のつづりに間違いがある」と問題点を臆することなく指摘した。
マリア・フョードロヴナと改名してパーヴェルと結婚、夫婦仲は良く、やがて皇室待望の男児・アレクサンドル（後の皇帝・アレクサンドル1世）を出産する。ところがパーヴェルの結婚前から「アレクサンドル」の名を用意し、男児の誕生を首を長くして待っていたエカテリーナによって生まれたその日のうちに赤ん坊は連れ去られてしまう。そればかりか、パーヴェルと共に首都から離れたガッチナの宮殿に別居させられてしまった。悲しみと怒りのあまり宮殿から姿を消し、大きな騒動となるのだが、ペテルブルク郊外のヴィーデンスキー修道院に逃げ込んでいるのが見つかり連れ戻される。だが、茫然としているところにエカテリーナが現れて赤ん坊を返してくれる。エカテリーナはペテルブルク大主教のガブリエルに諭されて自らの苦痛を思い出し、「文字を教える時期になるまで」という条件付きながら、両親の元で育てる事を許したのだ。涙ぐみながら我が子にキスするマリアを見つめるパーヴェルの目にも光るものがあった。程なくして一家は仲睦まじくヨーロッパ諸国への旅行へと旅立ち、ピョートル大帝の騎馬像の除幕式にも夫婦揃って列席する。
- アレクセイ・グリゴリエヴィチ・オルロフ（ロシア語版） – アレクサンドル・ブラトフ

イズマイロフスキー近衛連隊の連隊長だったエカテリーナと連隊の大尉だったグリゴリー・グリゴリエヴィチ・オルロフとの間に生まれた6歳の少年。後にボーブリンスキー伯爵家の創始者となる。叔父のアレクセイ・グリゴリエヴィチ・オルロフ伯爵（父・グリゴリーの弟）とは同姓同名。愛称はアリョーシャ。
誕生に際してエカテリーナは自分で「アレクセイ」と命名したのでそれでいいと主張し、命名するのは父親の権利だからと言って「イヴァン」と命名しようとしたオルロフと睨み合うが、結局はエカテリーナの希望が叶って「アレクセイ」と命名される。
誕生直後に母・エカテリーナがクーデターを起こして即位すると一旦はシュクーリンという夫婦が預かり、宮廷外で育てられていたが、1768年、居並ぶ廷臣たちを前に「アレクセイ・グリゴリエヴィチ・オルロフ、1762年4月11日生まれ。父君はグリゴリー・グリゴリエヴィチ・オルロフ伯爵閣下、母君はロシア女帝陛下エカテリーナ・アレクセーエヴナ様である。これより皇帝一族としての権利を与えられ、ロマノフ家の一員となる。」と公式に宣言され、ロマノフ家の血を一滴も引いておらず、オルロフ姓を名乗る事になったにも関わらず、エカテリーナが己が腹を痛めて産んだ息子ということで「皇子」として皇族に列せられる。
肉親の愛情を知らない孤独な少年で、口がきけない振りをしていたが、異父兄の皇太子パーヴェル・ペトロヴィチ大公（後のパーヴェル1世）と共に暮らすことになり、弟として心を開く。
肖像画を描きに来た宮廷画家・ロコトフに「母上は嫌いだ。母上を怒らせるとズメイ・ゴルイニチ（ドラゴン）の餌にされる」と言い、エカテリーナを恋しく思うどころか恐れている様子を伺わせた。
父親のオルロフにも会った記憶が無く、「悪党だ」と言い、宮殿に連れて来られた時が初対面であった。その際のオルロフの振る舞いぶりを見たエカテリーナはメイド頭のフョークラに命じてアレクセイをパーヴェルに引き会わせる。
そしていきなりオルロフから生殖能力を見極めるための下半身の検査を受けさせられる。侍医ロジャーソンは「こんな幼児に意味がない」と拒否するが、オルロフに怒鳴られたため不承不承行い、その様子を見ていたエカテリーナはアレクセイを抱きしめ、オルロフの横暴を謝罪した。こうした事情から両親には頑なに心を閉ざし、一度も口を利かなかった。
しかし逆に口を利かないからであろうか、腹黒い男として知られる宰相兼外相のパーニンから「私は独りぼっちです。誰も愛さなかった罰なのです。あなたのような息子が欲しかった」と孤独な本心を明かされる。また、パーヴェルからも「自分の人生なんて無いんだ！」と、母・エカテリーナに人生を奪い尽されている実情を自嘲気味に告白される。
やがて、オルロフがエカテリーナの新しい愛人となるグリゴリー・アレクサンドロヴィチ・ポチョムキン中尉に暴行を加えた廉で失寵すると、海外留学の名目でイギリスに追放される事になる。パーニンに諭され、自分から母を愛そうとしなかったからだと気づき、涙を流す。「『ママ、愛してる』と僕が言ったら母上は驚いてイギリスに行かせる事をやめるんだ」と僅かな望みを語るが、別れの日、エカテリーナが見送りに来るのを出発間際まで待ち続けていたが母は遂に姿を見せなかった。そして「僕が皇帝になったら君を大臣として迎える」と言うパーヴェルに「よく勉強して良い大臣になる」と約束し、ロシアを去って行く。

##### その他の皇族
- イヴァン6世（イヴァン・アントノヴィチ/イオアン・アントノヴィチ） - アンドレイ・ザノガ（5歳） → アルチョム・クラシニコフ（13歳） → セルゲイ・ソトニコフ（17歳〜23歳）

わずか生後2ヶ月で帝位に即き、2週間後、エリザヴェータ女帝のクーデターによって廃位されたロマノフ王朝第5代皇帝（在位：1740年〜1741年）。
エリザヴェータの命令で家族とも引き離され、言葉も教えられぬままペトロパヴロフスク要塞監獄の中で育っていた。要塞内では「秘密の囚人」と呼ばれていた。彼が誰なのか、看守たちは誰一人知らなかったのである。
彼が5歳の頃、エリザヴェータに伴われて訪れたピョートル・フョードロヴィチ（後のピョートル3世）が同情し、壊れた兵隊人形を1つ与えた。
13歳の頃、健康を悪化させたエリザヴェータが“始末“を検討するが、首都から離れたシュリッセリブルク要塞監獄に移されるに留まった。しかし優しかった乳母と引き離され、寝台用の小さなベンチ1つと便器の桶しか無い独房の中で、完全な孤独の状態に置かれる。
17歳の頃、プロイセンからの釈放要求を受けて再び処刑が検討されるが、様子を見に来たエリザヴェータが目にしたのは、錯乱状態で独房内を歩き回るイヴァンの姿だった。エリザヴェータは「救出の動きや釈放を命じる勅令が出されれば即座に殺害せよ」と看守に命ずるに留めた。しかし看守は粗末な食事を差し入れる度にイヴァンに激しい暴行を加え、イヴァンは嗚咽しながら「親切なばあや（ニャーニャ）」と絶望の中で乳母を呼んでいた。
1762年のクーデターの中でエカテリーナが面会に訪れると、狂人になっているとされ、言葉も知らないはずのイヴァンが突然話しかけてきた。乳母から貰った聖書を暗記していると言い、フョードロヴィチのために毎日祈っているが、今日からあなた（エカテリーナ）のためにも祈ると言う。そして、「優しい魔法使いがくれた」と、かつてピョートルからもらった古びた兵隊人形を見せるのだった。「鳥が見たい。いつになったらここから出してくれるのか？」と問う彼にエカテリーナは「いつか必ず」と答えてその場を後にする。面会を終えたエカテリーナは看守たちから「秘密の囚人」と呼ばれていたイヴァンを釈放させようものなら即効殺せというエリザヴェータの命令を解除すべきかと看守から問われ、「命令はそのままで。」と命じる。しかし、別の看守から「『秘密の囚人』をどうなさいますか？」と再度問われたため、その看守に対しては「良心に従って行動するように」と命じて立ち去った。そしてその後、エカテリーナからの釈放命令を伝える使者が来た途端、看守二人が独房に押し入り、「鳥が見られるの？」と口をきいたイヴァンに一人の看守は驚くが、もう一人の看守が「（口をきけようが）もう関係ない」と言い放ち、同時にイヴァンの体を剣で突き通した。倒れているイヴァンを見て驚き駆け寄った使者もまた看守によって刺殺されるのだった。運命に翻弄され、生涯ただ一つの罪も犯さなかった一人の皇帝の呆気ない最期であった。
- アントン・ウルリヒ公 - アンドレイ・ルジェンスキー

家族もろとも最北の地・ホルモゴルイの要塞修道院に幽閉されている。イヴァン6世の父親。
ブラウンシュヴァイク＝リューネブルク公国生まれで、元はロシア帝国の大元帥であった。
ロシア・ツァーリ国のイヴァン5世の孫であった妻・アンナはこの地で亡くなり、長女エカテリーナ（カチカ）、獄中生まれの次女エリザヴェータ（リスカ）・次男ピョートル（ペチカ）・三男アレクセイ（リョーシカ）と共に暮らす。看守はエリザヴェータ女帝からイヴァン6世と同じく赦免の勅令が出れば皆殺しにするよう命じられていた。
幽閉から27年後の1768年、地方への視察旅行に出かけたエカテリーナがパーヴェルを伴って訪れると、既に盲目になっており、ただただ息子イヴァンの身を案じていた。
エカテリーナの「釈放されて質素に暮らしている」という言葉から息子の死を悟り、エカテリーナに勧められて書いた息子宛の手紙は白紙であった。デンマークとの良好な外交関係を築きたいエカテリーナからアントン公一人だけを釈放し、親族の元へ帰すと言われるが、家族を残しては行けないと拒否する。そしてエカテリーナが去った後、肖像に描かれたイヴァンの顔を撫でながら号泣するのだった。
娘たちと親しく話したパーヴェルは一家のあまりの境遇に悲憤し、エカテリーナに全員の恩赦を求めるが、「為政者は国家と国民の命を護らねばならぬ。帝位を継ぐ者として理解せよ！」と激しく叱責される。
アントン公は1774年に獄死、残った子女四人は1778年5月にエカテリーナから恩赦を受けて釈放され、デンマークに送られた。

#### エカテリーナの愛人たち
- セルゲイ・ヴァシリエヴィチ・サルトゥイコフ公爵[注釈 212] - リナール・ムハメトモフ

エカテリーナ第一の愛人。エカテリーナより3歳年上で、パーヴェル・ペトロヴィチ大公（後のパーヴェル1世）の父親ではないかと噂されている。
ロマノフ家の血を引く名門貴族の出身で豪放磊落な遊び人。エリザヴェータに「私に欲情した事は？」と問われ「罪な事ですが、何度も」と答えるつわ者である。
ドイツからペテルブルクへ向かっていた馬車の横転事故からエカテリーナを救出、彼女に「王子様が助けてくれた」と勘違いされる。フョードロヴィチの友人でもある。
その後結婚し、ロシア大使としてウィーンに駐在していたが、7年後に帰国。エリザヴェータ主催の仮面舞踏会で酒を飲みながらエカテリーナにモーションをかける。皇太子妃とはいえ、未だ処女で純真だったエカテリーナは本気で受け止め、胸をときめかせる。その後、何としてもエカテリーナに跡継ぎを産ませようと策略を巡らせるエリザヴェータに呼ばれ、エカテリーナと肉体関係を持つよう、遠まわしに命じられる。そしてエカテリーナを馬車で郊外に連れ出し「あなたに一目惚れしていました」と言葉巧みに誘惑、初めての経験に夢見心地になったエカテリーナを横転事故の時の宿に連れ込む。処女を捧げたエカテリーナはすぐに妊娠し、待望の男児・パーヴェル・ペトロヴィチ大公を出産する。するとエリザヴェータによって今度はハンブルク駐在を命じられてロシアを離れることになり、取り縋るエカテリーナを突き放して立ち去った。
ハンブルクで妻と暮らしながらエカテリーナと「息子」の事を少しは気にしていたようで、妻が語るロシアから伝わってくるゴシップに関心を見せていた。
エカテリーナがクーデターで勝利した際に帰国し、エカテリーナの前に現れる。パーヴェルが眠るベッドの傍らで、オルロフとの息子・アレクセイの揺り籠を揺らしながら「なぜ来たの？」と問う白い夜着姿のエカテリーナに「私の居場所はあなたと息子の側です」と復縁を求めるような事を言うが、「7年遅すぎよ！あなた"臣下"でしょ？"臣下"は命令に従うものよ！」と険のある言葉で拒絶され、黙って立ち去る。6年後、エカテリーナは彼の死を親戚筋の者から偶然耳にするのだった。
それでもエカテリーナにとってサルトゥイコフは特別な存在であったらしく、彼のミニチュア肖像画が入ったロケットペンダントを即位後も持ち続けていたことがシーズン2で明かされる。エカテリーナがソフィアに語った話では、エリザヴェータは侍女とサルトゥイコフを結婚させ、新婚であるのに彼とエカテリーナを煽ったという事である。その際ソフィアはパーヴェルはフョードロヴィチによく似ているが、見た目はサルトゥイコフに似ており、結局は両方に似ていると言った。エカテリーナは、サルトゥイコフは15年間連れ添った妻との間に子供が一人も生まれなかったと言い、パーヴェルの父親はフョードロヴィチである可能性も否定できない事を匂わせた。
- スタニスワフ・アウグスト・ポニャトフスキ公爵 - アレクセイ・ヴォロビヨフ（シーズン1） → マルティン・ステック（シーズン2）

エカテリーナ第二の愛人。エカテリーナより3歳年下で、ペテルブルク駐在のポーランド公使。若さもあって、やや向こう見ずな性格。
アンナ・ペトロヴナ大公女の父親。後に最後のポーランド国王アウグスト2世（在位：1764年-1795年）となる。
エカテリーナ第一の愛人だったセルゲイ・サルトゥイコフ公爵がハンブルクに去った2年後、サンクトペテルブルク駐在のポーランド公使として赴任したところ、宰相アレクセイ・ペトロヴィチ・ベストゥージェフ伯爵の目に留まり、彼の紹介でエカテリーナと出会う。
まだ若い彼はエカテリーナに稚拙な恋文を送り、メイドの制止にも関わらずエカテリーナの私室に入り込んで関係を持つ。翌朝、「新鮮なキュウリのように元気さ」と発言すると、エカテリーナも"私のキュウリさん"と呼んで嬌声をあげる。その様子をエカテリーナの寝室に隣接した隠し部屋から目撃していた秘密警察長官・シュヴァーロフの手下は報告書に"Е（エカテリーナのイニシャル）+キュウリ氏"と書いて報告したが、キュウリ氏としていたポニャトフスキの正体が分からず、上司の怒りを買った。その後もエカテリーナと逢瀬を重ねていたが、エリザヴェータの差し金で帰国させられる。エカテリーナは彼の子を妊娠しており、クーデター関与の嫌疑やフョードロヴィチによる暴力をくぐり抜け、アンナ・ペトロヴナ大公女を産む。しかしアンナは僅か2歳で夭逝してしまい、エカテリーナは悲しみに打ちひしがれる。
エカテリーナの即位後、ポーランド国王としてロシアを訪問。向こう見ずな性格はそのままに、強引に宮殿に乗り込んで来る。歳を重ねたせいか気障さに磨きがかかっており、エカテリーナに馴れ馴れしく甘い言葉を囁いて復縁を迫る。亡きアンナの墓に花を供えさせて欲しいとも言い、エカテリーナの胸に過去の悲しみを一瞬かすめさせるが、ポーランド軍の緩慢な戦いぶりと、オスマン帝国と密約を交わした事を首を絞めて咎められ、「嘘をついたらあなたの王冠を取り上げて私の便座の上に置くわよ」と強制的な退位まで示唆される。そこへ戦場から帰還したオルロフが現れ、酷い侮辱を受けたことから、彼が皇帝になれば全てを失うと危機感を持つ。そして、密かに近づいてきたパーニンから、金と引き換えにオルロフの即位阻止に協力しても良いと提案される。金はあるが秘書のクシシュトフが目を光らせているため難しいと言うと、パーニンは「秘書はやがて行方不明になるだろう」と暗殺を暗示する。程なくして、人里離れた橋の上から黒布で包まれた遺体と思しき物体が男たちによって投げ捨てられる。それはパーニンの命を受けた手下によって暗殺されたクシシュトフの遺体だった。
その後、国内の反乱に手を焼き、エカテリーナに援軍を要請するが、ロシア軍がポーランドに駐留する口実を与えてしまい、やがてポーランドはロシア・プロイセン・オーストリアの3カ国によって分割統治され、滅亡への道を辿る事になる。
- グリゴリー・グリゴリエヴィチ・オルロフ中尉（後に伯爵） - セルゲイ・ストレリニコフ（シーズン1） → セルゲイ・マリン（シーズン2）

エカテリーナ第三の愛人で彼女が連隊長を務めていたイズマイロフスキー近衛連隊出身の将校。
エカテリーナより5歳年下で、後のアレクセイ・グリゴリエヴィチ・ボーブリンスキー伯爵の父親である。
ベツコイが作成した家系図でオルロフ家はリューリク朝とチンギス・カンの末裔であるとされているが、パーニンは作り話だと否定する。
豪胆かつ美男だが激情的で思い込みが強い野心家。幼少期に父親から教えられたボクシングが一番役に立っていると言い、相手を威嚇する際は拳を握って見せる。
エカテリーナがイズマイロフスキー近衛連隊の連隊長となった際に出会う。その際、秘密警察（諜報局）長官アレクサンドル・イヴァノヴィチ・シュヴァーロフ伯爵の愛人を寝取ったとして、秘密警察によって逮捕されるが、エカテリーナはシュヴァーロフと対立するベストゥージェフ宰相の協力を得てオルロフを釈放させる。
対プロイセン戦争での自身の英雄的な活躍ぶりを知ったエカテリーナと肉体関係を持ち、エカテリーナをして"あなたの息子が欲しい。力強くて逞しい息子が欲しいの！"と言わしめた。一旦はシュヴァーロフの密告を受けたエリザヴェータの差し金で前線送りとなるが、エカテリーナとの関係は続き、エカテリーナが望んでいた息子のアレクセイを儲ける。
女帝エリザヴェータの死後、皇帝ピョートル3世として即位したフョードロヴィチの暴政ぶりを見たエカテリーナがクーデターを敢行した際に大活躍し、用済みとなったピョートルに退位宣言への署名を強要した後、弟のアレクセイが彼を殺害するのを黙認する。
エカテリーナの即位後はクーデターでの功績が認められて伯爵の爵位や名だたる勲章、金銀財宝や年金を与えられて特権と権勢をほしいままにしていたが、後に「誰のお陰でお前は玉座に即けたと思っているんだ！」と衆人環視の中でエカテリーナに怒声を浴びせる事になる程の自負があり、重臣たちを公然と侮辱するなど専横な振る舞いが目立っていた。その上、「悪党と無能ばかりの大臣を全員追い出す」と、自分に更なる権力を与えるようエカテリーナに迫るのだった。
しかし、南方でのオスマン帝国軍との小規模な戦闘で頭部を強打したことをきっかけに事態は一変する。怪我の後遺症に苦しめられ、目眩や睡魔にも襲われた結果、寝室でのセックスでエカテリーナの欲望に応えられなくなったのだ。性的能力を何とか取り戻そうと奔走し、昵懇の娼婦から媚薬 を手に入れる。だがそれは一度しか効果の無い薬であり、根本的な回復法を求めて「何でも治す」と巷で評判の医師・ピンクスを訪ねる。ピンクスからは快楽を取るか、子孫を残す事を取るかの二者択一を迫られ、前者を選択する。それは年齢的な制約から一日も早く皇太子パーヴェルに代わる新たな後継者を産むことを望んできたエカテリーナへの背信行為であった。
不能になった事と治療を受けた事を隠し、地方視察から帰ってきたエカテリーナとのセックスに臨む。治療による性欲の異常な亢進に助けられる形で一晩中セックスを続けてエカテリーナを喜ばせる。久しぶりのセックスで快楽を味わったエカテリーナは「なんて素晴らしいのかしら。こんなに気持ちのいいセックスは初めてよ。幸せ過ぎて死にそう。グリゴリー。あなたなしではとても生きていけないわ！（中略）男は疲れるけど女は元気になるわ。セックスには理解できない秘密があるのね」と喜びを語り、満ち足りた気持ちに包まれながら引き上げて行くが、脳に障害を持ったままの過度なセックスで奔放なエカテリーナを肉体的に満足させた代償はあまりにも大きく、ベッドから出ようとしたところで失神して倒れてしまう。それはさらに深刻な症状が出始める予兆であった。
後にエカテリーナは彼が生殖能力を失っている事実を把握し、距離を置き始める。さらに、治療にかまけてエカテリーナを放置していた間に彼女に近づいたかつての部下・グリゴリー・ポチョムキン中尉の存在に焦り、オルロフとアレクセイを宮廷から遠ざけたい宰相兼外相ニキータ・パーニン伯爵の仕掛けた罠に嵌る。エカテリーナが地方視察に出かけている間に彼と話し合いを持ち、彼を宰相に推薦する代わりに結婚に協力してもらうという取り引きをし、事実上の宰相となったパーニンから友情の証として彼が違法に手に入れたポチョムキン宛のエカテリーナの手紙を渡されたのだ。手紙を読み、強い危機感を持った弟・アレクセイに教唆されて、彼と共謀してポチョムキンを暴行、片目を失明させる重傷を負わせた。この行為が、既にポチョムキンに心惹かれながらもオルロフとの関係を漫然と続けていたエカテリーナの逆鱗に触れて失寵。アレクセイも海外留学を理由にイギリスに追放され、帝位継承権を失う。一人息子への仕打ちに驚き猛抗議するが、エカテリーナは一蹴、目を合わせようともしなかった。
オスマン帝国との戦争を控え、海軍大将に任命されたばかりであったが、ポーランドで起こった反乱の鎮圧に手こずった国王のポニャトフスキがロシアに援軍の派兵を要請したことを受けてポーランド遠征軍に異動させられ、海軍中将だったアレクセイが海軍大将に起用されることになった。表向きには通常の人事異動のように見えるが、それはポーランドの反乱鎮圧に名を借りたエカテリーナによるリンチ事件の懲罰人事だった。しかし途上で体調を崩してペテルブルクに帰ってしまったため、前線指揮官だったアレクサンドル・スヴォーロフ将軍から「贅沢と特権を手に入れて勇気を失った」と無能呼ばわりされ、対プロイセン戦争の英雄としての名声は地に落ちてしまうのだった。
帰還後も重臣の一人として宮廷に残り続けていたが、エカテリーナとはもはやセックスを交わすこともなく、個人的な面会にも応じてもらえなくなり、私的な手紙に対するエカテリーナの返答も途絶えてしまう。さらには外交戦略でエカテリーナが言った冗談を真に受けてしまうなど、元からパーニンが「下半身だけの男」と評していたように、政治的な才能は皆無であった。また、脳の障害がそうさせたのか、御前会議で突然大声を出し、一同を驚かせる。
その後、露土戦争の功労者を叙勲する式典でエカテリーナから広大なガッチナ宮殿と周辺一帯の領地を褒美として与えられるが、褒美というのは建前でしかなく、実態は体のいい宮廷からの即時追放であった。
宮廷から遠ざかってから数年たった1776年、いとこの少女カーチャ・ジノヴィエヴァ（12歳）に対する性的暴行事件を起こしたという報告をシェシコフスキーから聞き、激昂したエカテリーナは宮殿に彼を召喚し、最後の対面をする。しかしエカテリーナが再会した彼は認知症が疑われるような行動、つまりエカテリーナの顔も判らず、言葉も喋れず、ただひたすら大理石の胸像に縋り付くのだった。侍従たちに両脇を抱えられ、修道院送りにされるために連れ去られる彼の後ろ姿を見送るエカテリーナの胸を、皇太子妃と中尉だった頃の美しい思い出がよぎるのであった。
- グリゴリー・アレクサンドロヴィチ・ポチョムキン中尉[注釈 220]（シーズン3では公爵、中将） - ウラジーミル・ヤグリッチ

女帝として栄華を極めたエカテリーナ第四の愛人で隻眼の軍人。エカテリーナより10歳年下である。エカテリーナが最も愛し、魂を捧げた男。愛称はグリーシャ。
近衛騎馬連隊（Лейб-гвардии конный полк）の中尉として従軍中、オルロフの命を救い、自らも深傷を負いながらオルロフの書簡を携えてエカテリーナの前に現れる。
精悍な風貌、勇敢でありながら控えめな性格の若い将校。オルロフからは「勇敢だが運の無い男で、30近くなって未だ中尉だ」と評される。
実家は貧しい地方貴族で、早くに父親を亡くしながらもモスクワ大学に進む。軍務の傍ら、ヴァシリエフスキー島に安い貸部屋を持ち、家賃収入で生計を立てているという。
クーデターにイズマイロフスキー近衛連隊の将校として参加していた彼をエカテリーナは覚えていた。特別に宮殿内のエカテリーナの居室近くでフョークラが付き添い、看護される事になるが、投薬治療を拒否したために傷が悪化、生死の境を彷徨う容態に陥る。侍医ロジャーソンが呼ばれ、このまま明け方まで意識が戻らなければ危険だというその夜、エカテリーナの呼びかけで意識を取り戻す。一命を取り留め、心配するフョークラを振り切って戦場に戻ろうとしていたその時、エカテリーナから直々に引き止める手紙が届き、宮殿内で軍服改良事業の監査役に就く事になった。
宮廷の舞踏会ではさっそく恋多き未亡人でエカテリーナ付き女官のソフィア・ステパノヴナ・チャルトリスカヤ公爵夫人に目をつけられ、個室に連れ込まれて誘惑されるが頑なに拒否する。不審に思ったソフィアから理由を質されると、想い人がいるのだと言って部屋から出ていこうとするが、納得できないソフィアに「その幸せな女性は誰なの？言わないなら帰さないわ！」と引き止められる。そこで意を決し、手の届かない存在の女性に一目惚れしてしまい、会話すらままならない現実に苦悩する胸の内を明かす。相手の名を口にすることは無かったが、内容からその女性が主君エカテリーナであると察したソフィアは嬉々としてエカテリーナに報告する。
程なくエカテリーナから身近で寝起きしていた頃を懐かしむ手紙が届き、束の間ではあったが散歩に同伴する事が許される。そこでエカテリーナへの秘めた思いは一層燃え上がるのだが、エカテリーナと結婚し自ら帝位に即こうという野心も併せ持つオルロフに対し、エカテリーナを一人の女性として愛するポチョムキンにとって、彼女が女帝であることは障害に他ならず、隠し通すと心に決めていた。だが、想いが募るにつれて苦しい胸の内が言葉の端々に出てしまう。宮殿内で職務に従事しながらエカテリーナに目通りが叶う機会を待つ日々を送るが、待ちきれないなら手紙を、とエカテリーナから求められ文通を始める。やがてエカテリーナからの手紙にも恋心を仄めかすような言葉が記され始める。
エカテリーナと二人で話し合っているところを目撃し、さらに自分の代役でアレクセイ、エカテリーナと共にラフタ海岸へ行った事を知ったオルロフから「誰のお蔭で宮廷に出入りできるようになれたと思っている！お前には感謝の念が無い。辞表を書いて宮廷から出て行け！」と恫喝されるが、脅しに屈する事は無かった。しかし、宰相兼外相のパーニンがエカテリーナからの手紙を違法に奪い、オルロフ兄弟に渡した事から、ポチョムキンの存在を脅威に感じたオルロフ兄弟の弟・アレクセイ・グリゴリエヴィチ・オルロフ伯爵が実力で排除する事を提案。ビリヤードに招かれ、そこでオルロフ兄弟からエカテリーナの手紙を見せられる。そして、「陛下（エカテリーナ）と寝たら褒美を与えてやる！」などと挑発される。繰り返される侮辱に怒り、オルロフの頬を平手打ちした事から、二人から激しいリンチを受けて片目を失明させられた上、肋骨を骨折する重症を負う。さらに無実の罪で陥れようと画策されていたところを、自宅に駆け付けたベツコイによって急遽南方の前衛部隊へ異動させられ、危機から脱出する。エカテリーナへは途上のルーツィクから手紙を送るが、そこには事件については触れず、自身の希望で戦場に向かうこととエカテリーナへの別れの言葉が書かれていた。
突然の別れの手紙を受け取ったエカテリーナは動揺するが、この事件が決定的となり、息子のアレクセイ共々オルロフを遠ざける事になる。
やがてロシアはオスマン帝国との全面戦争に突入、苛烈な野戦の日々の中で戦況報告を綴った手紙を戦地からエカテリーナへ送り、エカテリーナからも無事を案じる手紙が届くのだった。それは眼前に広がる凄惨な光景を前に、憤怒で荒みかける心を照らす希望の光であった。
アレクサンドル・スヴォーロフ将軍の下で奇襲攻撃を提案、自ら陽動作戦の囮を買って出るなど勇敢に戦い、勝利を収めた1773年、愛の告白と共にエカテリーナが大佐の地位にあるプレオブラジェンスキー近衛連隊の中佐として任務に当たるよう命じたエカテリーナ直筆の手紙が届く。それを受け、ひとりペテルブルクへと馬を走らせる。5年前、負傷の身でオルロフの書簡を携えエカテリーナの元へ向かった同じ道を。
出迎えたエカテリーナから、秘密のままにしておけない、とフョードロヴィチとの結婚以降の全てを告白され、一緒になって欲しいと求愛される。急な求めに自制心を働かせたが、エカテリーナの「頭の中ではもう何年も一緒にいた」という言葉に彼女の求愛を受け入れ、白夜の中でついに肉体関係を持つ。エカテリーナから「もうあなたなしでは生きて行けないわ。今まで誰にも捧げなかった魂をあなたに」と愛を誓われ、公私に渡り欠かせぬ伴侶となる。
2年後、帝国南部の都市計画に尽力したいと望むが、一時も傍らから離れる事など考えられないエカテリーナは「あなたの子供が欲しい」と言って涙を流し、「都市建設事業は宰相パーニンの管轄下にある」として最初はこれを許さなかった。しかしやがて折り合いがついたらしく、「エカテリーナの栄光」を意味する新しい都市・エカテリノスラフの建設に取り掛かる。建設計画をベツコイらと共に徹夜で検討しながら朝を迎えたところにエカテリーナが夜着姿で現れて驚く。目覚めた時、ポチョムキンが傍らにいない事に驚き、メイドに聞けば「昨夜は来なかった」との事でさらに驚き、宮殿内をポチョムキンの姿を探して走ったエカテリーナは裸足で寝間着姿のままだった。一緒に寝室へ行こうと無理を言うエカテリーナを宥めるのに苦労するが、エカテリーナは拗ねてしまう。
3年後の1778年、エカテリーナと二人だけで密かに結婚式を挙げる。祭壇の前に共に佇み、司祭から祝福を受けてエカテリーナの夫となった。式を終え、教会の前で白夜の明かりの静寂の中、エカテリーナに「愛しき妻（Жена）」と呼びかけるのだった。
以後、軍人として政治家として手腕を発揮、ロシア帝国の発展に大きく寄与していく事になる。

#### 重臣たち

##### シーズン1（重臣たち）
- アレクセイ・グリゴリエヴィチ・ラズモフスキー伯爵（英語版、ロシア語版） - アレクサンドル・ラザレフ

エリザヴェータ女帝の愛人で重臣の一人。
ウクライナ・コサックの名家・ラズモフスキー家生まれ。聖歌隊の出身で華のある容姿は若かりし頃の美貌を想像させる。
同い年の女帝を心から愛し、政治的な野心も見せず善良で無欲な人物であるため、敵対する人物もいない。エカテリーナからは「知恵者」だと称賛されている。また、フョードロヴィチとも良好な関係にあり、彼とエリザヴェータの仲介役のような立場で行動できる貴重な存在である。
エリザヴェータの疲れた心を癒やし、彼女が健康を害すると世話女房のように寄り添い、細かく面倒を見る。やがてエリザヴェータから秘密の結婚を望まれると「身に余る光栄」と笑顔で受け入れるが、フョードロヴィチを廃して次期皇帝に、という彼女の望みは固辞する。
エカテリーナがクーデターを敢行した際、エリザヴェータの執務室で書類を焼却していたところをオルロフ兄弟を従えたエカテリーナに見つかってしまい、秘匿していた遺書の存在を明かす。それによって、秘密結婚と後継者指名の事実が発覚するが、帝位よりもエカテリーナへの忠誠を選び、後継者としての権利を放棄する。そして、後継者指名の証拠となるエリザヴェータの遺書をエカテリーナの許可を得て焼却。政界からの引退と領地での隠居も許されるのだった。その際、時に残酷な人間だったエリザヴェータでさえ、イヴァン6世を処刑しようとはしなかったことを引き合いに出し、廃帝となったピョートルの助命を願い出る。エカテリーナは快諾するのだが、エカテリーナに付き従っていたグリゴリー・オルロフ大尉は「軍部が何を言い出すか分からない」と捨て台詞を残してその場を去っていったことから、ピョートルは殺される運命にあることを悟る。
- アレクサンドル・イヴァノヴィチ・シュヴァーロフ伯爵（英語版、ロシア語版） - ニコライ・コザック（シーズン1）、レオニード・セレブレニコフ（シーズン3）

ラズモフスキー伯爵とともにエリザヴェータ女帝の側近として重用され、秘密警察（諜報局）長官として絶大な権力を振るうスキンヘッドの切れ者。
エリザヴェータの命令で秘密警察を動員してエカテリーナの動向を監視しており、エカテリーナからは快く思われていない。その一例として、エカテリーナがイズマイロフスキー近衛連隊の連隊長となった際、連隊の将校であるグリゴリー・オルロフ中尉を自らの愛人を寝取った廉で逮捕させるが、エカテリーナの依頼を受けたベストゥージェフ宰相の介入で釈放されてしまう。
皇太子フョードロヴィチがピョートル3世として即位した後はエリザヴェータの密命によってピョートルの監視にも当たっていた諜報局がピョートルの命令で廃止されたこともあって権勢に陰りが見え、エカテリーナのクーデターによって失脚する。
一見して冷徹そうな男だが、イヴァン6世について「殺してやればあの子は苦しみから解放されるのに」と、同情ともとれる発言をしていた。また、エリザヴェータ主催の仮面舞踏会ではベストゥージェフ宰相らと共に華やかな女装姿を披露した。
- アレクセイ・ペトロヴィチ・ベストゥージェフ伯爵 - ウラジーミル・メニショフ

エリザヴェータに古くから仕えた古参の重臣。対プロイセン強硬派。
エリザヴェータの下で要職を歴任し、エカテリーナがロシアにやって来た際には宰相（首相）兼外相として政権No.1の座にあった。
当初、皇太子妃はフランスから迎えるべきだとの考えから、女好きで知られるサルトゥイコフ公爵にエカテリーナを迎えに向かわせたため、エリザヴェータから「あなた小細工をやってくれたわね。ドイツの王女（エカテリーナ）は選考前に失格になるかも」と苦笑されるが、後にエカテリーナの才能を認め、有力な支援者となる。
対プロイセン戦争に際して、ポーランド出身のスタニスワフ・アウグスト・ポニャトフスキ公爵をエカテリーナに紹介する。イギリスと友好関係にあるポーランドの将来の国王とエカテリーナが親しくなる事がロシアの国益と外交戦略に有利に働くと考えたためである。
エカテリーナからの要望に度々応じ、頼りになる存在である。例えば、パーヴェルの聖名祝日を祝う宴が開かれた際、エリザヴェータから参加を差し止められたエカテリーナの訴えを聞き入れ、祝宴が開かれるペテルゴフの離宮にエカテリーナを連れ出す。その際、エリザヴェータから咎められるが、陛下のお優しい心を忖度しての行動だったと釈明して許される。また、エリザヴェータの差し金でイズマイロフスキー近衛連隊の連隊長となったエカテリーナが目をつけていたグリゴリー・オルロフ中尉が諜報局（秘密警察）長官アレクサンドル・シュヴァーロフ伯爵によって逮捕される事件が起きた際には、連隊の動揺を抑えるためだとしてエカテリーナが求めた釈放要請に応じ、シュヴァーロフに釈放命令を申し渡す使者としてステパン・フョードロヴィチ・アプラクシン陸軍元帥を指名したこともある。
ところが、エカテリーナをエリザヴェータ亡き後の皇帝として擁立しようとしたクーデター計画が露見し、エリザヴェータによって全官職を解任される。
- ステパン・フョードロヴィチ・アプラクシン（英語版、ロシア語版）陸軍元帥 – ヴィタリー・クラフチェンコ

陸軍の重鎮でエカテリーナ寄りの軍人。
エカテリーナがイズマイロフスキー近衛連隊の連隊長となった際、連隊の将校であるグリゴリー・オルロフ中尉が諜報局（秘密警察）長官アレクサンドル・シュヴァーロフ伯爵によって逮捕される事件が起こる。この時、既にオルロフに目をつけていたエカテリーナは連隊の動揺を抑えるためだとして、ベストゥージェフ宰相に釈放を懇願するのだが、その際、ベストゥージェフから釈放命令をシュヴァーロフに申し渡す使者として指名を受けてエカテリーナに同行し、シュヴァーロフにオルロフの釈放を宣告する。
対プロイセン戦争では最高総司令官の一人に任ぜられるが、プロイセン軍との戦いに勝利した直後、なぜか撤退してしまう。プロイセンと裏で繋がっているのではないかと疑われた事がきっかけとなって、エカテリーナを擁立しようとするベストゥージェフ宰相のクーデター計画に関与していたとされて逮捕され、投獄。拷問を受けるが激しく抵抗し、混乱の中でシュヴァーロフにより刺殺される。
- ミハイル・イラリオノヴィチ・ヴォロンツォフ伯爵 - コンスタンチン・トポラガ

宰相兼外相。
前任のベストゥージェフがエカテリーナをエリザヴェータ亡き後の皇帝として擁立しようとしたクーデター計画が発覚して更迭されたため、後任として任命される。
姪のエリザヴェータ・ヴォロンツォヴァを皇太子ピョートル・フョードロヴィチの愛人とし、フョードロヴィチの即位後にはエカテリーナから皇后の座を奪い取ろうとするが、エカテリーナのクーデターによって計画は失敗に終わり、ニキータ・イヴァノヴィチ・パーニン伯爵に外相職を譲り、宰相職からも退く。

##### シーズン2（重臣たち）
- ニキータ・イヴァノヴィチ・パーニン伯爵 - セルゲイ・コルタコフ

皇太子パーヴェル・ペトロヴィチ大公（後のパーヴェル1世）の養育係と外相を兼任し、後にエカテリーナから事実上の宰相に任命された重臣。
オルロフ兄弟からはヒキガエル（жаба）と陰口を叩かれている。
エリザヴェータ時代から仕えてきた重臣たちがエカテリーナの即位に伴って引退する中、皇太子パーヴェルの養育係を務めていたこともあり、残留。宰相（首相）兼外相だったミハイル・イラリオノヴィチ・ヴォロンツォフ伯爵の引退に伴って外相を兼任し、エカテリーナの治世にはなくてはならない重臣となる。
エカテリーナは皇帝の座よりも家庭に入ることを望んでいると読み、皇太子・パーヴェルの皇位継承を盤石なものにするため、皇帝の座を狙うオルロフとの結婚に反対し、彼を排除しようとする一派を形成、利害が一致するポーランド国王・ポニャトフスキ（エカテリーナ第二の愛人）とも裏で手を組む。
独身であり、エカテリーナから半ば命令される形で結婚を勧められる。エカテリーナ付きの女官で娘のような年頃のアンナに結婚を申し込み、彼女の恋人でパーヴェルの家庭教師のポローシンを恫喝。やがてアンナが急死すると、食って掛かってきた彼と決闘する事になる。しかしポローシンは現場で決闘を拒否、銃を下ろしたままの彼を容赦なく射殺した。
外相として外交面でも策略家ぶりを発揮し、戦争にはやるエカテリーナと廷臣たちを制止、贈賄工作でオスマン帝国の高官を抱き込み、戦争を回避しようと試みる。
パーヴェルが亡き父・ピョートル3世を慕い、エカテリーナに激しく反抗するようになった事と、彼の即位を画策している疑いをエカテリーナが持った事から罷免を検討されるが、ベツコイの「見方を変えれば、グリゴリー・グリゴリエヴィチ（オルロフ）の野心を抑制出来る。問題行動も多いが、今は害以上に利益がある」という助言があり、罷免は免れた。しかし彼の人脈と交渉力は余人を持って代え難く、やがて露土戦争を前に宰相に匹敵する権限と50万ルーブルの給金を与えられるのだが、実はエカテリーナが地方視察に出掛けている間にオルロフと話し合いを持ち、宰相の地位に就けるようエカテリーナに働きかける代わりに結婚に賛成して力を貸して欲しいと言うオルロフの提案を受け入れた結果であった。それを受けて密談仲間を裏切り、エカテリーナとオルロフの結婚に協力して見せるが、その一方でオルロフを罠に嵌める事も忘れなかった。
生殖能力を失ったオルロフを見限り、ポチョムキンへ気持ちを傾けるようになったエカテリーナによってアレクセイの肖像画が撤去されたと知るや、エカテリーナが仄かな恋心を綴ったポチョムキン宛の手紙を違法に奪い、「御注進」とばかりにオルロフに見せて彼の危機感を煽った。狙い通りオルロフは弟・アレクセイと共にポチョムキンをリンチしてエカテリーナの逆鱗に触れ自滅、つまりオルロフの助力で宰相の地位を得、彼に謝礼として情報を提供し、失脚に追い込んだのである。
このように様々な策謀を巡らせる腹黒い男であり、自らの権力を守るためならば悪辣な手段であろうと躊躇する事無く実行するが、アレクセイのような子供相手には打って変わって優しい顔を見せていた。策謀の結果、イギリスに追放される事になった彼に「好きなように生きてきたが誰にも愛されなかった。私自身が愛さなかったから」と孤独な本心を明かした。
腹黒さを見せる一方で常にトランプをポケットに入れて持ち歩く程の賭博好きとしても知られ、夜な夜なペテルブルク郊外の賭博場に現れてはカード賭博に興じる遊び人としての一面を見せる。宰相の地位に就くことになり、50万ルーブルの給金をエカテリーナから約束されたその晩、さっそくカード賭博に大金を投じるのであった。
- イヴァン・イヴァノヴィチ・ベツコイ（ロシア語版）公爵[注釈 237] – キリル・ルプツォフ（シーズン1） → イーゴリ・スクリャール（シーズン2）

エカテリーナの私設秘書（アドバイザー）。帝国美術アカデミー総裁。
博識でエカテリーナの信頼も篤い人格者。パリ在住の折にはフランス国王・ルイ15世から助言を求められていたという。その活躍と影響力は多岐に渡り、ロシア帝国の文化的発展の大きな礎となったため、帝国美術アカデミー総裁という官職名だけでは決して捉えきれない人物である。
シーズン1ではエリザヴェータ女帝からスパイ行為を命じられ、エカテリーナの母・ヨハンナに近付く。知的で容姿も優れており、夫に不満を持っていたヨハンナをわけなく陥落させる。ヨハンナとの愛の語らいはペテルブルクの木造橋を石橋に代え、道も石畳にするという壮大な都市改造への夢であった。そうしてヨハンナのスパイ行為の証拠を掴むが、彼女を庇おうと核心部分を報告しなかったためにエリザヴェータの怒りを買い、ヨハンナと共に国外追放される。その際、都市改造計画の図面だけは廃棄しないでくれと懇願した。
シーズン2ではエカテリーナによって赦免され、追放先のパリから25年振りに帰国する。その際に歓迎式典が催され、エカテリーナが直々に出迎えた事から、宮廷内のパワーバランスが変化するのではないかと他の廷臣たちは身構えるが、与えられたポストは決して政治的な色彩を帯びているとは言い難い帝国美術アカデミー総裁とエカテリーナの私設秘書（アドバイザー）という名誉職だった。
「母の事をたまには考える事はあったか？」、と問うエカテリーナに、亡くなるまでの10年間連れ添っていたと言い、エカテリーナに届いていないと知りながら手紙を書き続けていた事も打ち明ける。意外な話に驚くエカテリーナにヨハンナからのキスを贈り感謝される。
ロシア貴族の家系に関しても造詣が深く、オルロフとの結婚を望むエカテリーナから彼の家系図の作成を依頼される。オルロフ家はリューリクとチンギス・カンの血を引く事を明らかにするが、結婚には同意しなかった。なお、皇族に列せられることになったアレクセイが宮殿にやって来てエカテリーナに目通りした際にはエカテリーナの命で同席している。
帰国後すぐにエリザヴェータの宮殿に行って図面を探し出し、ペテルブルクを洪水から守るためにネヴァ川の堤防を花崗岩に変える都市計画を推進、ポチョムキンの上司として軍服の改良事業、現在は青銅の騎士として知られるピョートル大帝の銅像の建立も企画する。
オルロフ兄弟から暴行を受け無実の罪で陥れられようとしていたポチョムキンの元へ駆けつけ、南方戦線に逃がした。ポチョムキンはオルロフ兄弟との決闘を望んでいたが、思いとどまるよう説得し、「短い間だったが、沢山の新しい事業を取り纏める事が出来た。私一人では不可能だった」と別れ際に感謝の気持ちを伝えた。
露土戦争の折、国内各地で現れるピョートル3世の僭称者への対策として、"生存説"を否定するべくピョートルの再埋葬式を行う計画が宰相兼外相パーニンの主導で動き始めた時は強硬に反対した。その後、彼がピョートルの埋葬地であるアレクサンドル・ネフスキー大修道院を訪れて目にしたのは、およそ皇帝には似つかわしくない粗末な墓であり、式典が行われればその墓が人目に触れ、いらぬ疑念を抱かせる事になるとの判断から再埋葬計画の中止を進言し、エカテリーナも賛同。式典は取りやめになった。
イヴァン・トルベツコイ公爵の庶子であったため、慣例に従い頭の一音節を省略した姓を名乗っている。
オスマン帝国に宣戦布告する際、エカテリーナに大帝と名乗るよう提案し、受け入れられた。
- ステパン・イヴァノヴィチ・シェシコフスキー伯爵（ロシア語版） – ミハイル・ゴレヴォイ

秘密警察（枢密院）長官。
無類の賭博好きである宰相兼外相・パーニンのカード賭博の事細かな内容まで知り尽くすなど、エカテリーナの耳目として国内の情報を収集する有能な人物。その峻厳な仕事ぶりにエカテリーナからは「忠実な首吊り人」という異名を与えられている。
若い頃はダンス教師だったという。その経歴からエカテリーナの愛人グリゴリー・オルロフ伯爵にジプシーと踊ることを強要される侮辱を受けたため、彼を快く思っていない。
後にエカテリーナから命じられてオルロフの身辺調査を行い、オルロフが生殖能力を失っていたことを突き止める。
モスクワの凱旋門に飾られていたエカテリーナの肖像が破壊された事件から、飢えに苦しむ民衆の政府に対する不満を背景に、モスクワの20の貴族に反逆の動きがある事を察知する。それは、ピョートル大帝の死から43年経ち、大帝の威光が薄れた今、傍系であるイヴァン6世の弟で現在幽閉中の二人を奪還し、モスクワで正統な皇帝として即位させようという計画であった。赤の広場で即位を宣言した新皇帝はクレムリンに住み、古称の「ツァーリ」を称し、ピョートル大帝に贈られて以後代々の皇帝に受け継がれていた「インペラートル」の称号は禁止するのだという。
報告を聞いたエカテリーナの「親プロイセン派だったパーニンが、プロイセンの意向を受けて関わっているのでは？」という疑問には「外国からの働きかけは無く、国内から出てきた動きです」と否定したが、獅子身中の虫と言うべきパーニンと反乱分子と、どちらが脅威なのかとエカテリーナに問われ、パーニンにこの先、貴族たちによる工作の手が伸びる可能性があり、反乱分子に与するような事態になることは絶対に避けねばならないため、両者を対立させるのが有効だとして、宰相の地位を望むパーニンを昇進させるよう助言する。
エカテリーナの地方視察に随行してダリヤ・サルトゥイコヴァの領地を訪れた際、農奴たちの異変を察し、エカテリーナ付きのメイド頭・フョークラに様子を探らせる。その結果、サルトゥイコヴァが農奴を多数虐待死させている事を知り、エカテリーナの目前で緊急逮捕した。
重傷を負わされて運び込まれて来たナタリアの乳母からナタリアのスキャンダラスな異性関係を伝えられ、秘密裏に調査する。すると、そこには驚くべき事実があった。
- アレクセイ・グリゴリエヴィチ・オルロフ伯爵 – ミハイル・ガヴリーロフ（シーズン1） → アルチョム・アレクセーエフ（シーズン2）

エカテリーナの愛人グリゴリー・オルロフ伯爵の弟で有能な軍人。エカテリーナが連隊長を務めていたイズマイロフスキー近衛連隊の出身。
シーズン1ではエカテリーナのクーデターで退位させられたピョートル3世に対して、「陛下はプロイセンとの単独講和によって、これまで戦ってきた将兵の犠牲を台無しにした。ゲーム感覚でな！」と痛烈に批判し、首を絞めて暗殺した。シーズン2では兄の即位を信じて何かと相談相手になり、医師ピンクスの元へ連れて行くなど世話を焼く。
馬の品種改良に熱心であり、やがてロシアが誇る「オルロフ・トロッター」を産出することになる。
オスマン帝国からエカテリーナに献上された駿馬に一目で惚れ込み、「勲章の代わりにこの馬を貰いたいので陛下（エカテリーナ）に謁見させて欲しい」と兄に頼むが一蹴される。ならば、とエカテリーナの前に現れ直訴、甥であるアレクセイの肖像画を眺めていたエカテリーナに「馬の話なら答えはニェット（ノー）よ！」と機先を制されるが、「時が経てば我々の名も功績も全て忘れ去られるのです！しかし、300年経ってもなおロシアの人々はオルロフのトロッターに乗っているでしょう」と食い下がる。そこはかとない狂気を感じたエカテリーナから「大使から買いなさい。お金は用意するから」との返答を引き出す。
「よくもそんな下らん事を陛下に頼んで俺に恥をかかせやがって！」と兄は激怒するが、「どこが下らないんだ。オルロフ・トロッターの未来がかかっている。トルコ側が拒否するなら自分が10万ルーブル上積みする。それでも駄目なら盗んででも手に入れてやる！」と、すっかり"悪魔の馬（дьявола коня）"に魅入られていた。
取り引きは不調に終わったらしく、ジプシーに1,000ルーブルを渡し、夜陰に乗じて盗み出させ、遂に馬を手に入れる。
ポチョムキンの存在がやがて兄の立場を危うくすると考え、彼を実力で排除する事を兄に強く勧めた上で暴行に加担するが、事の重大さに憤ったエカテリーナによる懲罰人事で海軍大将を更迭された兄に代わって中将から大将に昇進、ロシア帝国艦隊総司令官という最も困難な任務を与えられる。
その結果、1770年のチェスマの海戦ではオスマン帝国の大艦隊を相手に火船を用いた奇襲作戦を用いて勝利し、それまで敗戦続きだったロシアに奇跡の大勝利をもたらす。
終戦後の論功行賞ではチェスマの海戦での功績を認められ、チェスメンスキー伯爵の称号を与えられた。
- アレクサンドル・ヴァシリエヴィチ・スヴォーロフ将軍 – イーゴリ・バララエフ

露土戦争でロシアの勝利を決定づけた名将。
後年、エカテリーナからは元帥、エカテリーナの死後に皇帝となったパーヴェルからは大元帥に叙せられる。
劇中ではポーランドへの進軍の際に准将として初登場。作戦の成功のためには命令違反も厭わない豪胆な人物であり、フリードリヒ大王も七年戦争の折にその名を脳裏に刻みつけていた。
ポーランドの反乱を鎮圧し、海軍による対オスマン戦勝利の報に沸く本国へ作戦の成功を伝えた。続いてロシア帝国南部の対オスマン戦線に転戦する。
エカテリーナの命で前線に左遷されたオルロフとは折り合いが悪く、「外見と姿勢だけで使える兵士かどうか私にはわかる」と言い、オルロフを無能呼ばわりする。部下であるピョートル・ラズモフスキー伯爵から風邪で体調を崩したオルロフを後方に待機させてはどうかと提案されたが、「司令官がそのようでは全体の士気に関わる」と退ける。だが結局オルロフはペテルブルクに帰ってしまった。一方でオルロフ兄弟からリンチを受け、逃げるように前線へ異動してきたポチョムキンとの関係は良好で、ポチョムキンの提案による奇襲作戦は露土戦争におけるロシアの勝利を決定づけるものとなった。
- アレクセイ・ミハイロヴィチ・オブレスコフ伯爵（ロシア語版） - セルゲイ・ユシケーヴィチ

オスマン帝国駐在ロシア大使。
オスマン帝国皇帝・ムスタファ3世に拝謁するが、献上品を拒否したエカテリーナへの返答として随行員は全員虐殺され、ただ一人地下牢に幽閉される。
5年後、奪還され帰国。エカテリーナから聖アレクサンドル・ネフスキー勲章を授与された際、人生最後の一呼吸まで祖国に捧げる覚悟を述べた。
- キリル・グリゴリエヴィチ・ラズモフスキー伯爵（ロシア語版） – オレグ・ジーマ（シーズン2）、イーゴリ・ゴローヴィン（シーズン3）

ピョートル・アンドレイ兄弟の父。ロシア科学アカデミー長官。
エリザヴェータ女帝の内縁の夫・アレクセイ・ラズモフスキー伯爵の実弟であり、女帝により科学芸術アカデミー長官の地位を18歳の若さで拝命していた。
息子のピョートルが皇太子パーヴェルの愛妾だったソフィア・ステパノヴナ・チャルトリスカヤ公爵夫人に求婚すると、「ソフィアは男を手玉に取る"ペテルブルク一のふしだら女"」だとして、結婚を阻止して欲しいとエカテリーナに直訴するが、エカテリーナは「結婚はやめさせられるが恋心は止められない」と述べて意に介さなかった。そこで「ソフィアに（パーヴェルとの）不道徳を唆したのはあなただ、誰もが知っていますよ。（ソフィアに）孫を産ませたのだから」と畳み掛けたところ、逆にロシアの科学分野の発展に何の寄与もしていなかった事と、フランス一のシェフを招いて毎晩牛1頭・羊12匹・鶏100羽を料理させている事をエカテリーナに咎められる。「科学芸術アカデミーの長官は科学者ではなく管理者であり、料理は客人が多いので」と弁明するが、エカテリーナから「3年以内に100万ルーブルを投資して『大学1校・専門大学（単科大学）12校・学校100校』を設立し、国家に貢献せよ。事業が完成するまで贅沢な晩餐は無し！」と命じられるのだった。
- アダム・ヴァシリエヴィチ・オルスーフィエフ伯爵（ロシア語版） – スタニスラフ・ストレルコフ

国務長官。穏やかな性格からグラーフ・ミャフキー（граф мягкий・穏健伯爵）と呼ばれている。
エカテリーナの側近くに仕える取り次ぎ役。パーヴェルの結婚相手を探すなど、主に帝室に関わる職務にあたる。
オルロフが「風の中の木の葉」と評したように、与えられた職務を淡々とこなすのみの人物であるが、エカテリーナが怒鳴り散らしている時も取り次ぎをせねばならず、気苦労は多いようである。
なお、外見は木の葉とは程遠く肥満体。
- グリゴリー・ニコラエヴィチ・テプロフ伯爵（ロシア語版） – アレクサンドル・スミルノフ

国務長官。
農奴制の存廃と貴族を徴兵制の対象から除外するか否かを討議した御前会議に出席し、エカテリーナと白熱した議論を繰り広げる。
- イヴァン・ペルフィリエヴィチ・エラーギン伯爵（ロシア語版） - アンドレイ・ザイコフ（シーズン2）、アレクサンドル・ナザロフ（シーズン3）

国務長官。フリーメイソン。
2年も続いていた食糧危機を打開するため、アメリカ大陸原産の野菜の栽培促進と南下政策による領土拡大に活路を見いだそうとするエカテリーナに対し、スープや粥を主食とするロシア人の食生活を急激に変えることは不可能であると苦言を呈する。
エカテリーナ主催の夕食会では、メニューとして登場したキクイモを使った料理・カコルキを見た際に渋い顔をしていたが、エカテリーナに言われるまま試食してみたところ、口に合わなかったのか、噎せてしまい、侍従に抱えられて退出する。
シーズン3では「私はただのフリーメーソンではない」と言い、ネヴァ川のメルグノフ島（現・エラーギン島）にピラミッドと寺院を建立するという目標を明かす。
お気に入りのアナトーリ・ガルテンベルク男爵と婚約している娘のヴィオラが、アンドレイ・ラズモフスキーとアパートメントで不埒な行為に及んでいるという匿名の手紙が届き、アナトーリと共に現場に踏み込む。ヴィオラは「話をしていただけ」と誤魔化そうとするが、アンドレイは「ヴィオラはあなたに気に染まない婚約を無理強いされたのだ」と開き直った。つかみ合いになったアナトーリとアンドレイは決闘することになる。この騒動の元になった匿名の手紙は、関係を終わらせようと冷たくなったアンドレイに怒ったナタリアが送ったものだった。
- レフ・アレクサンドロヴィチ・ナルイシキン伯爵（ロシア語版） – アンドレイ・グーセフ

重臣たちの中では若手の騎兵長官。
パーニンとは反オルロフの密談仲間だったが、彼がエカテリーナから宰相に準ずる権限を与えられて尊大になり、且つ、オルロフ側に寝返った事に立腹、袂を分かつ。
なお、史実では宮廷で非常に人気があったという。

#### 女官たち

##### シーズン1（女官たち）
- エリザヴェータ・ロマノヴナ・ヴォロンツォヴァ - アナスタシア・コロルコヴァ

ピョートル・フョードロヴィチの愛人。宰相（首相）兼外相であるミハイル・ヴォロンツォフ伯爵の姪。通称はリーザ。
元々はエカテリーナ付きの侍女として妹のエカテリーナ・ヴォロンツォヴァと共に宮廷入りするが、頭脳明晰で軍部とも親しいエカテリーナに劣等感を抱いたフョードロヴィチが、彼女の弾くオルガンと親しみやすい容貌に惹きつけられて親しくなる。
足が悪く、妹からも侮られ、伯爵令嬢ながら「誰からも愛された事がない」と口にするなど、これまで孤独な人生を送っていたようである。一緒に戦争の真似事をして遊び楽しむなどしてフョードロヴィチの心を掴み、寵姫となる。
ピョートル3世として即位したフョードロヴィチから、「何故私の侍女がここに？」と訊くエカテリーナに「エリザヴェータ・ロマノヴナだ。俺達は結婚する事になった」と改めて紹介され、（エカテリーナと違って）心温かい女だと称賛される。
実際に気立ての良い女性で、フョードロヴィチを上手く宥める事が多い。フョードロヴィチが「皇帝の冠を被って即位宣言をする」と前代未聞の事を言い出して側近達を困惑させた際は「冠はもう陛下のものですから」と宥め、エカテリーナを逮捕・投獄する命令を出そうとした時も、「何卒ご慈悲を」と引き止めた。
エカテリーナがクーデターを起こし、フョードロヴィチが孤立無援となる中、「妻」として最後までフョードロヴィチに寄り添おうとする。俺はもうすぐ惨めに死ぬ、と言うフョードロヴィチに「私と一緒に幸せに生きましょう。愛し合って、あなたのバイオリンを聞いて、子供が生まれて」と訴えるが、彼の覚悟を知ると「私も一緒に死にます。天国で結ばれますわ」と共に死ぬことを望む。しかし願いは叶わず、オルロフ兄弟に力ずくで引き離され、追放される。フョードロヴィチは最後までリーザを妻だと主張して、側にいさせようと抵抗したのだが・・・。
なお、本作品では妹のエカテリーナ・ヴォロンツォヴァは"ダーシュコヴァ夫人"として登場しない。
- ジェマ – エレーナ・シャモヴァ

エカテリーナ付きのイタリア人メイド。
侍医レストックに誘惑され、彼の意のままにエカテリーナの食事に毒を盛る実行犯にされる。1回目は成功し、エカテリーナは吐血して倒れるが、とどめとなる筈だった2回目は後輩のメイド・マトリョーナによって偶然阻まれる。
シュヴァーロフに疑われていると知り、レストックに助けを求めるのだが、レストックの手下により父親と共に殺害される。
- マトリョーナ – スヴェトラーナ・コルチャギナ

エカテリーナ付きの年若いメイド。
先輩のメイド・ジェマに平手打ちをされて泣くなど弱々しかったが、徐々に成長してエカテリーナを支える忠実なメイドになってゆく。
侍従のピーメンとは恋仲で、やがて結婚。夫婦でエカテリーナに忠誠を誓う。
エリザヴェータがエカテリーナを修道院送りにしようと企てていることを知ったピーメンから耳打ちされている現場をシュヴァーロフの手下に見られてしまい、見逃す代わりに体を要求されたが、敢然と拒否し、手下に歯ぎしりさせる。
エカテリーナがオルロフの子・アレクセイを秘密裏に出産した際にも夫婦で見事な連携プレーを見せ、赤ん坊を宮殿の外へと連れ出した。
- アリーナ - アンナ・リツレヴァ

エカテリーナ付きのメイドだが、シュヴァーロフの命でエカテリーナの動向を報告するスパイでもある。
エカテリーナは早々にスパイであることを見破り、ポニャトフスキとの関係を報告するのかと問いただすが、答えらしい答えはしなかった。その後もシュヴァーロフにエカテリーナの動向を逐一報告し、エカテリーナにクーデターへの参加を求めてベストゥージェフ宰相が接触していることを密告。そのおかげでエカテリーナは生涯最大の危機に見舞われることになる。

##### シーズン2（女官たち）
- ソフィア・ステパノヴナ・チャルトリスカヤ公爵夫人（後にラズモフスカヤ伯爵夫人） – リューバヴァ・グレシノヴァ

エカテリーナに仕える献身的な女官で友人。
エカテリーナの密命で皇太子パーヴェル・ペトロヴィチ大公の愛妾となり、パーヴェルの第一子・シメオンを産む。
17歳で夫を亡くし、男女関係に奔放で多くの男性と肉体関係を結んでいるのだが、陽気で心優しい女性。
社交界、特に男性に関する事情通であり、エカテリーナや秘密警察長官・シェシコフスキーからも頼りにされている。
訪れが間遠になったオルロフに気を揉むエカテリーナに「世の中彼ばかりが男ではない、心にも体にも喜びを与えてくれる男は他に必ずいて、それは突然で激しいもの」とアドバイスするなど、その道の先達でもある。
しかし自信過剰から大きな勘違いをすることもある。舞踏会でポチョムキンが燃えるような瞳で自分を凝視していると思い込み、彼をチェンバーに連れ込んで、事後に衣装を直させるべく侍女を待機させた。その時、ポチョムキンににべも無く拒絶されたことから、彼のエカテリーナへの秘めた想いを知ると、「驚くべき事」としてエカテリーナに伝えた。
エカテリーナの命でオルロフの素行を調査していたシェシコフスキーから情報を集めるよう要請され協力する。そして出来上がった報告書は封印されたままだったが、それをエカテリーナから見せられると、「読まずに燃やしてしまうのが一番」と気遣った。
エカテリーナから生殖能力の有無を疑問視されていた皇太子パーヴェルに女性を懐妊させる能力があるかどうか試して欲しいと依頼され、ともにエカテリーナの地方視察に随行していたパーヴェルを誘惑して肉体関係を持ち、彼の愛妾となる。
当初は病弱ということもあり、虚弱で内気なパーヴェルだったが、恋は盲目とばかりに初恋にのめり込んでいたこともあって、不眠不休でソフィアとのセックスを楽しんでいた。全く疲れを知らなかったパーヴェルから夜な夜なセックスを求められていたために一睡もさせてもらえなかったソフィアは『眠らせて下さい』と嘆願するのだが、パーヴェルは嘆願を聞き入れるどころかますますセックスに熱中し、本気でソフィアを愛するようになっていた。パーヴェルの一途な愛情を跳ね除けることができない運命を嘆いて密かに涙していたのだが、パーヴェルとのセックスではそうした内面を見せないままセックスに興じていたため、やがて懐妊が判明する。本人曰く、「これまで肉体関係を持ってきた殿方の子を妊娠したことはないので、今回が初めての妊娠だ」という。
エカテリーナからは「任務は終わったのだから」と腹の子を始末するよう命じられるが、医師のピンクスに「堕胎すればもう二度と妊娠できない体になる」と診断されたため、エカテリーナの意に逆らってでもパーヴェルの子を産むことを決意する。実は早くに両親を亡くし、兄弟もいない孤独な身の上だったのだ。ソフィアが産もうとしているパーヴェルの子はロマノフ家の血を引く息子であり、自身と将来生まれるパーヴェルの嫡子の地位を脅かす存在になるとして堕胎を迫るエカテリーナからは厳しく叱責されるが、忠誠心にも限界があり、「どうかお許し下さい、陛下！どんな処罰も甘んじて受け入れますが、その代わりに子供を産ませて下さい！」と涙ながらに直訴すると、さしものエカテリーナも冷酷にはなりきれず、パーヴェルと即刻別れる事を条件に出産を認めることにする。
一方、懐妊を知らされて喜んだパーヴェルから「生まれてくるのはきっと男の子だ。こうなったからには一刻も早く関係を宣言し、結婚しよう。ピョートル大帝の先例もある。ピョートル大帝は身分の低い女性（エカテリーナ1世）と結婚したが、生まれた子（エリザヴェータ）は帝位を継いだ。」としてプロポーズされるが、「私たちは国家のことしか頭の中にない陛下（エカテリーナ）に利用されただけ。この子を産めば、私たちには未来なんてないのよ！」とエカテリーナの策略で近づいたことを暴露した上で、「あなたのような子供にこの私が本気になるとでも思った？」と心にも無いむごい言葉でパーヴェルを突き放し、自身も傷つくのだった。ソフィアのことを諦めきれないパーヴェルは「母上に結婚の許可を求める！」と言い張るものの、「今は堪え忍ぶことを学ぶべきよ！」とソフィアに諭されたため、泣く泣く別れることに同意する。しかしパーヴェルは自分が父親になった手前、生まれてくる我が子に「大帝」を意味する称号を与えることを約束する。その返事を持ってエカテリーナに報告した際、「出産した後も宮廷に残りたい」と申し出るが、エカテリーナは「パーヴェルの子を妊娠して女官の職を退職した以上、宮廷に残るのは無理。生まれたら子供も渡して頂戴！」と拒絶。それでも、エカテリーナから餞別として手厚い退職手当と邸宅、数人の侍女と乳母を与えられて宮廷を去り、パーヴェルの息子・シメオンを出産した。その後、かねてからソフィアに思いを寄せ、何もかも全てを受け入れると言う年下のラズモフスキー伯爵家の御曹司・ピョートルからの熱心な求婚に涙し、承諾する。
「男を手玉に取る"ペテルブルク一のふしだら女"だ」と言うピョートルの父で科学芸術アカデミー長官・キリル・ラズモフスキー伯爵の強硬な反対に遭うが、エカテリーナは「結婚はやめさせられるが恋心は止められない」と述べ、2人の結婚を後押しする形になる。エカテリーナはパーヴェルとの仲を裂き、堕胎を迫ったことに心の底で責任を感じていたのだろう。何はともあれ、ソフィアの長年の献身的な忠誠に報いて豊かな領地や邸宅といった多くの財産を贈り、結婚を祝福するのだった。
- アンナ・ペトロヴナ・シェレメーチェヴァ（ロシア語版） – マリーナ・ミトロファノヴァ

宮廷の女官を務める可憐な伯爵令嬢。
パーヴェルの家庭教師・ポローシンと相愛で結婚を誓い合うが、横恋慕した父親ほども年の違うパーニンが結婚を申し込み、彼のエカテリーナに次ぐ地位と権力を見込んだ父親のピョートル・ボリソヴィチ・シェレメーチェフ伯爵が承諾してしまう。
パーニンから婚約の印として伯爵邸に贈られて来た豪華なエメラルドの小箱は、実はオスマン帝国がエカテリーナを暗殺するために献上した、致死性の天然痘ウイルスが仕込まれた白粉が入ったもので、パーニンが婚約の証として贈るために横領したものだった。エカテリーナ直筆の宮廷舞踏会への招待状が届き、初めは参加する気になれなかったが、エカテリーナの力で婚約を解消して貰おうと思い立つ。しかし舞踏会に行ったものの、足元がふらつき、ろれつが回らなくなる中で懸命にエカテリーナに婚約解消を訴えたが、「結婚式には私も参列する事になっている」と婉曲に断られたところで昏倒する。ベランダの長椅子に横たえられ、駆けつけた侍医ロジャーソンは天然痘と診断、宮廷から運び出されて実家の離れに隔離される。ポローシンが訪れるが、もはや会うことも叶わず、悲しみのうちに死んでゆく。
- フョークラ（Фёкла） – アナスタシア・サポジニコヴァ

エカテリーナの身の回りの世話をするメイドたちの頭。
秘密警察長官・シェシコフスキーを手こずらせる程のお喋りな女性で、エカテリーナに平民の暮らしぶりや諺などを聞かせる事もある。また、エカテリーナの命で第二皇子となったアレクセイと皇太子パーヴェルを引き会わせてもいる。
エカテリーナの地方視察に随行して訪れたダリヤ・サルトゥイコヴァの領地で、舌を切られた農奴の女に案内され、激しい暴行を受けた農奴の遺体を発見する。
民間療法の心得があり、オルロフを追い落とす為にポチョムキンを利用したいパーニンから賄賂を渡され、傷の悪化で意識を失ったポチョムキンに酢で足を拭うというまじないの様な治療を試すよう命じられた。また、苺とハーブで作った熱冷ましの煎じ薬をポチョムキンに渡す場面も見られる。
オルロフの性的不能疑惑が発覚した際には、オルロフから口止め料として1ルーブルを2回受け取っていたこともあり、ペトロパヴロフスク要塞でシェシコフスキーによる尋問を受けている。
また、2年続きの不作で悪化する食糧事情の対策として、農奴たちが食べている野生の穀物・シロヤマモモ やアメリカ大陸原産の野菜・キクイモ を何とか利用出来ないかと考えたエカテリーナから、重臣たちを招いた夕食会の料理を依頼されるのだが・・・。
- アーグニャ（Агния） – エカテリーナ・シマホドスカヤ

フョークラの後輩のメイド。
エカテリーナの私室の控えの間に昼夜を問わず待機し、エカテリーナが呼び鈴を鳴らすと直ぐに現れる。
オルロフの性的不能疑惑が発覚した際には、頭のフョークラと共にペトロパヴロフスク要塞でシェシコフスキーによる尋問を受けている。この尋問でオルロフが2回も死にかけたが一命をとりとめたこと、エカテリーナとのセックスを終えた直後に失神して倒れたオルロフから口止め料として1ルーブルを受け取っていたことを白状する。

#### ロシア正教会
- ガブリエル（ロシア語版） - レオニード・クラーギン（シーズン2）、アレクサンドル・スラスチン（シーズン3）

ロシア正教会サンクトペテルブルク大主教。
ロシア正教会のトップ・モスクワ総主教が空位となっていた当時、名実ともにロシア正教会を代表する立場にあった人物。敬称は猊下。
教会の力も徐々に衰えて来ているとはいえ、皇帝として権力の頂点にあるエカテリーナの暴走を抑えられる唯一の人物。
エカテリーナとオルロフの結婚に強硬に反対し、修道院の閉鎖や修道院所有の農地を没収する政府の政策に公然と異を唱えるなどしてエカテリーナからは煙たがられている。
頑固一徹、エカテリーナに「（陛下の）結婚を主教会議に諮れば逆に愛人と別れるよう勧告されるだろう」と厳しく釘を刺す。
エカテリーナから「教会が先帝エリザヴェータに正式な結婚を許さなかったために彼女は子供を持つことが出来ず、私の子供（パーヴェル）を奪って母になる喜びも奪った。彼女に罪を犯させたのはあなた方だ。教会は彼女の罪を引き受けて祈るべきではないか！」と涙ながらに抗議されるが、それは浅はかな考えの言い掛かりに過ぎないと一蹴する。
しかし後に帝国を維持するために犯してきた様々な罪に気づいたエカテリーナに「陛下は重荷を背負い過ぎた」と諭し、救いの道も差し伸べるのだった。

### プロイセン王国
- フリードリヒ大王 - ヘルムート・クレッグ（シーズン1） → スタッス・クラッセン（シーズン2）

プロイセン国王。
ロシアとは七年戦争で戦火を交えるが、彼に心酔するフョードロヴィチの皇帝即位によって形勢が逆転。ロシア側が提案した単独講和を受け入れ、勝者として七年戦争を終えた。
シーズン2ではパーヴェルもまた彼を英雄視し、真の英雄はオルロフだと主張するエカテリーナを苛立たせる。

### オスマン帝国
- ムスタファ3世 - サミュエル・ムージキアン

イスラム世界を代表する超大国・オスマン帝国の第26代皇帝・スルタン（在位：1757年-1774年）。
食糧危機打開の一手として南下政策による領土拡大を夢見るエカテリーナの前に立ち塞がる最大の敵。
致死性の天然痘ウイルスが仕込まれたインド製の白粉を豪華な彫金の箱に入れて友好使節団に託し、エカテリーナに献上させるが、エカテリーナはオスマン帝国軍による国境侵犯への抗議の意を示すために受け取りを拒否。使節団の団長パシャ・ジャネルは旧知の仲であるロシア外相ニキータ・パーニン伯爵に助けを求め、パーニンはエカテリーナを説得するのだが、「国境侵犯を繰り返すオスマン帝国に弱味を見せるわけにはいかない！」と逆に言いくるめられてしまい、「受け取りに同意する」という虚偽の説明をして取り繕う。しかし、後にエカテリーナが献上品の受け入れを拒否していたことが判明したため、首都・イスタンブール（コンスタンティノープル）を訪問したロシアの外交使節団を皆殺しにし、使節団に同行して赴任した駐オスマン帝国・ロシア大使オブレスコフ伯爵を幽閉。エカテリーナ暗殺に失敗した使節団の団長パシャ・ジャネルも斬り殺す。これがロシアへの事実上の宣戦布告となるが、やがて敗色濃厚となる中で急死する。
劇中ではエカテリーナ率いるロシアの南下政策に対抗し、同盟関係にあるフランスやオーストリアなど、ヨーロッパ諸国を巻き込んで積極的にロシアに対する戦争を仕掛ける腹黒い様子が描かれていたが、史実では自国がヨーロッパ列強に比べて軍事的に劣弱な状態にあることを正確に認識していたため、自国から戦争を仕掛けるのを控えていたという。
- パシャ・ジャネル – サヤト・アヴァジャン

パシャの称号を持つオスマン帝国の高官。
ロシアの南下政策に対抗する手段としてエカテリーナの暗殺を企むオスマン帝国皇帝・ムスタファ3世の命でロシアを訪問した友好使節団の団長。
使節団はエカテリーナに致死性の天然痘ウイルスが仕込まれたインド製の白粉が入った豪華な彫金の箱と駿馬を献上しようとする。しかし、エカテリーナはオスマン帝国の公用語であるオスマン・トルコ語を操るなどして使節団を歓待こそしたものの、オスマン帝国軍による国境侵犯に抗議の意を示すために献上品の受け取りを拒否する対応を取る。
エカテリーナが見せた献上品の受け取り拒否という強硬姿勢に慌てたジャネルは旧知の仲であるロシア外相ニキータ・パーニン伯爵に「このまま手ぶらで帰国することはできない。ましてや献上品の受け取り拒否という対応はスルタンへの侮辱にあたるので何とか皇帝陛下（エカテリーナ）を説得して欲しい」と取りなしを依頼する。快諾したパーニンはエカテリーナを説得するものの、エカテリーナは「国境侵犯を繰り返すオスマン帝国に弱味を見せるわけにはいかない！」として受け取り拒否の姿勢を貫いたため、答えに窮したパーニンは「陛下は献上品の受け取りに同意したが、儀式はもう行わない」と虚偽の説明をし、ジャネルを始め使節団も納得して引き下がることにする。
ところがエメラルドの小箱はパーニンが横領し、駿馬はエカテリーナの愛人グリゴリー・オルロフ伯爵の弟・アレクセイ・オルロフ伯爵がジプシーに1000ルーブルを渡し、夜陰に乗じて盗み出すのだった。エメラルドの小箱はその後、パーニンが婚約の印として、侍従長ピョートル・ボリソヴィチ・シェレメーチェフ伯爵の娘・アンナ・ペトロヴナ・シェレメーチェヴァに贈る。ポローシンと愛し合っていたアンナは父親と5歳しか年が違わないパーニンを拒絶するが、中の白粉に触れてしまい、ほどなくこの世を去る。
使節団はエカテリーナが献上品の受け取りに応じたというパーニンの説明を信じて帰国したものの、後に真相が明るみに出てムスタファ3世は激怒。ロシアからやって来た外交使節団は皆殺しに遭い、ジャネルもエカテリーナ暗殺計画が失敗した責任を問われて処刑される。

### イタリアの王侯たち
- フェルディナンド1世 - セルゲイ・テスレル

ナポリ・シチリア（後の両シチリア王国）国王。
享楽的で美食家、海辺の宮殿で洒落た日々を送っているが、政治には関心が無い。
ロシア皇女だというエリザヴェータを紹介され、美しい彼女を庇護下に置くことにする。エカテリーナの親書を携えてイタリアに来たアンドレイとアレクセイを歓待するが、懸想していたエリザヴェータはアレクセイに、王妃はアンドレイに気を引かれているのを見て、彼らを暗殺するよう家臣に命ずる。暗殺団と戦い、刀傷を負ったアレクセイは生死の境を彷徨う。剣に毒薬が塗られていたのだ。
- マリア・カロリーナ・ダズブルゴ - オリガ・マケーエヴァ

ナポリ・シチリア王妃。オーストリア女帝マリア・テレジアの娘であり、フランス王妃マリー・アントワネットの実姉。
政治に興味の無い夫に代わってナポリ宮廷の中心的存在である。
密命を帯びてナポリに来たアンドレイ・ラズモフスキーに興味をそそられ、まず自分の侍女を送り込んで関係を結ばせ、良い男だと知ると、王宮で開かれた仮面舞踏会の後で彼を積極的に誘惑する。

### その他

#### シーズン1（その他の登場人物）
- ヨハンナ・エリザベート – イザベル・ショスニッヒ

エカテリーナの母親。亡兄・カール・アウグストはエリザヴェータ女帝の婚約者であった。
エカテリーナのロシア入りに随行するが、陰気な性格で小言ばかり言い、エカテリーナと仲が良いとは言い難い。
言動は浅薄でエリザヴェータからは「馬鹿女」呼ばわりされる。裕福で無い事に強い不満を抱いており、やがてプロイセンのためにスパイ行為を働くことになるが、愛国心からではなく金に目が眩んでの不始末であった。年の離れた夫を嫌悪していたこともあり、エリザヴェータから籠絡するよう密命を受けたイヴァン・ベツコイ公爵と愛人関係を結ぶ。そしてスパイ行為が露見し、庇おうとしたベツコイと共に国外へ追放される。二人は追放先のパリで10年間幸福に暮らしたということである。
後年、帰国したベツコイが持参した彼女の肖像画をエカテリーナは宮殿に飾っておくことを拒否した。
- イヴァン・ヘルマン・レストック伯爵 – コンスタンチン・ラヴロネンコ

エリザヴェータ女帝付きの侍医。
フランスの差し金でゾフィーと名乗っていたエカテリーナの毒殺計画に協力するが、計画は失敗。激怒したエリザヴェータによって投獄され、烙印を押された上、財産を没収される。
- クリスチアン・アウグスト・ブレクドルフ – マクシム・ケリン

フョードロヴィチ付きのドイツ人侍従。フョードロヴィチの腹心であり、助言を与える事も多い。
強い信念とプライドの高さで、フリードリヒ大王から派遣された使者にはフョードロヴィチに促されても頭を下げず、皇后になったエカテリーナを「皇后陛下」と呼ぶことはなかった。
フョードロヴィチに最後まで付き添い、エカテリーナに忠誠を誓う反乱軍が迫る中「私が足止めしますのでお逃げ下さい」と忠誠心を示すが、フョードロヴィチは「不要だ。友よ、逃げて生き延びてくれ」と、これを謝絶。彼の言葉に従いその場から離れるのだが、目前に迫り来る反乱軍に向かって大砲を一発打ち、砲身の上に腰を下ろして何処か遠くを見つめるのだった。
- ピーメン – イヴァン・ドブロンラヴォフ

エリザヴェータ付きの侍従。
そこそこの美男でエリザヴェータに足裏マッサージ を行うほど間近に仕えているのだが、実はエカテリーナの味方であり、耳にした情報をエカテリーナ付きのメイドである妻のマトリョーナに教えてエカテリーナを救おうとする。バグパイプが得意。

#### シーズン2（その他の登場人物）
- ジョージ・サミュエル・ロジャーソン（ロシア語版）[注釈 257] – ジョルジュ・デヴダリアーニ

宮廷付きのイギリス人医師。
外国語訛りのロシア語を話し、宮廷の権力闘争とは無縁で医療に真摯に取り組む。
いち早くオルロフの異変に気付くが、逆に脅されてしまう。
天然痘に罹ったアンナを看病していた下僕の少年から瘡蓋を採取。エカテリーナに種痘を施し、天然痘の蔓延を防いだ。夏にはエカテリーナの脊椎に石灰が沈着していると診断、偏頭痛を起こす可能性があるとしてパセリとレモンのジュースを勧めるなど、薬草治療も行うようである。また、パーヴェルには生殖能力が無いかも知れないと言い、エカテリーナを苦慮させる。エカテリーナの策略でパーヴェルの第一子・シメオンを妊娠したソフィアの堕胎を依頼された時は「もう遅すぎるし、堕胎手術の経験が無い」と言ってこれを断り、オルロフの治療を請け負ったピンクスに任せるべきだと進言した。
- フョードル・ステパノヴィチ・ロコトフ（英語版、ロシア語版） – アレクサンドル・オレシコ

宮廷画家。
ベツコイ公爵の依頼でエカテリーナの母・ヨハンナの肖像画を制作し、彼によりエカテリーナに紹介される。
腕を認めたエカテリーナの依頼を受け、皇族に列せられてパーヴェルの肖像画と並べて飾られるアレクセイの肖像画を制作する。
芸術家らしく常識に囚われない人物で、「私が画家であるのは神のご意思。御使いたちが絵の具を混ぜ、筆を動かす。相手が皇太子でも魚売りでも、描くことに変わりはない」と言い、報酬も1000ルーブルの提示に対して50ルーブルしか受け取らないと言う。
口がきけない振りをしていたアレクセイが初めて心を開いた人物。
- ダリヤ・ニコラエヴナ・サルトゥイコヴァ伯爵夫人 – アレクサンドラ・ウルスリャク

サルトゥイコフ一門の未亡人。夫はグレブ・サルトゥイコフ伯爵。
エリザヴェート・バートリと並んで現在も知られる連続殺人犯・"サルトゥイチーハ"。
義理の甥・ニコライと共に宮殿の菜園を訪れた際、エカテリーナとの会話の中で偶然、エカテリーナ第一の愛人である親戚のセルゲイ・サルトゥイコフ公爵が既に亡くなったことを彼女に知らせる事になった。
モスクワ郊外のトロイツコエ村に広大な領地を所有しており、食糧問題を抱えるエカテリーナからアメリカ大陸原産の農作物の栽培を依頼される。そして地方視察で訪れたエカテリーナ一行を、全身を白く塗った人間が扮する大理石の彫像が立ち並ぶ庭を案内するなどしてもてなし、生育の良い農作物を見せるが、その陰で大勢の農奴たちを虐待死させていた事がエカテリーナ付きのメイド頭・フョークラの密偵によって発覚、緊急逮捕される。暴動が起きる寸前の危険な空気を察したエカテリーナ一行は取るものも取りあえずその場から脱出する。直後、怒り狂った農奴たちは一斉に家令の男に襲いかかった。
結果としてエカテリーナに専制政治による改革の必要性を痛感させる役割を果たすが、エカテリーナやパーニンたちはその量刑に苦慮することになる。程度の差こそあれ、農奴への過酷な仕打ちは当時のロシア社会では習慣的になっていたためである。最終的には終身禁固刑と貴族称号の剥奪という判決を受け、修道院の地下牢に収監される。明かりを灯す事が許されるのは食事の時のみで、後は暗黒の中で過ごすという厳しいものであった。
- セミョーン・アンドレヴィチ・ポローシン（ロシア語版） – アントン・デニシェンコ

パーヴェルの家庭教師でアンナの恋人。
アンナとの仲に勘付いたパーヴェルから、結婚に反対するであろうアンナの父親を説得し、式の立会人になってやろうと約束されるが、パーヴェルに請われて怖れる事無く彼の父・ピョートル3世に関する様々な事を秘密裏に調べ、教えた事がエカテリーナの知ることとなり、解雇される。
発端はパーヴェルがエリザヴェータの宮殿で父のバイオリンを見つけ、その父の十八番であった行進曲でバイオリンの指導を行った事であった。折悪しく、エカテリーナは御前会議で重臣たちと農奴制の存廃と貴族を徴兵制の対象から除外することに関する討議の真っ最中で、そこに聞こえてきたバイオリンの音色はエカテリーナの忌まわしい記憶を呼び起こしてしまう。会議を中座してパーヴェルの部屋に入って来たエカテリーナはポローシンの教育方針とパーヴェルの主張を非難する。彼らが互いを庇い合う様子を見たエカテリーナは怒り、ポローシンに解雇を言い渡す。
宮廷から去ろうとしていたところを馬車で追いついたパーヴェルに呼び止められ、アンナにプロポーズするよう背中を押されて一緒に馬車で向かったが、アンナに触手を伸ばしていたパーニンに見つかり馬車から降ろされてしまう。そしてパーヴェルはパーニンにこっぴどく叱られるのだった。
天然痘に罹った瀕死状態のアンナを前にパーニンに怒りをぶつけ、決闘を申し込まれる。しかし決闘の当日、現場で拒否、パーニンに銃を向けなかったが、容赦なく射殺された。
- ピョートル・ボリソヴィチ・シェレメーチェフ伯爵（ロシア語版） – ウラジーミル・ユマトフ

侍従長でアンナの父。10万の農奴を抱える大資産家。
侍従長という要職にありながら、「奉公への熱意も関心もない」として宮廷にはほとんど出仕していない。その一方、自分の領地の管理には熱心に取り組んでおり、「少しでも欠点があれば破産しかねない。自分の机には大量の書類と算盤しか置いていない。決して人任せにはできない。人任せすれば盗まれるのがオチだ」と豪語していた。
自分と5歳しか変わらないパーニンから愛娘アンナとの結婚を望まれ、エカテリーナに次ぐ国家第二の権力者である彼なら娘を幸せにしてくれるだろうと考え、承諾する。しかしアンナは将来を約束した男性がいると言って拒否、涙を流すアンナに「パーニンはケチな奴だと聞いているから、この贈り物がつまらないものだったら婚約は無かった事にしよう」と提案し、手元の箱を開ける。だが箱の中身はエメラルドが嵌め込まれた豪華な彫金の小箱だった。「素晴らしい。余程お前に惚れているんだな」と感心し、絶望するアンナの前で小箱を開けようとするがなかなか開かない。アンナはそれを開け、中身の白粉をつまんで見せるのだが、その白粉には致死性の天然痘ウイルスが仕込まれていた。この贈り物は実はエカテリーナの暗殺を企んだオスマン帝国からの献上品で、パーニンが横領した物だった。アンナは感染し、死の床に着く。婚約を無理強いした事を激しく後悔し、見舞いに訪れたパーニンを拒絶する。そして運び出される娘の棺を茫然と見送るのだった。
やがてこの悲劇をきっかけに国の天然痘対策に私財を投ずることになる。
なお、本作品ではモスクワにあるクスコヴォと呼ばれる彼の離宮が撮影に多用されている。
- ピンクス（英語読みはピンカス） – イヴァン・アガポフ

ペテルブルクのリゴフ大通りに診療所を構え、通常の医者よりも安価な治療費を受け取って薬草などを使った怪しげな医療行為を行い、「何でも治す」と巷で評判の医者。
お忍びで訪れたエカテリーナの愛人グリゴリー・オルロフ伯爵に精力回復の治療を施した。エカテリーナは後にこの事実を把握し、ペトロパヴロフスク要塞で秘密警察長官・シェシコフスキーによる尋問を受ける。当初は守秘義務を盾に証言を拒むが、過酷な拷問を受ける囚人たちの前でシェシコフスキーにヒポクラテスの誓いを暗唱させられ動揺、オルロフの秘密を明かす事になる。
侍医ロジャーソンは彼を「詐欺師」と評するが、エカテリーナの策略でパーヴェルの第一子・シメオンを宿したソフィアの堕胎処置を拒否した際はソフィアに彼を紹介した。そして訪れたソフィアが子を一度しか産めず、堕胎すれば二度と妊娠できない体になると診断して産むことを強く勧め、「ピンクスは女性の検査の金は受け取らない」と言って診察代の受け取りを拒否した。結局、ソフィアはこの診断と、両親も兄弟もいない天涯孤独な身の上から解放されたいという思いが高じ、将来生まれるであろうパーヴェルの嫡子にロマノフ王朝を継がせることを夢見るエカテリーナの意に背いて子を産むことを決意。エカテリーナの猛反対を押し切って出産することになる。
- ピョートル・キリロヴィチ・ラズモフスキー伯爵（ロシア語版） – ロジオン・ガリュチェンコ

パーヴェルのひ弱さを心配したエカテリーナにより、やんちゃさを買われてパーヴェルの友人に迎えられたラズモフスキー伯爵家の兄弟の兄。歩兵連隊少尉。
剣術が得意の真面目で誠実な青年で、パーヴェルに良からぬ事を教える弟をたしなめる事もある。やがて出征し、ポーランド戦線で指揮を取るスヴォーロフ准将の配下で武勲を立てるが、そこで経験した人間性すら無くす戦場の地獄を帰還後、従軍経験の無い事を恥じるパーヴェルに語り諭す。
チェスマの海戦での勝利を記念した祝宴への出席に合わせて特別休暇が与えられたのを受けて一時帰国し、大佐に昇進。エカテリーナからは褒美として国庫の鍵が下賜されたほか、宮廷への自由な出入りを許された。
ツァールスコエ・セローにある夏の離宮でソフィアに声を掛けられて以来恋心を抱くようになり、以後、熱心に求愛し続け、父親のキリル・ラズモフスキー伯爵の反対意見もエカテリーナの後押しを受けて退け、ついに結婚に漕ぎ着ける。その際、パーヴェルに結婚式への出席を打診し、ソフィアがエカテリーナの策略によってパーヴェルの愛妾となり、彼の息子を産んだ事や、それによってソフィアが子連れで再婚する事もまるで意に介していない様子を伺わせた。
- アンドレイ・キリロヴィチ・ラズモフスキー伯爵  – アレクサンドル・トカチョフ

ピョートルの弟。12歳の時から召使いの少女に手を出したと言われ、女たらしとして知られる。
若くして海軍少将に昇進し、パーヴェルの花嫁候補となる三姉妹を海軍のフリゲート艦で迎えに行くが、長姉のヴィルヘルミナに誘惑されて一日中船室で性行為に耽る。
ヴィルヘルミナがナタリアと改名して皇太子妃になった後も関係は続き、彼女の乳母にまで手を出した事をパーヴェルから聞かされて怒ったナタリアが乳母を暴行し、宮殿の外に放置。秘密警察長官・シェシコフスキーに保護された乳母の口から全てが明るみに出る。
父親のキリル・ラズモフスキー伯爵は科学芸術アカデミー長官だが、兄弟とも勉学の方はさっぱりという事である。
シーズン3では話がやや遡る。
ナタリアとの密通は大胆にも宮殿の一室で行われていたが、仕立て屋に多額の借金を作っている事を新聞に書かれて父親に激しく叱責されると、資産家エラーギン伯爵家の令嬢・ヴィオラに近づき、ナタリアとは別れようとする。だがヴィオラは友人・アナトーリの婚約者であり、決闘の末、彼を射殺してしまう。殺人罪でシベリア流刑にされる可能性と自責の念に苛まれ、仮面舞踏会で派手に踊り痛飲した挙げ句、自殺を試みる。しかし拳銃を自らに向けた時、ナタリアが悠然と笑みを浮かべて現れる。裏でナタリアが糸を引いていた事も知らず彼女に縋り付き、再び元の関係に戻ってしまう。
ある日、パーヴェルと共に平民に変装し、市場の裏にあるならず者たちの巣窟に潜入する。そこは反乱分子のアジトでもあった。ボスと思われる男にプガチョフの肖像画を見せて欲しいと頼み、男は懐から畳まれた画を取り出して二人に見せる。だがそれと引き換えにロシアンルーレットに挑まなければならなくなったパーヴェルを庇い、ボスを射殺する。ならず者たちと激しい乱闘になり、パーヴェルも果敢に闘って肖像画を奪い取った。命からがら逃げ出し馬車に飛び乗ったが、恐怖の体験で震えが止まらないパーヴェルに大量に酒を飲ませて泥酔させる。
やがてナタリアとの密通が露見し逮捕され、要塞に投獄される。自分の人生もこれで終わりだと覚悟を決めていたが、エカテリーナに呼び出される。「ナタリア妃に恋をした、ただそれだけです」。何も言うことは無い、と潔さを見せると、エカテリーナから重大な任務を与えられる。イタリアへ行ってエリザヴェータを誘惑して連れて帰れというのだ。「簡単な事でしょう。あなたの特技を生かせる最高の任務だわ」。失敗は許さぬという棘のある言葉だった。パーヴェルの元へ向かい別れを告げ、アレクセイ・オルロフと共にナポリへ向かう。
ナポリの王宮は華やかで非常に開放的な雰囲気だった。さっそく王妃の侍女と関係を持つが、肝心のエリザヴェータには素っ気なくあしらわれてしまう。ところが、彼女と入れ替わりに王妃マリア・カロリーナが部屋に入ってくる。王妃は始めからアンドレイに興味を持っていた。それが国王の嫉妬を買い、危うく暗殺されそうになる。
- ルカ – オラ・ケイル

パーヴェル付きの侍従。
間近で仕え、お目付け役でもある。浅黒い肌を持つアフリカ系の若者。
皇太子妃ナタリアがアンドレイと密通しているのではないかとパーヴェルに告げた事が、宮廷を揺るがす大スキャンダルが発覚する端緒となる。
- ヴェシュニャコフ - アレクサンドル・ニコリスキー

石切り集団の頭領。
ピョートル大帝の騎馬像の台座になる"雷の石"と呼ばれている巨大な花崗岩の切り出しと運搬を任される。
エカテリーナが花崗岩の運搬費用を尋ねたところ、100ルーブルだと言う。ひと月当たりか、と問うエカテリーナに1年分だと言う。庶民特有の言い回しや諺を交えた説明でエカテリーナを笑わせた。
騎馬像の完成記念除幕式には総責任者ベツコイと肩を並べて参列した。
- エティエンヌ・モーリス・ファルコネ（ロシア語版）  – オリヴィエ・スー

フランス出身の彫刻家。
ピョートル大帝の騎馬像を制作するためにロシアに招かれ、皇太子パーヴェルが書き上げたデザイン画を基に壮大な騎馬像を立体化していく。

#### シーズン3（その他の登場人物）
- エメリヤン・プガチョフ - アルトゥール・イヴァノフ

ドン・コサックの出身で、前皇帝ピョートル3世を名乗る反乱の首謀者。
正規軍が露土戦争に兵力を割かれている隙に反乱を起こし、地方都市を次々と占領。反乱軍の勢いは凄まじく、一向に収拾のめどがたたない事態にエカテリーナは苦慮することになる。
1774年の暮れに反乱はようやく収束。捕らわれたプガチョフは明くる1775年にモスクワで公開処刑される。
この反乱はロシア社会に大きな波紋を投げかけるとともに、啓蒙思想による統治を志し、農奴解放を思考してきたエカテリーナの統治姿勢を一変させていく。反乱の鎮圧後、反動化の道を歩み始めたエカテリーナは啓蒙思想による統治に見切りをつけ、ツァーリズムと呼ばれる専制政治による統治へと大きく舵を切ることになる。
- ガヴリーラ・ロマノヴィチ・デルジャーヴィン中尉 - ダニーラ・ドゥナーエフ

首都からヴァルダイへの道中にある町に赴任している将校。イズマイロフスキー近衛連隊の軍服を着ており、町に駐留している兵士たちの責任者だが、退屈な日々を酒と作詩で紛らわせていた。
ある日、視察のため帝国南部へ向うポチョムキンと、急遽同行する事を決めたエカテリーナが途中の宿泊地として町を訪れる。質素な木造の民家に投宿するエカテリーナの前に泥酔した状態で現れ、無礼を咎めたポチョムキンから収容所行きを命じられる。しかしエカテリーナに「詩人だと言うのなら、自作の詩を暗唱してごらんなさい。それでもし私が気に入らなかったら収容所行きよ」と助け船を出され、即興で詩を披露する。エカテリーナの栄光を賛美する見事な詩に感心したエカテリーナから失態を許され、親友のブルードフ中尉と共にプガチョフ討伐のためにカザンに向かう。その途上の森で、プガチョフ一派に襲われ殺害された旅の一家の、酸鼻な現場を目の当たりにする。
カザンで正規軍に合流するが、先だって酒場の博打で将校と揉め事を起こしていた事が露見し、2人共要塞の牢獄に入れられる。その牢獄にはプガチョフの妻ウスチニアと3人の子供たちが囚われていた。中庭で囚人たちが食事を与えられる際にウスチニアに近づいて話を聞くと、夫はただのコサックで、皇帝であるわけがないと言う。それから間もなく、パーニンの召使いで逃亡中のヴラスが捕まり、牢獄に入れられた。やがてプガチョフが妻子を奪還するため要塞を襲撃し、再び血生臭い殺戮が繰り広げられる。
- イヴァン・ブルードフ中尉 - セミョーン・ロパーチン

デルジャーヴィンの親友。賭博好きでイカサマも得意、常にヴァイオリンを持ち歩いていており、デルジャーヴィンとは詩人とヴァイオリン弾きの良いコンビである。
エカテリーナ来訪の連絡が無かったため失態を演じたデルジャーヴィンに代わって懸命に理由を説明し謝罪する。エカテリーナに無礼を許されると、「陛下と祖国のために血を流す」と誓い、プガチョフ一派と正規軍が交戦しているカザンへ向かう。
しかし途中立ち寄った居酒屋で将校相手の博打でイカサマがばれ、そこは何とか逃げおおせたが、到着したカザンに当の将校がおり、要塞の牢に投獄される。
要塞を急襲したプガチョフの前に引きずり出され、処刑されそうになるが、ヴァイオリンを演奏して見せ、デルジャーヴィンも詩を捧げて難を逃れる。不本意ながらプガチョフ一派の荒くれ者たちの中に留まり、逃亡の機会を伺う日々を送ることになる。捕えられた将校が処刑される際には、殺気立つ現場で賛美歌を演奏した。
ちなみに「ブルードフ」という姓は「姦淫」「売春婦」等を意味するブルード（блуд）が元であり、おかげで昔から散々トラブルに見舞われたという。ゆえにエカテリーナの前で名乗る事を躊躇った。
- エカテリーナ・イヴァノヴナ・ネリードヴァ（ロシア語版） - ディアナ・ミリューチナ

エカテリーナに見込まれて皇太子妃ナタリアに女官として仕える、スモーリヌイ女学院を卒業したばかりの才媛。
放埒なナタリアに反発する中でやがてパーヴェルと親しくなり・・・。
- ゲルトルーダ - モニカ・ゴスマン

ナタリアの乳母。シーズン2から登場。
ナタリアに同伴してペテルブルクに来た後も召使いとして仕えているが、ナタリアは激しい性格であり、些細なことで暴力を振るわれていた。
ある時、パーニンの使用人ヴラスと知り合う。ロシア語を殆ど話せないため、覚束ない会話しか交わせないが、ヴラスから薔薇を一輪プレゼントされ懸命に口説かれて、2人きりで会う約束をする。ところが、ナタリアとの密会をすっぽかされたアンドレイに無理やり犯され、それを知ったナタリアが激怒、激しい暴行を加えられて夜の戸外に放置された。翌朝、使用人たちに発見され、そこへ迎えに来たヴラスの目の前で秘密警察によってペトロパヴロフスク要塞へ連行される。ヴラスはパーニンに救助を懇願したが、国家の危機的状況で手一杯のパーニンから、けんもほろろに退けられる。
要塞でシェシコフスキーから直接、鞭打ちの拷問を受けるが、ナタリアの行状を問い質されてもなおナタリアを庇い、口を閉ざす。前夜の暴行で衰弱し切っていた体に容赦なく鞭が振り下ろされ、呆気なく絶命する。罪人でもない女性を死亡させた事で、さしものシェシコフスキーも激しく動揺し、壁のイコンに縋るのだった。
- エリザヴェータ・アレクセーエヴナ・ロマノヴァ（タラカーノヴァ）（ロシア語版） - アンゲリーナ・ストレーチナ

先帝エリザヴェータと内縁の夫・アレクセイ・ラズモフスキー伯爵との間に生まれた皇女であると言い、エカテリーナよりも正当な皇位継承者だと主張、ヨーロッパ中で大センセーションを巻き起こす。
イタリアの王侯貴族たちと深く繋がり、皇帝エリザヴェータ2世を称してロシアの敵対国の後援を受ける。
「タラカーノヴァ」として知られるが、劇中ではエカテリーナがゴキブリ（タラカン：Таракан）を連想し、蔑称として一度つぶやいただけである。
- カジミール・オギンスキ伯爵 - アルチョーム・クレトフ

ポーランド貴族。ロシアの傀儡王権・ポニャトフスキを倒そうと反乱に加わるもロシア軍に制圧されフランスに亡命していた。
エカテリーナの帝位を揺るがすべく、エリザヴェータの支援者となり、ヴェネツィアに本拠地を移す。彼女の肖像画を描かせて各国に送って宣伝し、かつての秘密警察長官・シュヴァーロフの支持を取り付けるなど、精力的に工作をする。工作は成功し、フェルディナンド王の支援を受けるためにナポリへ向かう。
しかしやがてエリザヴェータを実の娘のように愛するようになり、彼女がアレクセイ・オルロフと恋に落ち、自由を望むようになると、彼女の幸福を願って弟と共に去ってゆく。
- ミハウ・オギンスキ（スウェーデン語版） - ダニール・スルツキー

カジミールの弟。まだ幼い面影の残る少年だが、兄と共に祖国の為に活動する。
共に暮らす事になったエリザヴェータを姉のように慕い、劣情に駆られた金持ちから彼女を守り、シェシコフスキーが送り込んできた刺客に襲われる等、苦楽を共にする。
やがてアレクセイ・オルロフに思いを寄せ始めたエリザヴェータから付け文を頼まれたり、二人の散歩にお目付け役として同行させられたりと、ほろ苦い思いを味わうことに。
別れの日、「貴女に出会った日を呪います」と涙を浮かべて背を向けると、エリザヴェータは「私は逆よ。最良の日だった」と微笑んだ。
音楽家の素質があり、劇中で『ポロネーズ第13番イ短調』"祖国への別れ"をチェンバロで演奏しているが、これは彼が1794年に発表した曲である。
- カリオストロ伯爵 - セルゲイ・ザブーリン

イタリアをはじめヨーロッパ各国の社交界で持て囃されている霊能力者。黒ずくめの服装をした怪異な風貌の人物で、幼児ほどの背丈の錬金術師・アリボタスを助手として連れている。
ナポリ国王夫妻と貴族、アレクセイ、アンドレイらを前に神秘的なパフォーマンスを行い、奇跡を起こして見せる。観客は大いに湧いたが、読心術が国王に恥をかかせる結果となり、国王の強い怒りを買った。
その後、刺客に襲われて危篤状態のアレクセイを救って欲しいと、エリザヴェータからたっての依頼を受け、沖に停泊しているロシア艦隊の旗艦に乗船する。既に僧侶が呼ばれており、一同が固唾を呑んで見守る中、アレクセイに秘術を施す。

## 主要登場人物の呼び方
今作品の登場人物はロシアの慣例に従って、劇中では姓は用いられず、名前と父称を付け合わせて呼ばれることが多い。以下に主要登場人物の名前と父称を挙げる。
- エカテリーナ2世 → エカテリーナ・アレクセーエヴナ
- エリザヴェータ女帝 → エリザヴェータ・ペトロヴナ
- ピョートル3世 → ピョートル・フョードロヴィチ、フョードロヴィチ[注釈 269]
- パーヴェル1世 → パーヴェル・ペトロヴィチ
- アレクセイ・グリゴリエヴィチ・オルロフ（ロシア語版）（後のボーブリンスキー） → アレクセイ・グリゴリエヴィチ、アリョーシャ
- アレクセイ・グリゴリエヴィチ・ラズモフスキー伯爵（英語版、ロシア語版） → アレクセイ・グリゴリエヴィチ
- イヴァン6世 → イヴァン・アントノヴィチ、イオアン・アントノヴィチ
- グリゴリー・グリゴリエヴィチ・オルロフ伯爵 → グリゴリー・グリゴリエヴィチ、グラーフ・オルロフ
- アレクセイ・グリゴリエヴィチ・オルロフ伯爵 → アレクセイ・グリゴリエヴィチ
- グリゴリー・アレクサンドロヴィチ・ポチョムキン中尉（後に公爵） → グリゴリー・アレクサンドロヴィチ、グリーシャ
- アレクサンドル・イヴァノヴィチ・シュヴァーロフ伯爵（英語版、ロシア語版） →アレクサンドル・イヴァノヴィチ、グラーフ・シュヴァロフ
- アレクセイ・ベストゥージェフ＝リューミン伯爵 → アレクセイ・ペトロヴィチ
- ステパン・フョードロヴィチ・アプラクシン（英語版、ロシア語版）陸軍元帥 → ステパン・フョードロヴィチ
- ニキータ・イヴァノヴィチ・パーニン伯爵 → ニキータ・イヴァノヴィチ、グラーフ・パーニン
- イヴァン・イヴァノヴィチ・ベツコイ（ロシア語版）公爵 → イヴァン・イヴァノヴィチ
- ステパン・イヴァノヴィチ・シェシコフスキー伯爵（ロシア語版） → ステパン・イヴァノヴィチ
- ソフィア・ステパノヴナ・チャルトリスカヤ公爵夫人（後にラズモフスカヤ伯爵夫人） → ソフィア・ステパノヴナ

## 各放送回のタイトル
各放送回のタイトルは以下の通り。

### シーズン1「エカテリーナ」
第1話 野望の旅へ
第2話 毒殺の宮廷
第3話 密偵となった母
第4話 偽りの初夜
第5話 最初の愛人
第6話 女帝の陰謀
第7話 愛と忠誠の将校
第8話 陰謀うずまく伏魔殿
第9話 女帝崩御
第10話 逆転の暗殺

### シーズン2「エカテリーナ〜旅立ち〜」
第1話 宿敵オスマン
第2話 愛人の帰還
第3話 不吉な前兆
第4話 死の献上品
第5話 女帝 試練の時
第6話 後継者選び
第7話 専制君主への道
第8話 情事の行方
第9話 失脚する愛人
第10話 スルタン 死す
第11話 花嫁の背信
第12話 愛と祈りと

### シーズン3「エカテリーナ〜僭称者たち〜」
第1話 孤立する玉座
第2話 偽皇女動く
第3話 皇太子妃の反抗
第4話 母子再会
第5話 邪恋と決闘
第6話 女帝反転
第7話 亡霊を断て
第8話 危険な遊戯
第9話 苛烈！秘密警察
第10話 偽皇女への罠
第11話 愛憎の人
第12話 欲望入り乱れる
第13話 演技のはてに
第14話 命運尽きる
第15話 花嫁衣裳哀し
第16話 戦いすんで

## ロシア国外での放送
2014年に放送されたシーズン1「エカテリーナ」はアメリカやオーストラリア、中華人民共和国など、世界20ヶ国で放送され、2017年に放送されたシーズン2 「エカテリーナ〜旅立ち〜」は7ヶ国での放送が決定している。
このほか、Amazonプライムでは英語版が配信されている。

### 日本での放送
日本では2018年2月19日からチャンネル銀河でシーズン1「エカテリーナ」とシーズン2 「エカテリーナ〜旅立ち〜」が一括して放送された。
同年11月9日から動画配信サービスHuluで全22話が一括で配信（配信期間は無期限）され、11月24日には地上波でシーズン1の第1話のみが放送された。
同年12月6日から翌2019年1月4日まで、BS日テレで14時30分-15時30分の枠で全22話が放送された。
2021年1月にチャンネル銀河でシーズン3を放送する予定である。

## ロケ地

### ロシア国内
サンクトペテルブルク
- ツァールスコエ・セロー
- エカテリーナ宮殿
- ペトロパヴロフスク要塞
- ペトロパヴロフスキー大聖堂
- ガッチナ宮殿
- ドーム・アルヒーチェクトラ（建築家の家）（ロシア語版）（Дом архитектора, Санкт-Петербург）
- ベロセリスキー＝ベロゼルスキー宮殿（ロシア語版）
- スティグリッツ応用美術博物館（英語版、ロシア語版）
- ウラジーミル宮殿（ロシア語版）
- ズナメンスカヤ教会（ロシア語版）
- 夏の庭園（ロシア語版）
- オラニエンバウム（ロシア語版）
- ポルタヴァ造船所（ロシア語版）
- ラフタ海岸（ロシア語版）
- ソスノヴイ・ボール[76]

モスクワ
- ゴールキ・レーニンスキエ
- クスコヴォ（ロシア語版、英語版）
- ツァリツィノ公園
- アルハンゲリスコエ（英語版、ロシア語版）
- セレドニコヴォ（ロシア語版）
- クルチツィ（ロシア語版、英語版）
- フェリソヴォ（ロシア語版）[注釈 275]
- モスフィルム
- グラフキノ（ロシア語版）[注釈 276]

クリミア※シーズン3
- ジェノヴァ要塞（ロシア語版）
- ヴォロンツォフ（アルプカ）宮殿（ロシア語版、英語版）
- マサンドラ宮殿（ロシア語版、英語版）
- 聖リプシム教会（ロシア語版）
- グロト・ゴリツィナ（ロシア語版）
- コクチェベリ（ロシア語版、英語版）
- カラ・ダグ山（ロシア語版、英語版）
- スルブ＝ハチ修道院（ロシア語版、英語版）
- シンフェロポリ
- フェオドシヤ
- ノーヴイ・スヴェート（ロシア語版、英語版）
- アルシュタ（ロシア語版、英語版）
- オレアンダ（ロシア語版、英語版）

その他
- 旧ラドガ要塞（ロシア語版）
- ヴォロネジ船舶博物館（英語版）

### ロシア国外
チェコ
- クロムニェジーシュ宮殿
- ブフロヴィツェ城（英語版）
- ヴァルチツェ宮殿（ロシア語版）

ドイツ
- サンスーシ宮殿

## 制作秘話
- シーズン1のポスターやシーズン1の複数のシーンで採用されたマリーナ・アレクサンドロワ着用の赤いドレスは、ロシアテレビやチャンネル1で過去に放送された他のドラマからの使い回しであった。

この赤いドレスは2011年のピョートル大帝 遺言（ロシアテレビ）ではエリザヴェータ・ボヤールスカヤがピョートル大帝の愛人マリア・カンチェミール役で、2013年のロマノフ家（チャンネル1）では、ヴァシリーサ・エルパチエフスカヤが皇太子妃エカテリーナ（エカテリーナ2世）役でそれぞれ着用している。
- シーズン1の撮影に際し、エカテリーナ役のマリーナ・アレクサンドロワはフェンシングとタイトなコルセットの着用方法を学んだという[78]。
- シーズン3ではエカテリーナ役のマリーナ・アレクサンドロワが着用するドレスが新たに20着以上新調され、真珠の首飾りも制作されている[79]。
- マリーナの結髪には1時間半を要する[1]。女官役のシンプルな髪型でも40分もかかるという[80]。
- シーズン2でグリゴリー・オルロフを演じたセルゲイ・マリンは最初ポチョムキン役のオーディションを受けた事をインタビューで明かしている[要出典]。
- エカテリーナ宮殿の庭園での撮影は"恐るべき中国人観光客"がフレームに入ってくるため、馬上のマリーナは女帝のように「どけなさい！」と叫び続けた、とのこと[81]。
- 世界的な観光地でもある宮殿での撮影は時間が厳しく制限されていたため、エピソードを跨いで撮影する事になった[要出典]。
- シーズン1では宮殿シーンの大半がチェコで撮影され、遠征スタッフのうち80名はホテルに宿泊出来なかった。そのため宮殿に直接宿泊する事になったが、宮殿には近代的な暖房設備が無く、古い陶製のストーブなどは安全上の理由から使用不可で、早春の夜、スタッフ達は非常に寒い思いをしたらしい[82]。